# Жертва (шахи)
|   | a | b | c | d | e | f | g | h |   |
| 8 | a8 чорна тура · c8 чорний слон · d8 чорний ферзь · e8 чорний король · h8 чорна тура · a7 чорний пішак · b7 чорний пішак · c7 чорний пішак · d7 чорний кінь · e7 чорний слон · f7 білий слон · g7 чорний пішак · h7 чорний пішак · d6 чорний пішак · f6 чорний кінь · e5 чорний пішак · d4 білий пішак · e4 білий пішак · c3 білий кінь · f3 білий кінь · a2 білий пішак · b2 білий пішак · c2 білий пішак · f2 білий пішак · g2 білий пішак · h2 білий пішак · a1 біла тура · c1 білий слон · d1 білий ферзь · e1 білий король · h1 біла тура | a8 чорна тура · c8 чорний слон · d8 чорний ферзь · e8 чорний король · h8 чорна тура · a7 чорний пішак · b7 чорний пішак · c7 чорний пішак · d7 чорний кінь · e7 чорний слон · f7 білий слон · g7 чорний пішак · h7 чорний пішак · d6 чорний пішак · f6 чорний кінь · e5 чорний пішак · d4 білий пішак · e4 білий пішак · c3 білий кінь · f3 білий кінь · a2 білий пішак · b2 білий пішак · c2 білий пішак · f2 білий пішак · g2 білий пішак · h2 білий пішак · a1 біла тура · c1 білий слон · d1 білий ферзь · e1 білий король · h1 біла тура | a8 чорна тура · c8 чорний слон · d8 чорний ферзь · e8 чорний король · h8 чорна тура · a7 чорний пішак · b7 чорний пішак · c7 чорний пішак · d7 чорний кінь · e7 чорний слон · f7 білий слон · g7 чорний пішак · h7 чорний пішак · d6 чорний пішак · f6 чорний кінь · e5 чорний пішак · d4 білий пішак · e4 білий пішак · c3 білий кінь · f3 білий кінь · a2 білий пішак · b2 білий пішак · c2 білий пішак · f2 білий пішак · g2 білий пішак · h2 білий пішак · a1 біла тура · c1 білий слон · d1 білий ферзь · e1 білий король · h1 біла тура | a8 чорна тура · c8 чорний слон · d8 чорний ферзь · e8 чорний король · h8 чорна тура · a7 чорний пішак · b7 чорний пішак · c7 чорний пішак · d7 чорний кінь · e7 чорний слон · f7 білий слон · g7 чорний пішак · h7 чорний пішак · d6 чорний пішак · f6 чорний кінь · e5 чорний пішак · d4 білий пішак · e4 білий пішак · c3 білий кінь · f3 білий кінь · a2 білий пішак · b2 білий пішак · c2 білий пішак · f2 білий пішак · g2 білий пішак · h2 білий пішак · a1 біла тура · c1 білий слон · d1 білий ферзь · e1 білий король · h1 біла тура | a8 чорна тура · c8 чорний слон · d8 чорний ферзь · e8 чорний король · h8 чорна тура · a7 чорний пішак · b7 чорний пішак · c7 чорний пішак · d7 чорний кінь · e7 чорний слон · f7 білий слон · g7 чорний пішак · h7 чорний пішак · d6 чорний пішак · f6 чорний кінь · e5 чорний пішак · d4 білий пішак · e4 білий пішак · c3 білий кінь · f3 білий кінь · a2 білий пішак · b2 білий пішак · c2 білий пішак · f2 білий пішак · g2 білий пішак · h2 білий пішак · a1 біла тура · c1 білий слон · d1 білий ферзь · e1 білий король · h1 біла тура | a8 чорна тура · c8 чорний слон · d8 чорний ферзь · e8 чорний король · h8 чорна тура · a7 чорний пішак · b7 чорний пішак · c7 чорний пішак · d7 чорний кінь · e7 чорний слон · f7 білий слон · g7 чорний пішак · h7 чорний пішак · d6 чорний пішак · f6 чорний кінь · e5 чорний пішак · d4 білий пішак · e4 білий пішак · c3 білий кінь · f3 білий кінь · a2 білий пішак · b2 білий пішак · c2 білий пішак · f2 білий пішак · g2 білий пішак · h2 білий пішак · a1 біла тура · c1 білий слон · d1 білий ферзь · e1 білий король · h1 біла тура | a8 чорна тура · c8 чорний слон · d8 чорний ферзь · e8 чорний король · h8 чорна тура · a7 чорний пішак · b7 чорний пішак · c7 чорний пішак · d7 чорний кінь · e7 чорний слон · f7 білий слон · g7 чорний пішак · h7 чорний пішак · d6 чорний пішак · f6 чорний кінь · e5 чорний пішак · d4 білий пішак · e4 білий пішак · c3 білий кінь · f3 білий кінь · a2 білий пішак · b2 білий пішак · c2 білий пішак · f2 білий пішак · g2 білий пішак · h2 білий пішак · a1 біла тура · c1 білий слон · d1 білий ферзь · e1 білий король · h1 біла тура | a8 чорна тура · c8 чорний слон · d8 чорний ферзь · e8 чорний король · h8 чорна тура · a7 чорний пішак · b7 чорний пішак · c7 чорний пішак · d7 чорний кінь · e7 чорний слон · f7 білий слон · g7 чорний пішак · h7 чорний пішак · d6 чорний пішак · f6 чорний кінь · e5 чорний пішак · d4 білий пішак · e4 білий пішак · c3 білий кінь · f3 білий кінь · a2 білий пішак · b2 білий пішак · c2 білий пішак · f2 білий пішак · g2 білий пішак · h2 білий пішак · a1 біла тура · c1 білий слон · d1 білий ферзь · e1 білий король · h1 біла тура | 8 |
| 7 | a8 чорна тура · c8 чорний слон · d8 чорний ферзь · e8 чорний король · h8 чорна тура · a7 чорний пішак · b7 чорний пішак · c7 чорний пішак · d7 чорний кінь · e7 чорний слон · f7 білий слон · g7 чорний пішак · h7 чорний пішак · d6 чорний пішак · f6 чорний кінь · e5 чорний пішак · d4 білий пішак · e4 білий пішак · c3 білий кінь · f3 білий кінь · a2 білий пішак · b2 білий пішак · c2 білий пішак · f2 білий пішак · g2 білий пішак · h2 білий пішак · a1 біла тура · c1 білий слон · d1 білий ферзь · e1 білий король · h1 біла тура | a8 чорна тура · c8 чорний слон · d8 чорний ферзь · e8 чорний король · h8 чорна тура · a7 чорний пішак · b7 чорний пішак · c7 чорний пішак · d7 чорний кінь · e7 чорний слон · f7 білий слон · g7 чорний пішак · h7 чорний пішак · d6 чорний пішак · f6 чорний кінь · e5 чорний пішак · d4 білий пішак · e4 білий пішак · c3 білий кінь · f3 білий кінь · a2 білий пішак · b2 білий пішак · c2 білий пішак · f2 білий пішак · g2 білий пішак · h2 білий пішак · a1 біла тура · c1 білий слон · d1 білий ферзь · e1 білий король · h1 біла тура | a8 чорна тура · c8 чорний слон · d8 чорний ферзь · e8 чорний король · h8 чорна тура · a7 чорний пішак · b7 чорний пішак · c7 чорний пішак · d7 чорний кінь · e7 чорний слон · f7 білий слон · g7 чорний пішак · h7 чорний пішак · d6 чорний пішак · f6 чорний кінь · e5 чорний пішак · d4 білий пішак · e4 білий пішак · c3 білий кінь · f3 білий кінь · a2 білий пішак · b2 білий пішак · c2 білий пішак · f2 білий пішак · g2 білий пішак · h2 білий пішак · a1 біла тура · c1 білий слон · d1 білий ферзь · e1 білий король · h1 біла тура | a8 чорна тура · c8 чорний слон · d8 чорний ферзь · e8 чорний король · h8 чорна тура · a7 чорний пішак · b7 чорний пішак · c7 чорний пішак · d7 чорний кінь · e7 чорний слон · f7 білий слон · g7 чорний пішак · h7 чорний пішак · d6 чорний пішак · f6 чорний кінь · e5 чорний пішак · d4 білий пішак · e4 білий пішак · c3 білий кінь · f3 білий кінь · a2 білий пішак · b2 білий пішак · c2 білий пішак · f2 білий пішак · g2 білий пішак · h2 білий пішак · a1 біла тура · c1 білий слон · d1 білий ферзь · e1 білий король · h1 біла тура | a8 чорна тура · c8 чорний слон · d8 чорний ферзь · e8 чорний король · h8 чорна тура · a7 чорний пішак · b7 чорний пішак · c7 чорний пішак · d7 чорний кінь · e7 чорний слон · f7 білий слон · g7 чорний пішак · h7 чорний пішак · d6 чорний пішак · f6 чорний кінь · e5 чорний пішак · d4 білий пішак · e4 білий пішак · c3 білий кінь · f3 білий кінь · a2 білий пішак · b2 білий пішак · c2 білий пішак · f2 білий пішак · g2 білий пішак · h2 білий пішак · a1 біла тура · c1 білий слон · d1 білий ферзь · e1 білий король · h1 біла тура | a8 чорна тура · c8 чорний слон · d8 чорний ферзь · e8 чорний король · h8 чорна тура · a7 чорний пішак · b7 чорний пішак · c7 чорний пішак · d7 чорний кінь · e7 чорний слон · f7 білий слон · g7 чорний пішак · h7 чорний пішак · d6 чорний пішак · f6 чорний кінь · e5 чорний пішак · d4 білий пішак · e4 білий пішак · c3 білий кінь · f3 білий кінь · a2 білий пішак · b2 білий пішак · c2 білий пішак · f2 білий пішак · g2 білий пішак · h2 білий пішак · a1 біла тура · c1 білий слон · d1 білий ферзь · e1 білий король · h1 біла тура | a8 чорна тура · c8 чорний слон · d8 чорний ферзь · e8 чорний король · h8 чорна тура · a7 чорний пішак · b7 чорний пішак · c7 чорний пішак · d7 чорний кінь · e7 чорний слон · f7 білий слон · g7 чорний пішак · h7 чорний пішак · d6 чорний пішак · f6 чорний кінь · e5 чорний пішак · d4 білий пішак · e4 білий пішак · c3 білий кінь · f3 білий кінь · a2 білий пішак · b2 білий пішак · c2 білий пішак · f2 білий пішак · g2 білий пішак · h2 білий пішак · a1 біла тура · c1 білий слон · d1 білий ферзь · e1 білий король · h1 біла тура | a8 чорна тура · c8 чорний слон · d8 чорний ферзь · e8 чорний король · h8 чорна тура · a7 чорний пішак · b7 чорний пішак · c7 чорний пішак · d7 чорний кінь · e7 чорний слон · f7 білий слон · g7 чорний пішак · h7 чорний пішак · d6 чорний пішак · f6 чорний кінь · e5 чорний пішак · d4 білий пішак · e4 білий пішак · c3 білий кінь · f3 білий кінь · a2 білий пішак · b2 білий пішак · c2 білий пішак · f2 білий пішак · g2 білий пішак · h2 білий пішак · a1 біла тура · c1 білий слон · d1 білий ферзь · e1 білий король · h1 біла тура | 7 |
| 6 | a8 чорна тура · c8 чорний слон · d8 чорний ферзь · e8 чорний король · h8 чорна тура · a7 чорний пішак · b7 чорний пішак · c7 чорний пішак · d7 чорний кінь · e7 чорний слон · f7 білий слон · g7 чорний пішак · h7 чорний пішак · d6 чорний пішак · f6 чорний кінь · e5 чорний пішак · d4 білий пішак · e4 білий пішак · c3 білий кінь · f3 білий кінь · a2 білий пішак · b2 білий пішак · c2 білий пішак · f2 білий пішак · g2 білий пішак · h2 білий пішак · a1 біла тура · c1 білий слон · d1 білий ферзь · e1 білий король · h1 біла тура | a8 чорна тура · c8 чорний слон · d8 чорний ферзь · e8 чорний король · h8 чорна тура · a7 чорний пішак · b7 чорний пішак · c7 чорний пішак · d7 чорний кінь · e7 чорний слон · f7 білий слон · g7 чорний пішак · h7 чорний пішак · d6 чорний пішак · f6 чорний кінь · e5 чорний пішак · d4 білий пішак · e4 білий пішак · c3 білий кінь · f3 білий кінь · a2 білий пішак · b2 білий пішак · c2 білий пішак · f2 білий пішак · g2 білий пішак · h2 білий пішак · a1 біла тура · c1 білий слон · d1 білий ферзь · e1 білий король · h1 біла тура | a8 чорна тура · c8 чорний слон · d8 чорний ферзь · e8 чорний король · h8 чорна тура · a7 чорний пішак · b7 чорний пішак · c7 чорний пішак · d7 чорний кінь · e7 чорний слон · f7 білий слон · g7 чорний пішак · h7 чорний пішак · d6 чорний пішак · f6 чорний кінь · e5 чорний пішак · d4 білий пішак · e4 білий пішак · c3 білий кінь · f3 білий кінь · a2 білий пішак · b2 білий пішак · c2 білий пішак · f2 білий пішак · g2 білий пішак · h2 білий пішак · a1 біла тура · c1 білий слон · d1 білий ферзь · e1 білий король · h1 біла тура | a8 чорна тура · c8 чорний слон · d8 чорний ферзь · e8 чорний король · h8 чорна тура · a7 чорний пішак · b7 чорний пішак · c7 чорний пішак · d7 чорний кінь · e7 чорний слон · f7 білий слон · g7 чорний пішак · h7 чорний пішак · d6 чорний пішак · f6 чорний кінь · e5 чорний пішак · d4 білий пішак · e4 білий пішак · c3 білий кінь · f3 білий кінь · a2 білий пішак · b2 білий пішак · c2 білий пішак · f2 білий пішак · g2 білий пішак · h2 білий пішак · a1 біла тура · c1 білий слон · d1 білий ферзь · e1 білий король · h1 біла тура | a8 чорна тура · c8 чорний слон · d8 чорний ферзь · e8 чорний король · h8 чорна тура · a7 чорний пішак · b7 чорний пішак · c7 чорний пішак · d7 чорний кінь · e7 чорний слон · f7 білий слон · g7 чорний пішак · h7 чорний пішак · d6 чорний пішак · f6 чорний кінь · e5 чорний пішак · d4 білий пішак · e4 білий пішак · c3 білий кінь · f3 білий кінь · a2 білий пішак · b2 білий пішак · c2 білий пішак · f2 білий пішак · g2 білий пішак · h2 білий пішак · a1 біла тура · c1 білий слон · d1 білий ферзь · e1 білий король · h1 біла тура | a8 чорна тура · c8 чорний слон · d8 чорний ферзь · e8 чорний король · h8 чорна тура · a7 чорний пішак · b7 чорний пішак · c7 чорний пішак · d7 чорний кінь · e7 чорний слон · f7 білий слон · g7 чорний пішак · h7 чорний пішак · d6 чорний пішак · f6 чорний кінь · e5 чорний пішак · d4 білий пішак · e4 білий пішак · c3 білий кінь · f3 білий кінь · a2 білий пішак · b2 білий пішак · c2 білий пішак · f2 білий пішак · g2 білий пішак · h2 білий пішак · a1 біла тура · c1 білий слон · d1 білий ферзь · e1 білий король · h1 біла тура | a8 чорна тура · c8 чорний слон · d8 чорний ферзь · e8 чорний король · h8 чорна тура · a7 чорний пішак · b7 чорний пішак · c7 чорний пішак · d7 чорний кінь · e7 чорний слон · f7 білий слон · g7 чорний пішак · h7 чорний пішак · d6 чорний пішак · f6 чорний кінь · e5 чорний пішак · d4 білий пішак · e4 білий пішак · c3 білий кінь · f3 білий кінь · a2 білий пішак · b2 білий пішак · c2 білий пішак · f2 білий пішак · g2 білий пішак · h2 білий пішак · a1 біла тура · c1 білий слон · d1 білий ферзь · e1 білий король · h1 біла тура | a8 чорна тура · c8 чорний слон · d8 чорний ферзь · e8 чорний король · h8 чорна тура · a7 чорний пішак · b7 чорний пішак · c7 чорний пішак · d7 чорний кінь · e7 чорний слон · f7 білий слон · g7 чорний пішак · h7 чорний пішак · d6 чорний пішак · f6 чорний кінь · e5 чорний пішак · d4 білий пішак · e4 білий пішак · c3 білий кінь · f3 білий кінь · a2 білий пішак · b2 білий пішак · c2 білий пішак · f2 білий пішак · g2 білий пішак · h2 білий пішак · a1 біла тура · c1 білий слон · d1 білий ферзь · e1 білий король · h1 біла тура | 6 |
| 5 | a8 чорна тура · c8 чорний слон · d8 чорний ферзь · e8 чорний король · h8 чорна тура · a7 чорний пішак · b7 чорний пішак · c7 чорний пішак · d7 чорний кінь · e7 чорний слон · f7 білий слон · g7 чорний пішак · h7 чорний пішак · d6 чорний пішак · f6 чорний кінь · e5 чорний пішак · d4 білий пішак · e4 білий пішак · c3 білий кінь · f3 білий кінь · a2 білий пішак · b2 білий пішак · c2 білий пішак · f2 білий пішак · g2 білий пішак · h2 білий пішак · a1 біла тура · c1 білий слон · d1 білий ферзь · e1 білий король · h1 біла тура | a8 чорна тура · c8 чорний слон · d8 чорний ферзь · e8 чорний король · h8 чорна тура · a7 чорний пішак · b7 чорний пішак · c7 чорний пішак · d7 чорний кінь · e7 чорний слон · f7 білий слон · g7 чорний пішак · h7 чорний пішак · d6 чорний пішак · f6 чорний кінь · e5 чорний пішак · d4 білий пішак · e4 білий пішак · c3 білий кінь · f3 білий кінь · a2 білий пішак · b2 білий пішак · c2 білий пішак · f2 білий пішак · g2 білий пішак · h2 білий пішак · a1 біла тура · c1 білий слон · d1 білий ферзь · e1 білий король · h1 біла тура | a8 чорна тура · c8 чорний слон · d8 чорний ферзь · e8 чорний король · h8 чорна тура · a7 чорний пішак · b7 чорний пішак · c7 чорний пішак · d7 чорний кінь · e7 чорний слон · f7 білий слон · g7 чорний пішак · h7 чорний пішак · d6 чорний пішак · f6 чорний кінь · e5 чорний пішак · d4 білий пішак · e4 білий пішак · c3 білий кінь · f3 білий кінь · a2 білий пішак · b2 білий пішак · c2 білий пішак · f2 білий пішак · g2 білий пішак · h2 білий пішак · a1 біла тура · c1 білий слон · d1 білий ферзь · e1 білий король · h1 біла тура | a8 чорна тура · c8 чорний слон · d8 чорний ферзь · e8 чорний король · h8 чорна тура · a7 чорний пішак · b7 чорний пішак · c7 чорний пішак · d7 чорний кінь · e7 чорний слон · f7 білий слон · g7 чорний пішак · h7 чорний пішак · d6 чорний пішак · f6 чорний кінь · e5 чорний пішак · d4 білий пішак · e4 білий пішак · c3 білий кінь · f3 білий кінь · a2 білий пішак · b2 білий пішак · c2 білий пішак · f2 білий пішак · g2 білий пішак · h2 білий пішак · a1 біла тура · c1 білий слон · d1 білий ферзь · e1 білий король · h1 біла тура | a8 чорна тура · c8 чорний слон · d8 чорний ферзь · e8 чорний король · h8 чорна тура · a7 чорний пішак · b7 чорний пішак · c7 чорний пішак · d7 чорний кінь · e7 чорний слон · f7 білий слон · g7 чорний пішак · h7 чорний пішак · d6 чорний пішак · f6 чорний кінь · e5 чорний пішак · d4 білий пішак · e4 білий пішак · c3 білий кінь · f3 білий кінь · a2 білий пішак · b2 білий пішак · c2 білий пішак · f2 білий пішак · g2 білий пішак · h2 білий пішак · a1 біла тура · c1 білий слон · d1 білий ферзь · e1 білий король · h1 біла тура | a8 чорна тура · c8 чорний слон · d8 чорний ферзь · e8 чорний король · h8 чорна тура · a7 чорний пішак · b7 чорний пішак · c7 чорний пішак · d7 чорний кінь · e7 чорний слон · f7 білий слон · g7 чорний пішак · h7 чорний пішак · d6 чорний пішак · f6 чорний кінь · e5 чорний пішак · d4 білий пішак · e4 білий пішак · c3 білий кінь · f3 білий кінь · a2 білий пішак · b2 білий пішак · c2 білий пішак · f2 білий пішак · g2 білий пішак · h2 білий пішак · a1 біла тура · c1 білий слон · d1 білий ферзь · e1 білий король · h1 біла тура | a8 чорна тура · c8 чорний слон · d8 чорний ферзь · e8 чорний король · h8 чорна тура · a7 чорний пішак · b7 чорний пішак · c7 чорний пішак · d7 чорний кінь · e7 чорний слон · f7 білий слон · g7 чорний пішак · h7 чорний пішак · d6 чорний пішак · f6 чорний кінь · e5 чорний пішак · d4 білий пішак · e4 білий пішак · c3 білий кінь · f3 білий кінь · a2 білий пішак · b2 білий пішак · c2 білий пішак · f2 білий пішак · g2 білий пішак · h2 білий пішак · a1 біла тура · c1 білий слон · d1 білий ферзь · e1 білий король · h1 біла тура | a8 чорна тура · c8 чорний слон · d8 чорний ферзь · e8 чорний король · h8 чорна тура · a7 чорний пішак · b7 чорний пішак · c7 чорний пішак · d7 чорний кінь · e7 чорний слон · f7 білий слон · g7 чорний пішак · h7 чорний пішак · d6 чорний пішак · f6 чорний кінь · e5 чорний пішак · d4 білий пішак · e4 білий пішак · c3 білий кінь · f3 білий кінь · a2 білий пішак · b2 білий пішак · c2 білий пішак · f2 білий пішак · g2 білий пішак · h2 білий пішак · a1 біла тура · c1 білий слон · d1 білий ферзь · e1 білий король · h1 біла тура | 5 |
| 4 | a8 чорна тура · c8 чорний слон · d8 чорний ферзь · e8 чорний король · h8 чорна тура · a7 чорний пішак · b7 чорний пішак · c7 чорний пішак · d7 чорний кінь · e7 чорний слон · f7 білий слон · g7 чорний пішак · h7 чорний пішак · d6 чорний пішак · f6 чорний кінь · e5 чорний пішак · d4 білий пішак · e4 білий пішак · c3 білий кінь · f3 білий кінь · a2 білий пішак · b2 білий пішак · c2 білий пішак · f2 білий пішак · g2 білий пішак · h2 білий пішак · a1 біла тура · c1 білий слон · d1 білий ферзь · e1 білий король · h1 біла тура | a8 чорна тура · c8 чорний слон · d8 чорний ферзь · e8 чорний король · h8 чорна тура · a7 чорний пішак · b7 чорний пішак · c7 чорний пішак · d7 чорний кінь · e7 чорний слон · f7 білий слон · g7 чорний пішак · h7 чорний пішак · d6 чорний пішак · f6 чорний кінь · e5 чорний пішак · d4 білий пішак · e4 білий пішак · c3 білий кінь · f3 білий кінь · a2 білий пішак · b2 білий пішак · c2 білий пішак · f2 білий пішак · g2 білий пішак · h2 білий пішак · a1 біла тура · c1 білий слон · d1 білий ферзь · e1 білий король · h1 біла тура | a8 чорна тура · c8 чорний слон · d8 чорний ферзь · e8 чорний король · h8 чорна тура · a7 чорний пішак · b7 чорний пішак · c7 чорний пішак · d7 чорний кінь · e7 чорний слон · f7 білий слон · g7 чорний пішак · h7 чорний пішак · d6 чорний пішак · f6 чорний кінь · e5 чорний пішак · d4 білий пішак · e4 білий пішак · c3 білий кінь · f3 білий кінь · a2 білий пішак · b2 білий пішак · c2 білий пішак · f2 білий пішак · g2 білий пішак · h2 білий пішак · a1 біла тура · c1 білий слон · d1 білий ферзь · e1 білий король · h1 біла тура | a8 чорна тура · c8 чорний слон · d8 чорний ферзь · e8 чорний король · h8 чорна тура · a7 чорний пішак · b7 чорний пішак · c7 чорний пішак · d7 чорний кінь · e7 чорний слон · f7 білий слон · g7 чорний пішак · h7 чорний пішак · d6 чорний пішак · f6 чорний кінь · e5 чорний пішак · d4 білий пішак · e4 білий пішак · c3 білий кінь · f3 білий кінь · a2 білий пішак · b2 білий пішак · c2 білий пішак · f2 білий пішак · g2 білий пішак · h2 білий пішак · a1 біла тура · c1 білий слон · d1 білий ферзь · e1 білий король · h1 біла тура | a8 чорна тура · c8 чорний слон · d8 чорний ферзь · e8 чорний король · h8 чорна тура · a7 чорний пішак · b7 чорний пішак · c7 чорний пішак · d7 чорний кінь · e7 чорний слон · f7 білий слон · g7 чорний пішак · h7 чорний пішак · d6 чорний пішак · f6 чорний кінь · e5 чорний пішак · d4 білий пішак · e4 білий пішак · c3 білий кінь · f3 білий кінь · a2 білий пішак · b2 білий пішак · c2 білий пішак · f2 білий пішак · g2 білий пішак · h2 білий пішак · a1 біла тура · c1 білий слон · d1 білий ферзь · e1 білий король · h1 біла тура | a8 чорна тура · c8 чорний слон · d8 чорний ферзь · e8 чорний король · h8 чорна тура · a7 чорний пішак · b7 чорний пішак · c7 чорний пішак · d7 чорний кінь · e7 чорний слон · f7 білий слон · g7 чорний пішак · h7 чорний пішак · d6 чорний пішак · f6 чорний кінь · e5 чорний пішак · d4 білий пішак · e4 білий пішак · c3 білий кінь · f3 білий кінь · a2 білий пішак · b2 білий пішак · c2 білий пішак · f2 білий пішак · g2 білий пішак · h2 білий пішак · a1 біла тура · c1 білий слон · d1 білий ферзь · e1 білий король · h1 біла тура | a8 чорна тура · c8 чорний слон · d8 чорний ферзь · e8 чорний король · h8 чорна тура · a7 чорний пішак · b7 чорний пішак · c7 чорний пішак · d7 чорний кінь · e7 чорний слон · f7 білий слон · g7 чорний пішак · h7 чорний пішак · d6 чорний пішак · f6 чорний кінь · e5 чорний пішак · d4 білий пішак · e4 білий пішак · c3 білий кінь · f3 білий кінь · a2 білий пішак · b2 білий пішак · c2 білий пішак · f2 білий пішак · g2 білий пішак · h2 білий пішак · a1 біла тура · c1 білий слон · d1 білий ферзь · e1 білий король · h1 біла тура | a8 чорна тура · c8 чорний слон · d8 чорний ферзь · e8 чорний король · h8 чорна тура · a7 чорний пішак · b7 чорний пішак · c7 чорний пішак · d7 чорний кінь · e7 чорний слон · f7 білий слон · g7 чорний пішак · h7 чорний пішак · d6 чорний пішак · f6 чорний кінь · e5 чорний пішак · d4 білий пішак · e4 білий пішак · c3 білий кінь · f3 білий кінь · a2 білий пішак · b2 білий пішак · c2 білий пішак · f2 білий пішак · g2 білий пішак · h2 білий пішак · a1 біла тура · c1 білий слон · d1 білий ферзь · e1 білий король · h1 біла тура | 4 |
| 3 | a8 чорна тура · c8 чорний слон · d8 чорний ферзь · e8 чорний король · h8 чорна тура · a7 чорний пішак · b7 чорний пішак · c7 чорний пішак · d7 чорний кінь · e7 чорний слон · f7 білий слон · g7 чорний пішак · h7 чорний пішак · d6 чорний пішак · f6 чорний кінь · e5 чорний пішак · d4 білий пішак · e4 білий пішак · c3 білий кінь · f3 білий кінь · a2 білий пішак · b2 білий пішак · c2 білий пішак · f2 білий пішак · g2 білий пішак · h2 білий пішак · a1 біла тура · c1 білий слон · d1 білий ферзь · e1 білий король · h1 біла тура | a8 чорна тура · c8 чорний слон · d8 чорний ферзь · e8 чорний король · h8 чорна тура · a7 чорний пішак · b7 чорний пішак · c7 чорний пішак · d7 чорний кінь · e7 чорний слон · f7 білий слон · g7 чорний пішак · h7 чорний пішак · d6 чорний пішак · f6 чорний кінь · e5 чорний пішак · d4 білий пішак · e4 білий пішак · c3 білий кінь · f3 білий кінь · a2 білий пішак · b2 білий пішак · c2 білий пішак · f2 білий пішак · g2 білий пішак · h2 білий пішак · a1 біла тура · c1 білий слон · d1 білий ферзь · e1 білий король · h1 біла тура | a8 чорна тура · c8 чорний слон · d8 чорний ферзь · e8 чорний король · h8 чорна тура · a7 чорний пішак · b7 чорний пішак · c7 чорний пішак · d7 чорний кінь · e7 чорний слон · f7 білий слон · g7 чорний пішак · h7 чорний пішак · d6 чорний пішак · f6 чорний кінь · e5 чорний пішак · d4 білий пішак · e4 білий пішак · c3 білий кінь · f3 білий кінь · a2 білий пішак · b2 білий пішак · c2 білий пішак · f2 білий пішак · g2 білий пішак · h2 білий пішак · a1 біла тура · c1 білий слон · d1 білий ферзь · e1 білий король · h1 біла тура | a8 чорна тура · c8 чорний слон · d8 чорний ферзь · e8 чорний король · h8 чорна тура · a7 чорний пішак · b7 чорний пішак · c7 чорний пішак · d7 чорний кінь · e7 чорний слон · f7 білий слон · g7 чорний пішак · h7 чорний пішак · d6 чорний пішак · f6 чорний кінь · e5 чорний пішак · d4 білий пішак · e4 білий пішак · c3 білий кінь · f3 білий кінь · a2 білий пішак · b2 білий пішак · c2 білий пішак · f2 білий пішак · g2 білий пішак · h2 білий пішак · a1 біла тура · c1 білий слон · d1 білий ферзь · e1 білий король · h1 біла тура | a8 чорна тура · c8 чорний слон · d8 чорний ферзь · e8 чорний король · h8 чорна тура · a7 чорний пішак · b7 чорний пішак · c7 чорний пішак · d7 чорний кінь · e7 чорний слон · f7 білий слон · g7 чорний пішак · h7 чорний пішак · d6 чорний пішак · f6 чорний кінь · e5 чорний пішак · d4 білий пішак · e4 білий пішак · c3 білий кінь · f3 білий кінь · a2 білий пішак · b2 білий пішак · c2 білий пішак · f2 білий пішак · g2 білий пішак · h2 білий пішак · a1 біла тура · c1 білий слон · d1 білий ферзь · e1 білий король · h1 біла тура | a8 чорна тура · c8 чорний слон · d8 чорний ферзь · e8 чорний король · h8 чорна тура · a7 чорний пішак · b7 чорний пішак · c7 чорний пішак · d7 чорний кінь · e7 чорний слон · f7 білий слон · g7 чорний пішак · h7 чорний пішак · d6 чорний пішак · f6 чорний кінь · e5 чорний пішак · d4 білий пішак · e4 білий пішак · c3 білий кінь · f3 білий кінь · a2 білий пішак · b2 білий пішак · c2 білий пішак · f2 білий пішак · g2 білий пішак · h2 білий пішак · a1 біла тура · c1 білий слон · d1 білий ферзь · e1 білий король · h1 біла тура | a8 чорна тура · c8 чорний слон · d8 чорний ферзь · e8 чорний король · h8 чорна тура · a7 чорний пішак · b7 чорний пішак · c7 чорний пішак · d7 чорний кінь · e7 чорний слон · f7 білий слон · g7 чорний пішак · h7 чорний пішак · d6 чорний пішак · f6 чорний кінь · e5 чорний пішак · d4 білий пішак · e4 білий пішак · c3 білий кінь · f3 білий кінь · a2 білий пішак · b2 білий пішак · c2 білий пішак · f2 білий пішак · g2 білий пішак · h2 білий пішак · a1 біла тура · c1 білий слон · d1 білий ферзь · e1 білий король · h1 біла тура | a8 чорна тура · c8 чорний слон · d8 чорний ферзь · e8 чорний король · h8 чорна тура · a7 чорний пішак · b7 чорний пішак · c7 чорний пішак · d7 чорний кінь · e7 чорний слон · f7 білий слон · g7 чорний пішак · h7 чорний пішак · d6 чорний пішак · f6 чорний кінь · e5 чорний пішак · d4 білий пішак · e4 білий пішак · c3 білий кінь · f3 білий кінь · a2 білий пішак · b2 білий пішак · c2 білий пішак · f2 білий пішак · g2 білий пішак · h2 білий пішак · a1 біла тура · c1 білий слон · d1 білий ферзь · e1 білий король · h1 біла тура | 3 |
| 2 | a8 чорна тура · c8 чорний слон · d8 чорний ферзь · e8 чорний король · h8 чорна тура · a7 чорний пішак · b7 чорний пішак · c7 чорний пішак · d7 чорний кінь · e7 чорний слон · f7 білий слон · g7 чорний пішак · h7 чорний пішак · d6 чорний пішак · f6 чорний кінь · e5 чорний пішак · d4 білий пішак · e4 білий пішак · c3 білий кінь · f3 білий кінь · a2 білий пішак · b2 білий пішак · c2 білий пішак · f2 білий пішак · g2 білий пішак · h2 білий пішак · a1 біла тура · c1 білий слон · d1 білий ферзь · e1 білий король · h1 біла тура | a8 чорна тура · c8 чорний слон · d8 чорний ферзь · e8 чорний король · h8 чорна тура · a7 чорний пішак · b7 чорний пішак · c7 чорний пішак · d7 чорний кінь · e7 чорний слон · f7 білий слон · g7 чорний пішак · h7 чорний пішак · d6 чорний пішак · f6 чорний кінь · e5 чорний пішак · d4 білий пішак · e4 білий пішак · c3 білий кінь · f3 білий кінь · a2 білий пішак · b2 білий пішак · c2 білий пішак · f2 білий пішак · g2 білий пішак · h2 білий пішак · a1 біла тура · c1 білий слон · d1 білий ферзь · e1 білий король · h1 біла тура | a8 чорна тура · c8 чорний слон · d8 чорний ферзь · e8 чорний король · h8 чорна тура · a7 чорний пішак · b7 чорний пішак · c7 чорний пішак · d7 чорний кінь · e7 чорний слон · f7 білий слон · g7 чорний пішак · h7 чорний пішак · d6 чорний пішак · f6 чорний кінь · e5 чорний пішак · d4 білий пішак · e4 білий пішак · c3 білий кінь · f3 білий кінь · a2 білий пішак · b2 білий пішак · c2 білий пішак · f2 білий пішак · g2 білий пішак · h2 білий пішак · a1 біла тура · c1 білий слон · d1 білий ферзь · e1 білий король · h1 біла тура | a8 чорна тура · c8 чорний слон · d8 чорний ферзь · e8 чорний король · h8 чорна тура · a7 чорний пішак · b7 чорний пішак · c7 чорний пішак · d7 чорний кінь · e7 чорний слон · f7 білий слон · g7 чорний пішак · h7 чорний пішак · d6 чорний пішак · f6 чорний кінь · e5 чорний пішак · d4 білий пішак · e4 білий пішак · c3 білий кінь · f3 білий кінь · a2 білий пішак · b2 білий пішак · c2 білий пішак · f2 білий пішак · g2 білий пішак · h2 білий пішак · a1 біла тура · c1 білий слон · d1 білий ферзь · e1 білий король · h1 біла тура | a8 чорна тура · c8 чорний слон · d8 чорний ферзь · e8 чорний король · h8 чорна тура · a7 чорний пішак · b7 чорний пішак · c7 чорний пішак · d7 чорний кінь · e7 чорний слон · f7 білий слон · g7 чорний пішак · h7 чорний пішак · d6 чорний пішак · f6 чорний кінь · e5 чорний пішак · d4 білий пішак · e4 білий пішак · c3 білий кінь · f3 білий кінь · a2 білий пішак · b2 білий пішак · c2 білий пішак · f2 білий пішак · g2 білий пішак · h2 білий пішак · a1 біла тура · c1 білий слон · d1 білий ферзь · e1 білий король · h1 біла тура | a8 чорна тура · c8 чорний слон · d8 чорний ферзь · e8 чорний король · h8 чорна тура · a7 чорний пішак · b7 чорний пішак · c7 чорний пішак · d7 чорний кінь · e7 чорний слон · f7 білий слон · g7 чорний пішак · h7 чорний пішак · d6 чорний пішак · f6 чорний кінь · e5 чорний пішак · d4 білий пішак · e4 білий пішак · c3 білий кінь · f3 білий кінь · a2 білий пішак · b2 білий пішак · c2 білий пішак · f2 білий пішак · g2 білий пішак · h2 білий пішак · a1 біла тура · c1 білий слон · d1 білий ферзь · e1 білий король · h1 біла тура | a8 чорна тура · c8 чорний слон · d8 чорний ферзь · e8 чорний король · h8 чорна тура · a7 чорний пішак · b7 чорний пішак · c7 чорний пішак · d7 чорний кінь · e7 чорний слон · f7 білий слон · g7 чорний пішак · h7 чорний пішак · d6 чорний пішак · f6 чорний кінь · e5 чорний пішак · d4 білий пішак · e4 білий пішак · c3 білий кінь · f3 білий кінь · a2 білий пішак · b2 білий пішак · c2 білий пішак · f2 білий пішак · g2 білий пішак · h2 білий пішак · a1 біла тура · c1 білий слон · d1 білий ферзь · e1 білий король · h1 біла тура | a8 чорна тура · c8 чорний слон · d8 чорний ферзь · e8 чорний король · h8 чорна тура · a7 чорний пішак · b7 чорний пішак · c7 чорний пішак · d7 чорний кінь · e7 чорний слон · f7 білий слон · g7 чорний пішак · h7 чорний пішак · d6 чорний пішак · f6 чорний кінь · e5 чорний пішак · d4 білий пішак · e4 білий пішак · c3 білий кінь · f3 білий кінь · a2 білий пішак · b2 білий пішак · c2 білий пішак · f2 білий пішак · g2 білий пішак · h2 білий пішак · a1 біла тура · c1 білий слон · d1 білий ферзь · e1 білий король · h1 біла тура | 2 |
| 1 | a8 чорна тура · c8 чорний слон · d8 чорний ферзь · e8 чорний король · h8 чорна тура · a7 чорний пішак · b7 чорний пішак · c7 чорний пішак · d7 чорний кінь · e7 чорний слон · f7 білий слон · g7 чорний пішак · h7 чорний пішак · d6 чорний пішак · f6 чорний кінь · e5 чорний пішак · d4 білий пішак · e4 білий пішак · c3 білий кінь · f3 білий кінь · a2 білий пішак · b2 білий пішак · c2 білий пішак · f2 білий пішак · g2 білий пішак · h2 білий пішак · a1 біла тура · c1 білий слон · d1 білий ферзь · e1 білий король · h1 біла тура | a8 чорна тура · c8 чорний слон · d8 чорний ферзь · e8 чорний король · h8 чорна тура · a7 чорний пішак · b7 чорний пішак · c7 чорний пішак · d7 чорний кінь · e7 чорний слон · f7 білий слон · g7 чорний пішак · h7 чорний пішак · d6 чорний пішак · f6 чорний кінь · e5 чорний пішак · d4 білий пішак · e4 білий пішак · c3 білий кінь · f3 білий кінь · a2 білий пішак · b2 білий пішак · c2 білий пішак · f2 білий пішак · g2 білий пішак · h2 білий пішак · a1 біла тура · c1 білий слон · d1 білий ферзь · e1 білий король · h1 біла тура | a8 чорна тура · c8 чорний слон · d8 чорний ферзь · e8 чорний король · h8 чорна тура · a7 чорний пішак · b7 чорний пішак · c7 чорний пішак · d7 чорний кінь · e7 чорний слон · f7 білий слон · g7 чорний пішак · h7 чорний пішак · d6 чорний пішак · f6 чорний кінь · e5 чорний пішак · d4 білий пішак · e4 білий пішак · c3 білий кінь · f3 білий кінь · a2 білий пішак · b2 білий пішак · c2 білий пішак · f2 білий пішак · g2 білий пішак · h2 білий пішак · a1 біла тура · c1 білий слон · d1 білий ферзь · e1 білий король · h1 біла тура | a8 чорна тура · c8 чорний слон · d8 чорний ферзь · e8 чорний король · h8 чорна тура · a7 чорний пішак · b7 чорний пішак · c7 чорний пішак · d7 чорний кінь · e7 чорний слон · f7 білий слон · g7 чорний пішак · h7 чорний пішак · d6 чорний пішак · f6 чорний кінь · e5 чорний пішак · d4 білий пішак · e4 білий пішак · c3 білий кінь · f3 білий кінь · a2 білий пішак · b2 білий пішак · c2 білий пішак · f2 білий пішак · g2 білий пішак · h2 білий пішак · a1 біла тура · c1 білий слон · d1 білий ферзь · e1 білий король · h1 біла тура | a8 чорна тура · c8 чорний слон · d8 чорний ферзь · e8 чорний король · h8 чорна тура · a7 чорний пішак · b7 чорний пішак · c7 чорний пішак · d7 чорний кінь · e7 чорний слон · f7 білий слон · g7 чорний пішак · h7 чорний пішак · d6 чорний пішак · f6 чорний кінь · e5 чорний пішак · d4 білий пішак · e4 білий пішак · c3 білий кінь · f3 білий кінь · a2 білий пішак · b2 білий пішак · c2 білий пішак · f2 білий пішак · g2 білий пішак · h2 білий пішак · a1 біла тура · c1 білий слон · d1 білий ферзь · e1 білий король · h1 біла тура | a8 чорна тура · c8 чорний слон · d8 чорний ферзь · e8 чорний король · h8 чорна тура · a7 чорний пішак · b7 чорний пішак · c7 чорний пішак · d7 чорний кінь · e7 чорний слон · f7 білий слон · g7 чорний пішак · h7 чорний пішак · d6 чорний пішак · f6 чорний кінь · e5 чорний пішак · d4 білий пішак · e4 білий пішак · c3 білий кінь · f3 білий кінь · a2 білий пішак · b2 білий пішак · c2 білий пішак · f2 білий пішак · g2 білий пішак · h2 білий пішак · a1 біла тура · c1 білий слон · d1 білий ферзь · e1 білий король · h1 біла тура | a8 чорна тура · c8 чорний слон · d8 чорний ферзь · e8 чорний король · h8 чорна тура · a7 чорний пішак · b7 чорний пішак · c7 чорний пішак · d7 чорний кінь · e7 чорний слон · f7 білий слон · g7 чорний пішак · h7 чорний пішак · d6 чорний пішак · f6 чорний кінь · e5 чорний пішак · d4 білий пішак · e4 білий пішак · c3 білий кінь · f3 білий кінь · a2 білий пішак · b2 білий пішак · c2 білий пішак · f2 білий пішак · g2 білий пішак · h2 білий пішак · a1 біла тура · c1 білий слон · d1 білий ферзь · e1 білий король · h1 біла тура | a8 чорна тура · c8 чорний слон · d8 чорний ферзь · e8 чорний король · h8 чорна тура · a7 чорний пішак · b7 чорний пішак · c7 чорний пішак · d7 чорний кінь · e7 чорний слон · f7 білий слон · g7 чорний пішак · h7 чорний пішак · d6 чорний пішак · f6 чорний кінь · e5 чорний пішак · d4 білий пішак · e4 білий пішак · c3 білий кінь · f3 білий кінь · a2 білий пішак · b2 білий пішак · c2 білий пішак · f2 білий пішак · g2 білий пішак · h2 білий пішак · a1 біла тура · c1 білий слон · d1 білий ферзь · e1 білий король · h1 біла тура | 1 |
|   | a | b | c | d | e | f | g | h |   |

В шахах жертва це віддавання фігури задля здобуття тактичної чи позиційної компенсації. Жертвою може бути також навмисний обмін сильнішої фігури на слабшу фігуру суперника.
Будь-якою фігурою за винятком короля можна пожертвувати. Оскільки гравці зазвичай намагаються зберегти свої власні фігури, пропозиція жертви часто може бути неприємним сюрпризом для гравця, виводячи його з рівноваги і примушуючи тратити багато дорогоцінного часу щоб підрахувати чи жертва є виправданою чи ні і чи варто приймати її. Жертва ферзя (найціннішої фігури), або серії фігур, додає несподіваності, й такі ігри можуть отримати приз за красу.

## Типи жертв

### Справжня проти вдаваної
Рудольф Шпільман запропонував поділ на справжню та вдавану жертви:
- Здійснивши справжню жертву, гравець повинен буде грати з меншою кількістю матеріалу, ніж його суперник, впродовж достатньо довгого часу.
- Здійснивши вдавану жертву, гравець невдовзі повертає собі рівнозначний матеріал, або більшої цінності, чи навіть ставить мат.  Таку вдавану жертву часто називають псевдо жертвою.[2]

Як компенсацію за справжню жертву, гравець отримує динамічну перевагу яку він має використати, або ж він ризикує програти через нестачу матеріалу.  Через наявний ризик, справжні жертви часто називають сумнівними жертвами.

#### Справжні жертви
Атака на короля. Гравець може жертвувати пішака або фігуру щоб утворити відкриті лінії в безпосередній близькості короля суперника, щоб заволодіти просторовою перевагою на королівському фланзі, зруйнувати пішакове прикриття короля, або ж затримати короля в центрі.  Якщо суперник не зможе захиститись від атаки, він швидше за все програє. Грецька жертва є канонічним прикладом.
Розвиток. Досить часто гравці жертвують пішака в дебюті щоб прискорити розвиток. Гамбіти належать до цієї категорії. Гравці часто повертають пожертвувані фігури до того як перевага у розвитку перетворюється на більш суттєву загрозу таку як атака на королівському фланзі.
Стратегічна/позиційна. В загальному сенсі, задачею всіх справжніх жертв є здобуття позиційної переваги. Проте існують деякі сумнівні жертви з компенсацією у вигляді відкритої вертикалі або діагоналі, або слабкості у пішаковій структурі. Такі жертви є найважчими для виконання. Вони вимагають глибокого стратегічного розуміння.

#### Удавані жертви
Мат. В багатьох випадках жертва робиться для того, щоб поставити мат супернику. Оскільки мат є головною метою шахів, втрата матеріалу (див Відносна вартість шахових фігур) в цьому випадку не має значення. Жертви, що ведуть до мату є зазвичай форсовані, і часто ведуть до послідовності шахів, які обмежують можливість опонента відповісти (наприклад, шах королю конем, ферзь вимушений бити коня, потім тура ставить мат королю, з поля, яке вже не захищене ферзем).
Уникнення програшу.  Жертва може бути зроблена для того, щоб форсувати пат або довічний шах, щоб створити фортецю,  або ж щоб уникнути навіть більшої втрати матеріалу.
Виграш матеріалу. З жертви може розпочатись комбінація, результатом якої є сумарний виграш матеріалу, що надає їй сенсу. Жертва, що веде до утворення прохідного пішака є окремим різновидом цього типу.
Спрощення. Навіть якщо жертва веде до загальної втрати матеріалу, і від такої жертви може бути користь, якщо до цього матеріальна перевага була більшою ніж втрата в результаті комбінації, а суперник втратив можливість загострити гру. Гравець який має матеріальну перевагу може таким чином позбутися останньої небезпечної фігури суперника.
Тактичні удавані жертви можуть бути розподілені згідно причин, чому вони були зроблені. Деякі жертви можуть потрапляти одразу в декілька категорій.
- Ціллю жертв що відволікають є відволікання однієї з фігур суперника з клітини де вона виконує якусь важливу функцію.
- Ціллю жертви що руйнує є знищення фігури матеріально менш цінної, але тактично більш важливої, для того щоб гравець міг отримати контроль над тими полями, які до цього контролювались побитою фігурою.
- Жертва що заволікає схожа на ту що відволікає, але має на меті заволокти фігуру суперника на тактично менш важливе поле, а не відволікти від тактично більш важливого.
- Ціллю жертви що звільняє є звільнення того поля, яке займає фігура що віддається в жертву, для того щоб туди можна було поставити кориснішу фігуру, або звільнити лінію яку ця фігура перекриває.
- жертва з темпом робиться для того щоб, нехтуючи матеріалом, виграти час для чогось більш корисного, наприклад атаки на короля, або створення прохідного пішака.
- Роблячи самовбивчу жертву, гравець позбувається останніх фігур, що можуть рухатись легально і таким чином здобуває пат у набагато гіршій позиції.

### Інші типи жертв

#### Форсована і не-форсована
Форсована жертва примушує суперника прийняти її, зазвичай через те що відмовившись від неї він залишиться у гіршому матеріальному становищі та без компенсації. Не-форсована жертва дає супернику вибір. Поширеною помилкою є прийняття жертви (з негативними наслідками) у випадку коли її можна відхилити.

## Приклади

### Жертва що відволікає
|   | a | b | c | d | e | f | g | h |   |
| 8 | c8 чорна тура · e8 чорна тура · g8 чорний король · b7 чорний пішак · f7 чорний пішак · g7 чорний слон · h7 чорний пішак · g6 чорний пішак · a5 чорний пішак · g5 білий слон · a4 білий пішак · c4 чорний ферзь · d4 білий пішак · d3 білий ферзь · f2 білий пішак · g2 білий пішак · h2 білий пішак · a1 біла тура · d1 біла тура · g1 білий король | c8 чорна тура · e8 чорна тура · g8 чорний король · b7 чорний пішак · f7 чорний пішак · g7 чорний слон · h7 чорний пішак · g6 чорний пішак · a5 чорний пішак · g5 білий слон · a4 білий пішак · c4 чорний ферзь · d4 білий пішак · d3 білий ферзь · f2 білий пішак · g2 білий пішак · h2 білий пішак · a1 біла тура · d1 біла тура · g1 білий король | c8 чорна тура · e8 чорна тура · g8 чорний король · b7 чорний пішак · f7 чорний пішак · g7 чорний слон · h7 чорний пішак · g6 чорний пішак · a5 чорний пішак · g5 білий слон · a4 білий пішак · c4 чорний ферзь · d4 білий пішак · d3 білий ферзь · f2 білий пішак · g2 білий пішак · h2 білий пішак · a1 біла тура · d1 біла тура · g1 білий король | c8 чорна тура · e8 чорна тура · g8 чорний король · b7 чорний пішак · f7 чорний пішак · g7 чорний слон · h7 чорний пішак · g6 чорний пішак · a5 чорний пішак · g5 білий слон · a4 білий пішак · c4 чорний ферзь · d4 білий пішак · d3 білий ферзь · f2 білий пішак · g2 білий пішак · h2 білий пішак · a1 біла тура · d1 біла тура · g1 білий король | c8 чорна тура · e8 чорна тура · g8 чорний король · b7 чорний пішак · f7 чорний пішак · g7 чорний слон · h7 чорний пішак · g6 чорний пішак · a5 чорний пішак · g5 білий слон · a4 білий пішак · c4 чорний ферзь · d4 білий пішак · d3 білий ферзь · f2 білий пішак · g2 білий пішак · h2 білий пішак · a1 біла тура · d1 біла тура · g1 білий король | c8 чорна тура · e8 чорна тура · g8 чорний король · b7 чорний пішак · f7 чорний пішак · g7 чорний слон · h7 чорний пішак · g6 чорний пішак · a5 чорний пішак · g5 білий слон · a4 білий пішак · c4 чорний ферзь · d4 білий пішак · d3 білий ферзь · f2 білий пішак · g2 білий пішак · h2 білий пішак · a1 біла тура · d1 біла тура · g1 білий король | c8 чорна тура · e8 чорна тура · g8 чорний король · b7 чорний пішак · f7 чорний пішак · g7 чорний слон · h7 чорний пішак · g6 чорний пішак · a5 чорний пішак · g5 білий слон · a4 білий пішак · c4 чорний ферзь · d4 білий пішак · d3 білий ферзь · f2 білий пішак · g2 білий пішак · h2 білий пішак · a1 біла тура · d1 біла тура · g1 білий король | c8 чорна тура · e8 чорна тура · g8 чорний король · b7 чорний пішак · f7 чорний пішак · g7 чорний слон · h7 чорний пішак · g6 чорний пішак · a5 чорний пішак · g5 білий слон · a4 білий пішак · c4 чорний ферзь · d4 білий пішак · d3 білий ферзь · f2 білий пішак · g2 білий пішак · h2 білий пішак · a1 біла тура · d1 біла тура · g1 білий король | 8 |
| 7 | c8 чорна тура · e8 чорна тура · g8 чорний король · b7 чорний пішак · f7 чорний пішак · g7 чорний слон · h7 чорний пішак · g6 чорний пішак · a5 чорний пішак · g5 білий слон · a4 білий пішак · c4 чорний ферзь · d4 білий пішак · d3 білий ферзь · f2 білий пішак · g2 білий пішак · h2 білий пішак · a1 біла тура · d1 біла тура · g1 білий король | c8 чорна тура · e8 чорна тура · g8 чорний король · b7 чорний пішак · f7 чорний пішак · g7 чорний слон · h7 чорний пішак · g6 чорний пішак · a5 чорний пішак · g5 білий слон · a4 білий пішак · c4 чорний ферзь · d4 білий пішак · d3 білий ферзь · f2 білий пішак · g2 білий пішак · h2 білий пішак · a1 біла тура · d1 біла тура · g1 білий король | c8 чорна тура · e8 чорна тура · g8 чорний король · b7 чорний пішак · f7 чорний пішак · g7 чорний слон · h7 чорний пішак · g6 чорний пішак · a5 чорний пішак · g5 білий слон · a4 білий пішак · c4 чорний ферзь · d4 білий пішак · d3 білий ферзь · f2 білий пішак · g2 білий пішак · h2 білий пішак · a1 біла тура · d1 біла тура · g1 білий король | c8 чорна тура · e8 чорна тура · g8 чорний король · b7 чорний пішак · f7 чорний пішак · g7 чорний слон · h7 чорний пішак · g6 чорний пішак · a5 чорний пішак · g5 білий слон · a4 білий пішак · c4 чорний ферзь · d4 білий пішак · d3 білий ферзь · f2 білий пішак · g2 білий пішак · h2 білий пішак · a1 біла тура · d1 біла тура · g1 білий король | c8 чорна тура · e8 чорна тура · g8 чорний король · b7 чорний пішак · f7 чорний пішак · g7 чорний слон · h7 чорний пішак · g6 чорний пішак · a5 чорний пішак · g5 білий слон · a4 білий пішак · c4 чорний ферзь · d4 білий пішак · d3 білий ферзь · f2 білий пішак · g2 білий пішак · h2 білий пішак · a1 біла тура · d1 біла тура · g1 білий король | c8 чорна тура · e8 чорна тура · g8 чорний король · b7 чорний пішак · f7 чорний пішак · g7 чорний слон · h7 чорний пішак · g6 чорний пішак · a5 чорний пішак · g5 білий слон · a4 білий пішак · c4 чорний ферзь · d4 білий пішак · d3 білий ферзь · f2 білий пішак · g2 білий пішак · h2 білий пішак · a1 біла тура · d1 біла тура · g1 білий король | c8 чорна тура · e8 чорна тура · g8 чорний король · b7 чорний пішак · f7 чорний пішак · g7 чорний слон · h7 чорний пішак · g6 чорний пішак · a5 чорний пішак · g5 білий слон · a4 білий пішак · c4 чорний ферзь · d4 білий пішак · d3 білий ферзь · f2 білий пішак · g2 білий пішак · h2 білий пішак · a1 біла тура · d1 біла тура · g1 білий король | c8 чорна тура · e8 чорна тура · g8 чорний король · b7 чорний пішак · f7 чорний пішак · g7 чорний слон · h7 чорний пішак · g6 чорний пішак · a5 чорний пішак · g5 білий слон · a4 білий пішак · c4 чорний ферзь · d4 білий пішак · d3 білий ферзь · f2 білий пішак · g2 білий пішак · h2 білий пішак · a1 біла тура · d1 біла тура · g1 білий король | 7 |
| 6 | c8 чорна тура · e8 чорна тура · g8 чорний король · b7 чорний пішак · f7 чорний пішак · g7 чорний слон · h7 чорний пішак · g6 чорний пішак · a5 чорний пішак · g5 білий слон · a4 білий пішак · c4 чорний ферзь · d4 білий пішак · d3 білий ферзь · f2 білий пішак · g2 білий пішак · h2 білий пішак · a1 біла тура · d1 біла тура · g1 білий король | c8 чорна тура · e8 чорна тура · g8 чорний король · b7 чорний пішак · f7 чорний пішак · g7 чорний слон · h7 чорний пішак · g6 чорний пішак · a5 чорний пішак · g5 білий слон · a4 білий пішак · c4 чорний ферзь · d4 білий пішак · d3 білий ферзь · f2 білий пішак · g2 білий пішак · h2 білий пішак · a1 біла тура · d1 біла тура · g1 білий король | c8 чорна тура · e8 чорна тура · g8 чорний король · b7 чорний пішак · f7 чорний пішак · g7 чорний слон · h7 чорний пішак · g6 чорний пішак · a5 чорний пішак · g5 білий слон · a4 білий пішак · c4 чорний ферзь · d4 білий пішак · d3 білий ферзь · f2 білий пішак · g2 білий пішак · h2 білий пішак · a1 біла тура · d1 біла тура · g1 білий король | c8 чорна тура · e8 чорна тура · g8 чорний король · b7 чорний пішак · f7 чорний пішак · g7 чорний слон · h7 чорний пішак · g6 чорний пішак · a5 чорний пішак · g5 білий слон · a4 білий пішак · c4 чорний ферзь · d4 білий пішак · d3 білий ферзь · f2 білий пішак · g2 білий пішак · h2 білий пішак · a1 біла тура · d1 біла тура · g1 білий король | c8 чорна тура · e8 чорна тура · g8 чорний король · b7 чорний пішак · f7 чорний пішак · g7 чорний слон · h7 чорний пішак · g6 чорний пішак · a5 чорний пішак · g5 білий слон · a4 білий пішак · c4 чорний ферзь · d4 білий пішак · d3 білий ферзь · f2 білий пішак · g2 білий пішак · h2 білий пішак · a1 біла тура · d1 біла тура · g1 білий король | c8 чорна тура · e8 чорна тура · g8 чорний король · b7 чорний пішак · f7 чорний пішак · g7 чорний слон · h7 чорний пішак · g6 чорний пішак · a5 чорний пішак · g5 білий слон · a4 білий пішак · c4 чорний ферзь · d4 білий пішак · d3 білий ферзь · f2 білий пішак · g2 білий пішак · h2 білий пішак · a1 біла тура · d1 біла тура · g1 білий король | c8 чорна тура · e8 чорна тура · g8 чорний король · b7 чорний пішак · f7 чорний пішак · g7 чорний слон · h7 чорний пішак · g6 чорний пішак · a5 чорний пішак · g5 білий слон · a4 білий пішак · c4 чорний ферзь · d4 білий пішак · d3 білий ферзь · f2 білий пішак · g2 білий пішак · h2 білий пішак · a1 біла тура · d1 біла тура · g1 білий король | c8 чорна тура · e8 чорна тура · g8 чорний король · b7 чорний пішак · f7 чорний пішак · g7 чорний слон · h7 чорний пішак · g6 чорний пішак · a5 чорний пішак · g5 білий слон · a4 білий пішак · c4 чорний ферзь · d4 білий пішак · d3 білий ферзь · f2 білий пішак · g2 білий пішак · h2 білий пішак · a1 біла тура · d1 біла тура · g1 білий король | 6 |
| 5 | c8 чорна тура · e8 чорна тура · g8 чорний король · b7 чорний пішак · f7 чорний пішак · g7 чорний слон · h7 чорний пішак · g6 чорний пішак · a5 чорний пішак · g5 білий слон · a4 білий пішак · c4 чорний ферзь · d4 білий пішак · d3 білий ферзь · f2 білий пішак · g2 білий пішак · h2 білий пішак · a1 біла тура · d1 біла тура · g1 білий король | c8 чорна тура · e8 чорна тура · g8 чорний король · b7 чорний пішак · f7 чорний пішак · g7 чорний слон · h7 чорний пішак · g6 чорний пішак · a5 чорний пішак · g5 білий слон · a4 білий пішак · c4 чорний ферзь · d4 білий пішак · d3 білий ферзь · f2 білий пішак · g2 білий пішак · h2 білий пішак · a1 біла тура · d1 біла тура · g1 білий король | c8 чорна тура · e8 чорна тура · g8 чорний король · b7 чорний пішак · f7 чорний пішак · g7 чорний слон · h7 чорний пішак · g6 чорний пішак · a5 чорний пішак · g5 білий слон · a4 білий пішак · c4 чорний ферзь · d4 білий пішак · d3 білий ферзь · f2 білий пішак · g2 білий пішак · h2 білий пішак · a1 біла тура · d1 біла тура · g1 білий король | c8 чорна тура · e8 чорна тура · g8 чорний король · b7 чорний пішак · f7 чорний пішак · g7 чорний слон · h7 чорний пішак · g6 чорний пішак · a5 чорний пішак · g5 білий слон · a4 білий пішак · c4 чорний ферзь · d4 білий пішак · d3 білий ферзь · f2 білий пішак · g2 білий пішак · h2 білий пішак · a1 біла тура · d1 біла тура · g1 білий король | c8 чорна тура · e8 чорна тура · g8 чорний король · b7 чорний пішак · f7 чорний пішак · g7 чорний слон · h7 чорний пішак · g6 чорний пішак · a5 чорний пішак · g5 білий слон · a4 білий пішак · c4 чорний ферзь · d4 білий пішак · d3 білий ферзь · f2 білий пішак · g2 білий пішак · h2 білий пішак · a1 біла тура · d1 біла тура · g1 білий король | c8 чорна тура · e8 чорна тура · g8 чорний король · b7 чорний пішак · f7 чорний пішак · g7 чорний слон · h7 чорний пішак · g6 чорний пішак · a5 чорний пішак · g5 білий слон · a4 білий пішак · c4 чорний ферзь · d4 білий пішак · d3 білий ферзь · f2 білий пішак · g2 білий пішак · h2 білий пішак · a1 біла тура · d1 біла тура · g1 білий король | c8 чорна тура · e8 чорна тура · g8 чорний король · b7 чорний пішак · f7 чорний пішак · g7 чорний слон · h7 чорний пішак · g6 чорний пішак · a5 чорний пішак · g5 білий слон · a4 білий пішак · c4 чорний ферзь · d4 білий пішак · d3 білий ферзь · f2 білий пішак · g2 білий пішак · h2 білий пішак · a1 біла тура · d1 біла тура · g1 білий король | c8 чорна тура · e8 чорна тура · g8 чорний король · b7 чорний пішак · f7 чорний пішак · g7 чорний слон · h7 чорний пішак · g6 чорний пішак · a5 чорний пішак · g5 білий слон · a4 білий пішак · c4 чорний ферзь · d4 білий пішак · d3 білий ферзь · f2 білий пішак · g2 білий пішак · h2 білий пішак · a1 біла тура · d1 біла тура · g1 білий король | 5 |
| 4 | c8 чорна тура · e8 чорна тура · g8 чорний король · b7 чорний пішак · f7 чорний пішак · g7 чорний слон · h7 чорний пішак · g6 чорний пішак · a5 чорний пішак · g5 білий слон · a4 білий пішак · c4 чорний ферзь · d4 білий пішак · d3 білий ферзь · f2 білий пішак · g2 білий пішак · h2 білий пішак · a1 біла тура · d1 біла тура · g1 білий король | c8 чорна тура · e8 чорна тура · g8 чорний король · b7 чорний пішак · f7 чорний пішак · g7 чорний слон · h7 чорний пішак · g6 чорний пішак · a5 чорний пішак · g5 білий слон · a4 білий пішак · c4 чорний ферзь · d4 білий пішак · d3 білий ферзь · f2 білий пішак · g2 білий пішак · h2 білий пішак · a1 біла тура · d1 біла тура · g1 білий король | c8 чорна тура · e8 чорна тура · g8 чорний король · b7 чорний пішак · f7 чорний пішак · g7 чорний слон · h7 чорний пішак · g6 чорний пішак · a5 чорний пішак · g5 білий слон · a4 білий пішак · c4 чорний ферзь · d4 білий пішак · d3 білий ферзь · f2 білий пішак · g2 білий пішак · h2 білий пішак · a1 біла тура · d1 біла тура · g1 білий король | c8 чорна тура · e8 чорна тура · g8 чорний король · b7 чорний пішак · f7 чорний пішак · g7 чорний слон · h7 чорний пішак · g6 чорний пішак · a5 чорний пішак · g5 білий слон · a4 білий пішак · c4 чорний ферзь · d4 білий пішак · d3 білий ферзь · f2 білий пішак · g2 білий пішак · h2 білий пішак · a1 біла тура · d1 біла тура · g1 білий король | c8 чорна тура · e8 чорна тура · g8 чорний король · b7 чорний пішак · f7 чорний пішак · g7 чорний слон · h7 чорний пішак · g6 чорний пішак · a5 чорний пішак · g5 білий слон · a4 білий пішак · c4 чорний ферзь · d4 білий пішак · d3 білий ферзь · f2 білий пішак · g2 білий пішак · h2 білий пішак · a1 біла тура · d1 біла тура · g1 білий король | c8 чорна тура · e8 чорна тура · g8 чорний король · b7 чорний пішак · f7 чорний пішак · g7 чорний слон · h7 чорний пішак · g6 чорний пішак · a5 чорний пішак · g5 білий слон · a4 білий пішак · c4 чорний ферзь · d4 білий пішак · d3 білий ферзь · f2 білий пішак · g2 білий пішак · h2 білий пішак · a1 біла тура · d1 біла тура · g1 білий король | c8 чорна тура · e8 чорна тура · g8 чорний король · b7 чорний пішак · f7 чорний пішак · g7 чорний слон · h7 чорний пішак · g6 чорний пішак · a5 чорний пішак · g5 білий слон · a4 білий пішак · c4 чорний ферзь · d4 білий пішак · d3 білий ферзь · f2 білий пішак · g2 білий пішак · h2 білий пішак · a1 біла тура · d1 біла тура · g1 білий король | c8 чорна тура · e8 чорна тура · g8 чорний король · b7 чорний пішак · f7 чорний пішак · g7 чорний слон · h7 чорний пішак · g6 чорний пішак · a5 чорний пішак · g5 білий слон · a4 білий пішак · c4 чорний ферзь · d4 білий пішак · d3 білий ферзь · f2 білий пішак · g2 білий пішак · h2 білий пішак · a1 біла тура · d1 біла тура · g1 білий король | 4 |
| 3 | c8 чорна тура · e8 чорна тура · g8 чорний король · b7 чорний пішак · f7 чорний пішак · g7 чорний слон · h7 чорний пішак · g6 чорний пішак · a5 чорний пішак · g5 білий слон · a4 білий пішак · c4 чорний ферзь · d4 білий пішак · d3 білий ферзь · f2 білий пішак · g2 білий пішак · h2 білий пішак · a1 біла тура · d1 біла тура · g1 білий король | c8 чорна тура · e8 чорна тура · g8 чорний король · b7 чорний пішак · f7 чорний пішак · g7 чорний слон · h7 чорний пішак · g6 чорний пішак · a5 чорний пішак · g5 білий слон · a4 білий пішак · c4 чорний ферзь · d4 білий пішак · d3 білий ферзь · f2 білий пішак · g2 білий пішак · h2 білий пішак · a1 біла тура · d1 біла тура · g1 білий король | c8 чорна тура · e8 чорна тура · g8 чорний король · b7 чорний пішак · f7 чорний пішак · g7 чорний слон · h7 чорний пішак · g6 чорний пішак · a5 чорний пішак · g5 білий слон · a4 білий пішак · c4 чорний ферзь · d4 білий пішак · d3 білий ферзь · f2 білий пішак · g2 білий пішак · h2 білий пішак · a1 біла тура · d1 біла тура · g1 білий король | c8 чорна тура · e8 чорна тура · g8 чорний король · b7 чорний пішак · f7 чорний пішак · g7 чорний слон · h7 чорний пішак · g6 чорний пішак · a5 чорний пішак · g5 білий слон · a4 білий пішак · c4 чорний ферзь · d4 білий пішак · d3 білий ферзь · f2 білий пішак · g2 білий пішак · h2 білий пішак · a1 біла тура · d1 біла тура · g1 білий король | c8 чорна тура · e8 чорна тура · g8 чорний король · b7 чорний пішак · f7 чорний пішак · g7 чорний слон · h7 чорний пішак · g6 чорний пішак · a5 чорний пішак · g5 білий слон · a4 білий пішак · c4 чорний ферзь · d4 білий пішак · d3 білий ферзь · f2 білий пішак · g2 білий пішак · h2 білий пішак · a1 біла тура · d1 біла тура · g1 білий король | c8 чорна тура · e8 чорна тура · g8 чорний король · b7 чорний пішак · f7 чорний пішак · g7 чорний слон · h7 чорний пішак · g6 чорний пішак · a5 чорний пішак · g5 білий слон · a4 білий пішак · c4 чорний ферзь · d4 білий пішак · d3 білий ферзь · f2 білий пішак · g2 білий пішак · h2 білий пішак · a1 біла тура · d1 біла тура · g1 білий король | c8 чорна тура · e8 чорна тура · g8 чорний король · b7 чорний пішак · f7 чорний пішак · g7 чорний слон · h7 чорний пішак · g6 чорний пішак · a5 чорний пішак · g5 білий слон · a4 білий пішак · c4 чорний ферзь · d4 білий пішак · d3 білий ферзь · f2 білий пішак · g2 білий пішак · h2 білий пішак · a1 біла тура · d1 біла тура · g1 білий король | c8 чорна тура · e8 чорна тура · g8 чорний король · b7 чорний пішак · f7 чорний пішак · g7 чорний слон · h7 чорний пішак · g6 чорний пішак · a5 чорний пішак · g5 білий слон · a4 білий пішак · c4 чорний ферзь · d4 білий пішак · d3 білий ферзь · f2 білий пішак · g2 білий пішак · h2 білий пішак · a1 біла тура · d1 біла тура · g1 білий король | 3 |
| 2 | c8 чорна тура · e8 чорна тура · g8 чорний король · b7 чорний пішак · f7 чорний пішак · g7 чорний слон · h7 чорний пішак · g6 чорний пішак · a5 чорний пішак · g5 білий слон · a4 білий пішак · c4 чорний ферзь · d4 білий пішак · d3 білий ферзь · f2 білий пішак · g2 білий пішак · h2 білий пішак · a1 біла тура · d1 біла тура · g1 білий король | c8 чорна тура · e8 чорна тура · g8 чорний король · b7 чорний пішак · f7 чорний пішак · g7 чорний слон · h7 чорний пішак · g6 чорний пішак · a5 чорний пішак · g5 білий слон · a4 білий пішак · c4 чорний ферзь · d4 білий пішак · d3 білий ферзь · f2 білий пішак · g2 білий пішак · h2 білий пішак · a1 біла тура · d1 біла тура · g1 білий король | c8 чорна тура · e8 чорна тура · g8 чорний король · b7 чорний пішак · f7 чорний пішак · g7 чорний слон · h7 чорний пішак · g6 чорний пішак · a5 чорний пішак · g5 білий слон · a4 білий пішак · c4 чорний ферзь · d4 білий пішак · d3 білий ферзь · f2 білий пішак · g2 білий пішак · h2 білий пішак · a1 біла тура · d1 біла тура · g1 білий король | c8 чорна тура · e8 чорна тура · g8 чорний король · b7 чорний пішак · f7 чорний пішак · g7 чорний слон · h7 чорний пішак · g6 чорний пішак · a5 чорний пішак · g5 білий слон · a4 білий пішак · c4 чорний ферзь · d4 білий пішак · d3 білий ферзь · f2 білий пішак · g2 білий пішак · h2 білий пішак · a1 біла тура · d1 біла тура · g1 білий король | c8 чорна тура · e8 чорна тура · g8 чорний король · b7 чорний пішак · f7 чорний пішак · g7 чорний слон · h7 чорний пішак · g6 чорний пішак · a5 чорний пішак · g5 білий слон · a4 білий пішак · c4 чорний ферзь · d4 білий пішак · d3 білий ферзь · f2 білий пішак · g2 білий пішак · h2 білий пішак · a1 біла тура · d1 біла тура · g1 білий король | c8 чорна тура · e8 чорна тура · g8 чорний король · b7 чорний пішак · f7 чорний пішак · g7 чорний слон · h7 чорний пішак · g6 чорний пішак · a5 чорний пішак · g5 білий слон · a4 білий пішак · c4 чорний ферзь · d4 білий пішак · d3 білий ферзь · f2 білий пішак · g2 білий пішак · h2 білий пішак · a1 біла тура · d1 біла тура · g1 білий король | c8 чорна тура · e8 чорна тура · g8 чорний король · b7 чорний пішак · f7 чорний пішак · g7 чорний слон · h7 чорний пішак · g6 чорний пішак · a5 чорний пішак · g5 білий слон · a4 білий пішак · c4 чорний ферзь · d4 білий пішак · d3 білий ферзь · f2 білий пішак · g2 білий пішак · h2 білий пішак · a1 біла тура · d1 біла тура · g1 білий король | c8 чорна тура · e8 чорна тура · g8 чорний король · b7 чорний пішак · f7 чорний пішак · g7 чорний слон · h7 чорний пішак · g6 чорний пішак · a5 чорний пішак · g5 білий слон · a4 білий пішак · c4 чорний ферзь · d4 білий пішак · d3 білий ферзь · f2 білий пішак · g2 білий пішак · h2 білий пішак · a1 біла тура · d1 біла тура · g1 білий король | 2 |
| 1 | c8 чорна тура · e8 чорна тура · g8 чорний король · b7 чорний пішак · f7 чорний пішак · g7 чорний слон · h7 чорний пішак · g6 чорний пішак · a5 чорний пішак · g5 білий слон · a4 білий пішак · c4 чорний ферзь · d4 білий пішак · d3 білий ферзь · f2 білий пішак · g2 білий пішак · h2 білий пішак · a1 біла тура · d1 біла тура · g1 білий король | c8 чорна тура · e8 чорна тура · g8 чорний король · b7 чорний пішак · f7 чорний пішак · g7 чорний слон · h7 чорний пішак · g6 чорний пішак · a5 чорний пішак · g5 білий слон · a4 білий пішак · c4 чорний ферзь · d4 білий пішак · d3 білий ферзь · f2 білий пішак · g2 білий пішак · h2 білий пішак · a1 біла тура · d1 біла тура · g1 білий король | c8 чорна тура · e8 чорна тура · g8 чорний король · b7 чорний пішак · f7 чорний пішак · g7 чорний слон · h7 чорний пішак · g6 чорний пішак · a5 чорний пішак · g5 білий слон · a4 білий пішак · c4 чорний ферзь · d4 білий пішак · d3 білий ферзь · f2 білий пішак · g2 білий пішак · h2 білий пішак · a1 біла тура · d1 біла тура · g1 білий король | c8 чорна тура · e8 чорна тура · g8 чорний король · b7 чорний пішак · f7 чорний пішак · g7 чорний слон · h7 чорний пішак · g6 чорний пішак · a5 чорний пішак · g5 білий слон · a4 білий пішак · c4 чорний ферзь · d4 білий пішак · d3 білий ферзь · f2 білий пішак · g2 білий пішак · h2 білий пішак · a1 біла тура · d1 біла тура · g1 білий король | c8 чорна тура · e8 чорна тура · g8 чорний король · b7 чорний пішак · f7 чорний пішак · g7 чорний слон · h7 чорний пішак · g6 чорний пішак · a5 чорний пішак · g5 білий слон · a4 білий пішак · c4 чорний ферзь · d4 білий пішак · d3 білий ферзь · f2 білий пішак · g2 білий пішак · h2 білий пішак · a1 біла тура · d1 біла тура · g1 білий король | c8 чорна тура · e8 чорна тура · g8 чорний король · b7 чорний пішак · f7 чорний пішак · g7 чорний слон · h7 чорний пішак · g6 чорний пішак · a5 чорний пішак · g5 білий слон · a4 білий пішак · c4 чорний ферзь · d4 білий пішак · d3 білий ферзь · f2 білий пішак · g2 білий пішак · h2 білий пішак · a1 біла тура · d1 біла тура · g1 білий король | c8 чорна тура · e8 чорна тура · g8 чорний король · b7 чорний пішак · f7 чорний пішак · g7 чорний слон · h7 чорний пішак · g6 чорний пішак · a5 чорний пішак · g5 білий слон · a4 білий пішак · c4 чорний ферзь · d4 білий пішак · d3 білий ферзь · f2 білий пішак · g2 білий пішак · h2 білий пішак · a1 біла тура · d1 біла тура · g1 білий король | c8 чорна тура · e8 чорна тура · g8 чорний король · b7 чорний пішак · f7 чорний пішак · g7 чорний слон · h7 чорний пішак · g6 чорний пішак · a5 чорний пішак · g5 білий слон · a4 білий пішак · c4 чорний ферзь · d4 білий пішак · d3 білий ферзь · f2 білий пішак · g2 білий пішак · h2 білий пішак · a1 біла тура · d1 біла тура · g1 білий король | 1 |
|   | a | b | c | d | e | f | g | h |   |

На діаграмі зліва  ферзь Ароняна на d3 знаходиться "зверху драбини", а його тура на d1 "знизу драбини". Він помилково зіграв 24. exd4??, відкриваючи вертикаль e для чорної тури. Після того як Свідлер зіграв 24... Re1+!, Аронян був змушений здатись, тому що хід чорних змушує відповідати 25. Rxe1 (або 25. Qf1 Qxf1#), після чого білий ферзь залишається без захисту, а отже втрачається.
Цей особливий вид жертви був також названий "Крюк та фокус з драбиною", оскільки білий ферзь знаходиться зверху "драбини", тоді як тура - знизу, підтримуючи його.

### Жертва щоб уникнути поразки
Чорні зіграли 1... Qxg3? і білі звели внічию з 2. Qg8+! Kxg8 (будь-який інший хід - мат чорним) 3. Rxg7+!. Білі продовжують робити шахи по 7-й горизонталі, і якщо чорні заберуть туру, то це пат.
Цей порятунок Еванса був названий "викрутасом століття".  Біла тура відома як Скажена фігура.

### Не-форсовані жертви
|   | a | b | c | d | e | f | g | h |   |
| 8 | a8 чорна тура · c8 чорний слон · d8 чорний ферзь · f8 чорна тура · g8 чорний король · b7 чорний пішак · d7 чорний кінь · e7 чорний слон · f7 чорний пішак · g7 чорний пішак · d6 чорний пішак · e6 чорний пішак · f6 чорний кінь · h6 чорний пішак · a5 чорний пішак · b5 білий пішак · g5 білий кінь · c4 білий пішак · h4 білий пішак · a3 білий пішак · c3 білий кінь · e3 білий пішак · b2 білий слон · c2 білий ферзь · e2 білий слон · f2 білий пішак · g2 білий пішак · a1 біла тура · e1 білий король · h1 біла тура | a8 чорна тура · c8 чорний слон · d8 чорний ферзь · f8 чорна тура · g8 чорний король · b7 чорний пішак · d7 чорний кінь · e7 чорний слон · f7 чорний пішак · g7 чорний пішак · d6 чорний пішак · e6 чорний пішак · f6 чорний кінь · h6 чорний пішак · a5 чорний пішак · b5 білий пішак · g5 білий кінь · c4 білий пішак · h4 білий пішак · a3 білий пішак · c3 білий кінь · e3 білий пішак · b2 білий слон · c2 білий ферзь · e2 білий слон · f2 білий пішак · g2 білий пішак · a1 біла тура · e1 білий король · h1 біла тура | a8 чорна тура · c8 чорний слон · d8 чорний ферзь · f8 чорна тура · g8 чорний король · b7 чорний пішак · d7 чорний кінь · e7 чорний слон · f7 чорний пішак · g7 чорний пішак · d6 чорний пішак · e6 чорний пішак · f6 чорний кінь · h6 чорний пішак · a5 чорний пішак · b5 білий пішак · g5 білий кінь · c4 білий пішак · h4 білий пішак · a3 білий пішак · c3 білий кінь · e3 білий пішак · b2 білий слон · c2 білий ферзь · e2 білий слон · f2 білий пішак · g2 білий пішак · a1 біла тура · e1 білий король · h1 біла тура | a8 чорна тура · c8 чорний слон · d8 чорний ферзь · f8 чорна тура · g8 чорний король · b7 чорний пішак · d7 чорний кінь · e7 чорний слон · f7 чорний пішак · g7 чорний пішак · d6 чорний пішак · e6 чорний пішак · f6 чорний кінь · h6 чорний пішак · a5 чорний пішак · b5 білий пішак · g5 білий кінь · c4 білий пішак · h4 білий пішак · a3 білий пішак · c3 білий кінь · e3 білий пішак · b2 білий слон · c2 білий ферзь · e2 білий слон · f2 білий пішак · g2 білий пішак · a1 біла тура · e1 білий король · h1 біла тура | a8 чорна тура · c8 чорний слон · d8 чорний ферзь · f8 чорна тура · g8 чорний король · b7 чорний пішак · d7 чорний кінь · e7 чорний слон · f7 чорний пішак · g7 чорний пішак · d6 чорний пішак · e6 чорний пішак · f6 чорний кінь · h6 чорний пішак · a5 чорний пішак · b5 білий пішак · g5 білий кінь · c4 білий пішак · h4 білий пішак · a3 білий пішак · c3 білий кінь · e3 білий пішак · b2 білий слон · c2 білий ферзь · e2 білий слон · f2 білий пішак · g2 білий пішак · a1 біла тура · e1 білий король · h1 біла тура | a8 чорна тура · c8 чорний слон · d8 чорний ферзь · f8 чорна тура · g8 чорний король · b7 чорний пішак · d7 чорний кінь · e7 чорний слон · f7 чорний пішак · g7 чорний пішак · d6 чорний пішак · e6 чорний пішак · f6 чорний кінь · h6 чорний пішак · a5 чорний пішак · b5 білий пішак · g5 білий кінь · c4 білий пішак · h4 білий пішак · a3 білий пішак · c3 білий кінь · e3 білий пішак · b2 білий слон · c2 білий ферзь · e2 білий слон · f2 білий пішак · g2 білий пішак · a1 біла тура · e1 білий король · h1 біла тура | a8 чорна тура · c8 чорний слон · d8 чорний ферзь · f8 чорна тура · g8 чорний король · b7 чорний пішак · d7 чорний кінь · e7 чорний слон · f7 чорний пішак · g7 чорний пішак · d6 чорний пішак · e6 чорний пішак · f6 чорний кінь · h6 чорний пішак · a5 чорний пішак · b5 білий пішак · g5 білий кінь · c4 білий пішак · h4 білий пішак · a3 білий пішак · c3 білий кінь · e3 білий пішак · b2 білий слон · c2 білий ферзь · e2 білий слон · f2 білий пішак · g2 білий пішак · a1 біла тура · e1 білий король · h1 біла тура | a8 чорна тура · c8 чорний слон · d8 чорний ферзь · f8 чорна тура · g8 чорний король · b7 чорний пішак · d7 чорний кінь · e7 чорний слон · f7 чорний пішак · g7 чорний пішак · d6 чорний пішак · e6 чорний пішак · f6 чорний кінь · h6 чорний пішак · a5 чорний пішак · b5 білий пішак · g5 білий кінь · c4 білий пішак · h4 білий пішак · a3 білий пішак · c3 білий кінь · e3 білий пішак · b2 білий слон · c2 білий ферзь · e2 білий слон · f2 білий пішак · g2 білий пішак · a1 біла тура · e1 білий король · h1 біла тура | 8 |
| 7 | a8 чорна тура · c8 чорний слон · d8 чорний ферзь · f8 чорна тура · g8 чорний король · b7 чорний пішак · d7 чорний кінь · e7 чорний слон · f7 чорний пішак · g7 чорний пішак · d6 чорний пішак · e6 чорний пішак · f6 чорний кінь · h6 чорний пішак · a5 чорний пішак · b5 білий пішак · g5 білий кінь · c4 білий пішак · h4 білий пішак · a3 білий пішак · c3 білий кінь · e3 білий пішак · b2 білий слон · c2 білий ферзь · e2 білий слон · f2 білий пішак · g2 білий пішак · a1 біла тура · e1 білий король · h1 біла тура | a8 чорна тура · c8 чорний слон · d8 чорний ферзь · f8 чорна тура · g8 чорний король · b7 чорний пішак · d7 чорний кінь · e7 чорний слон · f7 чорний пішак · g7 чорний пішак · d6 чорний пішак · e6 чорний пішак · f6 чорний кінь · h6 чорний пішак · a5 чорний пішак · b5 білий пішак · g5 білий кінь · c4 білий пішак · h4 білий пішак · a3 білий пішак · c3 білий кінь · e3 білий пішак · b2 білий слон · c2 білий ферзь · e2 білий слон · f2 білий пішак · g2 білий пішак · a1 біла тура · e1 білий король · h1 біла тура | a8 чорна тура · c8 чорний слон · d8 чорний ферзь · f8 чорна тура · g8 чорний король · b7 чорний пішак · d7 чорний кінь · e7 чорний слон · f7 чорний пішак · g7 чорний пішак · d6 чорний пішак · e6 чорний пішак · f6 чорний кінь · h6 чорний пішак · a5 чорний пішак · b5 білий пішак · g5 білий кінь · c4 білий пішак · h4 білий пішак · a3 білий пішак · c3 білий кінь · e3 білий пішак · b2 білий слон · c2 білий ферзь · e2 білий слон · f2 білий пішак · g2 білий пішак · a1 біла тура · e1 білий король · h1 біла тура | a8 чорна тура · c8 чорний слон · d8 чорний ферзь · f8 чорна тура · g8 чорний король · b7 чорний пішак · d7 чорний кінь · e7 чорний слон · f7 чорний пішак · g7 чорний пішак · d6 чорний пішак · e6 чорний пішак · f6 чорний кінь · h6 чорний пішак · a5 чорний пішак · b5 білий пішак · g5 білий кінь · c4 білий пішак · h4 білий пішак · a3 білий пішак · c3 білий кінь · e3 білий пішак · b2 білий слон · c2 білий ферзь · e2 білий слон · f2 білий пішак · g2 білий пішак · a1 біла тура · e1 білий король · h1 біла тура | a8 чорна тура · c8 чорний слон · d8 чорний ферзь · f8 чорна тура · g8 чорний король · b7 чорний пішак · d7 чорний кінь · e7 чорний слон · f7 чорний пішак · g7 чорний пішак · d6 чорний пішак · e6 чорний пішак · f6 чорний кінь · h6 чорний пішак · a5 чорний пішак · b5 білий пішак · g5 білий кінь · c4 білий пішак · h4 білий пішак · a3 білий пішак · c3 білий кінь · e3 білий пішак · b2 білий слон · c2 білий ферзь · e2 білий слон · f2 білий пішак · g2 білий пішак · a1 біла тура · e1 білий король · h1 біла тура | a8 чорна тура · c8 чорний слон · d8 чорний ферзь · f8 чорна тура · g8 чорний король · b7 чорний пішак · d7 чорний кінь · e7 чорний слон · f7 чорний пішак · g7 чорний пішак · d6 чорний пішак · e6 чорний пішак · f6 чорний кінь · h6 чорний пішак · a5 чорний пішак · b5 білий пішак · g5 білий кінь · c4 білий пішак · h4 білий пішак · a3 білий пішак · c3 білий кінь · e3 білий пішак · b2 білий слон · c2 білий ферзь · e2 білий слон · f2 білий пішак · g2 білий пішак · a1 біла тура · e1 білий король · h1 біла тура | a8 чорна тура · c8 чорний слон · d8 чорний ферзь · f8 чорна тура · g8 чорний король · b7 чорний пішак · d7 чорний кінь · e7 чорний слон · f7 чорний пішак · g7 чорний пішак · d6 чорний пішак · e6 чорний пішак · f6 чорний кінь · h6 чорний пішак · a5 чорний пішак · b5 білий пішак · g5 білий кінь · c4 білий пішак · h4 білий пішак · a3 білий пішак · c3 білий кінь · e3 білий пішак · b2 білий слон · c2 білий ферзь · e2 білий слон · f2 білий пішак · g2 білий пішак · a1 біла тура · e1 білий король · h1 біла тура | a8 чорна тура · c8 чорний слон · d8 чорний ферзь · f8 чорна тура · g8 чорний король · b7 чорний пішак · d7 чорний кінь · e7 чорний слон · f7 чорний пішак · g7 чорний пішак · d6 чорний пішак · e6 чорний пішак · f6 чорний кінь · h6 чорний пішак · a5 чорний пішак · b5 білий пішак · g5 білий кінь · c4 білий пішак · h4 білий пішак · a3 білий пішак · c3 білий кінь · e3 білий пішак · b2 білий слон · c2 білий ферзь · e2 білий слон · f2 білий пішак · g2 білий пішак · a1 біла тура · e1 білий король · h1 біла тура | 7 |
| 6 | a8 чорна тура · c8 чорний слон · d8 чорний ферзь · f8 чорна тура · g8 чорний король · b7 чорний пішак · d7 чорний кінь · e7 чорний слон · f7 чорний пішак · g7 чорний пішак · d6 чорний пішак · e6 чорний пішак · f6 чорний кінь · h6 чорний пішак · a5 чорний пішак · b5 білий пішак · g5 білий кінь · c4 білий пішак · h4 білий пішак · a3 білий пішак · c3 білий кінь · e3 білий пішак · b2 білий слон · c2 білий ферзь · e2 білий слон · f2 білий пішак · g2 білий пішак · a1 біла тура · e1 білий король · h1 біла тура | a8 чорна тура · c8 чорний слон · d8 чорний ферзь · f8 чорна тура · g8 чорний король · b7 чорний пішак · d7 чорний кінь · e7 чорний слон · f7 чорний пішак · g7 чорний пішак · d6 чорний пішак · e6 чорний пішак · f6 чорний кінь · h6 чорний пішак · a5 чорний пішак · b5 білий пішак · g5 білий кінь · c4 білий пішак · h4 білий пішак · a3 білий пішак · c3 білий кінь · e3 білий пішак · b2 білий слон · c2 білий ферзь · e2 білий слон · f2 білий пішак · g2 білий пішак · a1 біла тура · e1 білий король · h1 біла тура | a8 чорна тура · c8 чорний слон · d8 чорний ферзь · f8 чорна тура · g8 чорний король · b7 чорний пішак · d7 чорний кінь · e7 чорний слон · f7 чорний пішак · g7 чорний пішак · d6 чорний пішак · e6 чорний пішак · f6 чорний кінь · h6 чорний пішак · a5 чорний пішак · b5 білий пішак · g5 білий кінь · c4 білий пішак · h4 білий пішак · a3 білий пішак · c3 білий кінь · e3 білий пішак · b2 білий слон · c2 білий ферзь · e2 білий слон · f2 білий пішак · g2 білий пішак · a1 біла тура · e1 білий король · h1 біла тура | a8 чорна тура · c8 чорний слон · d8 чорний ферзь · f8 чорна тура · g8 чорний король · b7 чорний пішак · d7 чорний кінь · e7 чорний слон · f7 чорний пішак · g7 чорний пішак · d6 чорний пішак · e6 чорний пішак · f6 чорний кінь · h6 чорний пішак · a5 чорний пішак · b5 білий пішак · g5 білий кінь · c4 білий пішак · h4 білий пішак · a3 білий пішак · c3 білий кінь · e3 білий пішак · b2 білий слон · c2 білий ферзь · e2 білий слон · f2 білий пішак · g2 білий пішак · a1 біла тура · e1 білий король · h1 біла тура | a8 чорна тура · c8 чорний слон · d8 чорний ферзь · f8 чорна тура · g8 чорний король · b7 чорний пішак · d7 чорний кінь · e7 чорний слон · f7 чорний пішак · g7 чорний пішак · d6 чорний пішак · e6 чорний пішак · f6 чорний кінь · h6 чорний пішак · a5 чорний пішак · b5 білий пішак · g5 білий кінь · c4 білий пішак · h4 білий пішак · a3 білий пішак · c3 білий кінь · e3 білий пішак · b2 білий слон · c2 білий ферзь · e2 білий слон · f2 білий пішак · g2 білий пішак · a1 біла тура · e1 білий король · h1 біла тура | a8 чорна тура · c8 чорний слон · d8 чорний ферзь · f8 чорна тура · g8 чорний король · b7 чорний пішак · d7 чорний кінь · e7 чорний слон · f7 чорний пішак · g7 чорний пішак · d6 чорний пішак · e6 чорний пішак · f6 чорний кінь · h6 чорний пішак · a5 чорний пішак · b5 білий пішак · g5 білий кінь · c4 білий пішак · h4 білий пішак · a3 білий пішак · c3 білий кінь · e3 білий пішак · b2 білий слон · c2 білий ферзь · e2 білий слон · f2 білий пішак · g2 білий пішак · a1 біла тура · e1 білий король · h1 біла тура | a8 чорна тура · c8 чорний слон · d8 чорний ферзь · f8 чорна тура · g8 чорний король · b7 чорний пішак · d7 чорний кінь · e7 чорний слон · f7 чорний пішак · g7 чорний пішак · d6 чорний пішак · e6 чорний пішак · f6 чорний кінь · h6 чорний пішак · a5 чорний пішак · b5 білий пішак · g5 білий кінь · c4 білий пішак · h4 білий пішак · a3 білий пішак · c3 білий кінь · e3 білий пішак · b2 білий слон · c2 білий ферзь · e2 білий слон · f2 білий пішак · g2 білий пішак · a1 біла тура · e1 білий король · h1 біла тура | a8 чорна тура · c8 чорний слон · d8 чорний ферзь · f8 чорна тура · g8 чорний король · b7 чорний пішак · d7 чорний кінь · e7 чорний слон · f7 чорний пішак · g7 чорний пішак · d6 чорний пішак · e6 чорний пішак · f6 чорний кінь · h6 чорний пішак · a5 чорний пішак · b5 білий пішак · g5 білий кінь · c4 білий пішак · h4 білий пішак · a3 білий пішак · c3 білий кінь · e3 білий пішак · b2 білий слон · c2 білий ферзь · e2 білий слон · f2 білий пішак · g2 білий пішак · a1 біла тура · e1 білий король · h1 біла тура | 6 |
| 5 | a8 чорна тура · c8 чорний слон · d8 чорний ферзь · f8 чорна тура · g8 чорний король · b7 чорний пішак · d7 чорний кінь · e7 чорний слон · f7 чорний пішак · g7 чорний пішак · d6 чорний пішак · e6 чорний пішак · f6 чорний кінь · h6 чорний пішак · a5 чорний пішак · b5 білий пішак · g5 білий кінь · c4 білий пішак · h4 білий пішак · a3 білий пішак · c3 білий кінь · e3 білий пішак · b2 білий слон · c2 білий ферзь · e2 білий слон · f2 білий пішак · g2 білий пішак · a1 біла тура · e1 білий король · h1 біла тура | a8 чорна тура · c8 чорний слон · d8 чорний ферзь · f8 чорна тура · g8 чорний король · b7 чорний пішак · d7 чорний кінь · e7 чорний слон · f7 чорний пішак · g7 чорний пішак · d6 чорний пішак · e6 чорний пішак · f6 чорний кінь · h6 чорний пішак · a5 чорний пішак · b5 білий пішак · g5 білий кінь · c4 білий пішак · h4 білий пішак · a3 білий пішак · c3 білий кінь · e3 білий пішак · b2 білий слон · c2 білий ферзь · e2 білий слон · f2 білий пішак · g2 білий пішак · a1 біла тура · e1 білий король · h1 біла тура | a8 чорна тура · c8 чорний слон · d8 чорний ферзь · f8 чорна тура · g8 чорний король · b7 чорний пішак · d7 чорний кінь · e7 чорний слон · f7 чорний пішак · g7 чорний пішак · d6 чорний пішак · e6 чорний пішак · f6 чорний кінь · h6 чорний пішак · a5 чорний пішак · b5 білий пішак · g5 білий кінь · c4 білий пішак · h4 білий пішак · a3 білий пішак · c3 білий кінь · e3 білий пішак · b2 білий слон · c2 білий ферзь · e2 білий слон · f2 білий пішак · g2 білий пішак · a1 біла тура · e1 білий король · h1 біла тура | a8 чорна тура · c8 чорний слон · d8 чорний ферзь · f8 чорна тура · g8 чорний король · b7 чорний пішак · d7 чорний кінь · e7 чорний слон · f7 чорний пішак · g7 чорний пішак · d6 чорний пішак · e6 чорний пішак · f6 чорний кінь · h6 чорний пішак · a5 чорний пішак · b5 білий пішак · g5 білий кінь · c4 білий пішак · h4 білий пішак · a3 білий пішак · c3 білий кінь · e3 білий пішак · b2 білий слон · c2 білий ферзь · e2 білий слон · f2 білий пішак · g2 білий пішак · a1 біла тура · e1 білий король · h1 біла тура | a8 чорна тура · c8 чорний слон · d8 чорний ферзь · f8 чорна тура · g8 чорний король · b7 чорний пішак · d7 чорний кінь · e7 чорний слон · f7 чорний пішак · g7 чорний пішак · d6 чорний пішак · e6 чорний пішак · f6 чорний кінь · h6 чорний пішак · a5 чорний пішак · b5 білий пішак · g5 білий кінь · c4 білий пішак · h4 білий пішак · a3 білий пішак · c3 білий кінь · e3 білий пішак · b2 білий слон · c2 білий ферзь · e2 білий слон · f2 білий пішак · g2 білий пішак · a1 біла тура · e1 білий король · h1 біла тура | a8 чорна тура · c8 чорний слон · d8 чорний ферзь · f8 чорна тура · g8 чорний король · b7 чорний пішак · d7 чорний кінь · e7 чорний слон · f7 чорний пішак · g7 чорний пішак · d6 чорний пішак · e6 чорний пішак · f6 чорний кінь · h6 чорний пішак · a5 чорний пішак · b5 білий пішак · g5 білий кінь · c4 білий пішак · h4 білий пішак · a3 білий пішак · c3 білий кінь · e3 білий пішак · b2 білий слон · c2 білий ферзь · e2 білий слон · f2 білий пішак · g2 білий пішак · a1 біла тура · e1 білий король · h1 біла тура | a8 чорна тура · c8 чорний слон · d8 чорний ферзь · f8 чорна тура · g8 чорний король · b7 чорний пішак · d7 чорний кінь · e7 чорний слон · f7 чорний пішак · g7 чорний пішак · d6 чорний пішак · e6 чорний пішак · f6 чорний кінь · h6 чорний пішак · a5 чорний пішак · b5 білий пішак · g5 білий кінь · c4 білий пішак · h4 білий пішак · a3 білий пішак · c3 білий кінь · e3 білий пішак · b2 білий слон · c2 білий ферзь · e2 білий слон · f2 білий пішак · g2 білий пішак · a1 біла тура · e1 білий король · h1 біла тура | a8 чорна тура · c8 чорний слон · d8 чорний ферзь · f8 чорна тура · g8 чорний король · b7 чорний пішак · d7 чорний кінь · e7 чорний слон · f7 чорний пішак · g7 чорний пішак · d6 чорний пішак · e6 чорний пішак · f6 чорний кінь · h6 чорний пішак · a5 чорний пішак · b5 білий пішак · g5 білий кінь · c4 білий пішак · h4 білий пішак · a3 білий пішак · c3 білий кінь · e3 білий пішак · b2 білий слон · c2 білий ферзь · e2 білий слон · f2 білий пішак · g2 білий пішак · a1 біла тура · e1 білий король · h1 біла тура | 5 |
| 4 | a8 чорна тура · c8 чорний слон · d8 чорний ферзь · f8 чорна тура · g8 чорний король · b7 чорний пішак · d7 чорний кінь · e7 чорний слон · f7 чорний пішак · g7 чорний пішак · d6 чорний пішак · e6 чорний пішак · f6 чорний кінь · h6 чорний пішак · a5 чорний пішак · b5 білий пішак · g5 білий кінь · c4 білий пішак · h4 білий пішак · a3 білий пішак · c3 білий кінь · e3 білий пішак · b2 білий слон · c2 білий ферзь · e2 білий слон · f2 білий пішак · g2 білий пішак · a1 біла тура · e1 білий король · h1 біла тура | a8 чорна тура · c8 чорний слон · d8 чорний ферзь · f8 чорна тура · g8 чорний король · b7 чорний пішак · d7 чорний кінь · e7 чорний слон · f7 чорний пішак · g7 чорний пішак · d6 чорний пішак · e6 чорний пішак · f6 чорний кінь · h6 чорний пішак · a5 чорний пішак · b5 білий пішак · g5 білий кінь · c4 білий пішак · h4 білий пішак · a3 білий пішак · c3 білий кінь · e3 білий пішак · b2 білий слон · c2 білий ферзь · e2 білий слон · f2 білий пішак · g2 білий пішак · a1 біла тура · e1 білий король · h1 біла тура | a8 чорна тура · c8 чорний слон · d8 чорний ферзь · f8 чорна тура · g8 чорний король · b7 чорний пішак · d7 чорний кінь · e7 чорний слон · f7 чорний пішак · g7 чорний пішак · d6 чорний пішак · e6 чорний пішак · f6 чорний кінь · h6 чорний пішак · a5 чорний пішак · b5 білий пішак · g5 білий кінь · c4 білий пішак · h4 білий пішак · a3 білий пішак · c3 білий кінь · e3 білий пішак · b2 білий слон · c2 білий ферзь · e2 білий слон · f2 білий пішак · g2 білий пішак · a1 біла тура · e1 білий король · h1 біла тура | a8 чорна тура · c8 чорний слон · d8 чорний ферзь · f8 чорна тура · g8 чорний король · b7 чорний пішак · d7 чорний кінь · e7 чорний слон · f7 чорний пішак · g7 чорний пішак · d6 чорний пішак · e6 чорний пішак · f6 чорний кінь · h6 чорний пішак · a5 чорний пішак · b5 білий пішак · g5 білий кінь · c4 білий пішак · h4 білий пішак · a3 білий пішак · c3 білий кінь · e3 білий пішак · b2 білий слон · c2 білий ферзь · e2 білий слон · f2 білий пішак · g2 білий пішак · a1 біла тура · e1 білий король · h1 біла тура | a8 чорна тура · c8 чорний слон · d8 чорний ферзь · f8 чорна тура · g8 чорний король · b7 чорний пішак · d7 чорний кінь · e7 чорний слон · f7 чорний пішак · g7 чорний пішак · d6 чорний пішак · e6 чорний пішак · f6 чорний кінь · h6 чорний пішак · a5 чорний пішак · b5 білий пішак · g5 білий кінь · c4 білий пішак · h4 білий пішак · a3 білий пішак · c3 білий кінь · e3 білий пішак · b2 білий слон · c2 білий ферзь · e2 білий слон · f2 білий пішак · g2 білий пішак · a1 біла тура · e1 білий король · h1 біла тура | a8 чорна тура · c8 чорний слон · d8 чорний ферзь · f8 чорна тура · g8 чорний король · b7 чорний пішак · d7 чорний кінь · e7 чорний слон · f7 чорний пішак · g7 чорний пішак · d6 чорний пішак · e6 чорний пішак · f6 чорний кінь · h6 чорний пішак · a5 чорний пішак · b5 білий пішак · g5 білий кінь · c4 білий пішак · h4 білий пішак · a3 білий пішак · c3 білий кінь · e3 білий пішак · b2 білий слон · c2 білий ферзь · e2 білий слон · f2 білий пішак · g2 білий пішак · a1 біла тура · e1 білий король · h1 біла тура | a8 чорна тура · c8 чорний слон · d8 чорний ферзь · f8 чорна тура · g8 чорний король · b7 чорний пішак · d7 чорний кінь · e7 чорний слон · f7 чорний пішак · g7 чорний пішак · d6 чорний пішак · e6 чорний пішак · f6 чорний кінь · h6 чорний пішак · a5 чорний пішак · b5 білий пішак · g5 білий кінь · c4 білий пішак · h4 білий пішак · a3 білий пішак · c3 білий кінь · e3 білий пішак · b2 білий слон · c2 білий ферзь · e2 білий слон · f2 білий пішак · g2 білий пішак · a1 біла тура · e1 білий король · h1 біла тура | a8 чорна тура · c8 чорний слон · d8 чорний ферзь · f8 чорна тура · g8 чорний король · b7 чорний пішак · d7 чорний кінь · e7 чорний слон · f7 чорний пішак · g7 чорний пішак · d6 чорний пішак · e6 чорний пішак · f6 чорний кінь · h6 чорний пішак · a5 чорний пішак · b5 білий пішак · g5 білий кінь · c4 білий пішак · h4 білий пішак · a3 білий пішак · c3 білий кінь · e3 білий пішак · b2 білий слон · c2 білий ферзь · e2 білий слон · f2 білий пішак · g2 білий пішак · a1 біла тура · e1 білий король · h1 біла тура | 4 |
| 3 | a8 чорна тура · c8 чорний слон · d8 чорний ферзь · f8 чорна тура · g8 чорний король · b7 чорний пішак · d7 чорний кінь · e7 чорний слон · f7 чорний пішак · g7 чорний пішак · d6 чорний пішак · e6 чорний пішак · f6 чорний кінь · h6 чорний пішак · a5 чорний пішак · b5 білий пішак · g5 білий кінь · c4 білий пішак · h4 білий пішак · a3 білий пішак · c3 білий кінь · e3 білий пішак · b2 білий слон · c2 білий ферзь · e2 білий слон · f2 білий пішак · g2 білий пішак · a1 біла тура · e1 білий король · h1 біла тура | a8 чорна тура · c8 чорний слон · d8 чорний ферзь · f8 чорна тура · g8 чорний король · b7 чорний пішак · d7 чорний кінь · e7 чорний слон · f7 чорний пішак · g7 чорний пішак · d6 чорний пішак · e6 чорний пішак · f6 чорний кінь · h6 чорний пішак · a5 чорний пішак · b5 білий пішак · g5 білий кінь · c4 білий пішак · h4 білий пішак · a3 білий пішак · c3 білий кінь · e3 білий пішак · b2 білий слон · c2 білий ферзь · e2 білий слон · f2 білий пішак · g2 білий пішак · a1 біла тура · e1 білий король · h1 біла тура | a8 чорна тура · c8 чорний слон · d8 чорний ферзь · f8 чорна тура · g8 чорний король · b7 чорний пішак · d7 чорний кінь · e7 чорний слон · f7 чорний пішак · g7 чорний пішак · d6 чорний пішак · e6 чорний пішак · f6 чорний кінь · h6 чорний пішак · a5 чорний пішак · b5 білий пішак · g5 білий кінь · c4 білий пішак · h4 білий пішак · a3 білий пішак · c3 білий кінь · e3 білий пішак · b2 білий слон · c2 білий ферзь · e2 білий слон · f2 білий пішак · g2 білий пішак · a1 біла тура · e1 білий король · h1 біла тура | a8 чорна тура · c8 чорний слон · d8 чорний ферзь · f8 чорна тура · g8 чорний король · b7 чорний пішак · d7 чорний кінь · e7 чорний слон · f7 чорний пішак · g7 чорний пішак · d6 чорний пішак · e6 чорний пішак · f6 чорний кінь · h6 чорний пішак · a5 чорний пішак · b5 білий пішак · g5 білий кінь · c4 білий пішак · h4 білий пішак · a3 білий пішак · c3 білий кінь · e3 білий пішак · b2 білий слон · c2 білий ферзь · e2 білий слон · f2 білий пішак · g2 білий пішак · a1 біла тура · e1 білий король · h1 біла тура | a8 чорна тура · c8 чорний слон · d8 чорний ферзь · f8 чорна тура · g8 чорний король · b7 чорний пішак · d7 чорний кінь · e7 чорний слон · f7 чорний пішак · g7 чорний пішак · d6 чорний пішак · e6 чорний пішак · f6 чорний кінь · h6 чорний пішак · a5 чорний пішак · b5 білий пішак · g5 білий кінь · c4 білий пішак · h4 білий пішак · a3 білий пішак · c3 білий кінь · e3 білий пішак · b2 білий слон · c2 білий ферзь · e2 білий слон · f2 білий пішак · g2 білий пішак · a1 біла тура · e1 білий король · h1 біла тура | a8 чорна тура · c8 чорний слон · d8 чорний ферзь · f8 чорна тура · g8 чорний король · b7 чорний пішак · d7 чорний кінь · e7 чорний слон · f7 чорний пішак · g7 чорний пішак · d6 чорний пішак · e6 чорний пішак · f6 чорний кінь · h6 чорний пішак · a5 чорний пішак · b5 білий пішак · g5 білий кінь · c4 білий пішак · h4 білий пішак · a3 білий пішак · c3 білий кінь · e3 білий пішак · b2 білий слон · c2 білий ферзь · e2 білий слон · f2 білий пішак · g2 білий пішак · a1 біла тура · e1 білий король · h1 біла тура | a8 чорна тура · c8 чорний слон · d8 чорний ферзь · f8 чорна тура · g8 чорний король · b7 чорний пішак · d7 чорний кінь · e7 чорний слон · f7 чорний пішак · g7 чорний пішак · d6 чорний пішак · e6 чорний пішак · f6 чорний кінь · h6 чорний пішак · a5 чорний пішак · b5 білий пішак · g5 білий кінь · c4 білий пішак · h4 білий пішак · a3 білий пішак · c3 білий кінь · e3 білий пішак · b2 білий слон · c2 білий ферзь · e2 білий слон · f2 білий пішак · g2 білий пішак · a1 біла тура · e1 білий король · h1 біла тура | a8 чорна тура · c8 чорний слон · d8 чорний ферзь · f8 чорна тура · g8 чорний король · b7 чорний пішак · d7 чорний кінь · e7 чорний слон · f7 чорний пішак · g7 чорний пішак · d6 чорний пішак · e6 чорний пішак · f6 чорний кінь · h6 чорний пішак · a5 чорний пішак · b5 білий пішак · g5 білий кінь · c4 білий пішак · h4 білий пішак · a3 білий пішак · c3 білий кінь · e3 білий пішак · b2 білий слон · c2 білий ферзь · e2 білий слон · f2 білий пішак · g2 білий пішак · a1 біла тура · e1 білий король · h1 біла тура | 3 |
| 2 | a8 чорна тура · c8 чорний слон · d8 чорний ферзь · f8 чорна тура · g8 чорний король · b7 чорний пішак · d7 чорний кінь · e7 чорний слон · f7 чорний пішак · g7 чорний пішак · d6 чорний пішак · e6 чорний пішак · f6 чорний кінь · h6 чорний пішак · a5 чорний пішак · b5 білий пішак · g5 білий кінь · c4 білий пішак · h4 білий пішак · a3 білий пішак · c3 білий кінь · e3 білий пішак · b2 білий слон · c2 білий ферзь · e2 білий слон · f2 білий пішак · g2 білий пішак · a1 біла тура · e1 білий король · h1 біла тура | a8 чорна тура · c8 чорний слон · d8 чорний ферзь · f8 чорна тура · g8 чорний король · b7 чорний пішак · d7 чорний кінь · e7 чорний слон · f7 чорний пішак · g7 чорний пішак · d6 чорний пішак · e6 чорний пішак · f6 чорний кінь · h6 чорний пішак · a5 чорний пішак · b5 білий пішак · g5 білий кінь · c4 білий пішак · h4 білий пішак · a3 білий пішак · c3 білий кінь · e3 білий пішак · b2 білий слон · c2 білий ферзь · e2 білий слон · f2 білий пішак · g2 білий пішак · a1 біла тура · e1 білий король · h1 біла тура | a8 чорна тура · c8 чорний слон · d8 чорний ферзь · f8 чорна тура · g8 чорний король · b7 чорний пішак · d7 чорний кінь · e7 чорний слон · f7 чорний пішак · g7 чорний пішак · d6 чорний пішак · e6 чорний пішак · f6 чорний кінь · h6 чорний пішак · a5 чорний пішак · b5 білий пішак · g5 білий кінь · c4 білий пішак · h4 білий пішак · a3 білий пішак · c3 білий кінь · e3 білий пішак · b2 білий слон · c2 білий ферзь · e2 білий слон · f2 білий пішак · g2 білий пішак · a1 біла тура · e1 білий король · h1 біла тура | a8 чорна тура · c8 чорний слон · d8 чорний ферзь · f8 чорна тура · g8 чорний король · b7 чорний пішак · d7 чорний кінь · e7 чорний слон · f7 чорний пішак · g7 чорний пішак · d6 чорний пішак · e6 чорний пішак · f6 чорний кінь · h6 чорний пішак · a5 чорний пішак · b5 білий пішак · g5 білий кінь · c4 білий пішак · h4 білий пішак · a3 білий пішак · c3 білий кінь · e3 білий пішак · b2 білий слон · c2 білий ферзь · e2 білий слон · f2 білий пішак · g2 білий пішак · a1 біла тура · e1 білий король · h1 біла тура | a8 чорна тура · c8 чорний слон · d8 чорний ферзь · f8 чорна тура · g8 чорний король · b7 чорний пішак · d7 чорний кінь · e7 чорний слон · f7 чорний пішак · g7 чорний пішак · d6 чорний пішак · e6 чорний пішак · f6 чорний кінь · h6 чорний пішак · a5 чорний пішак · b5 білий пішак · g5 білий кінь · c4 білий пішак · h4 білий пішак · a3 білий пішак · c3 білий кінь · e3 білий пішак · b2 білий слон · c2 білий ферзь · e2 білий слон · f2 білий пішак · g2 білий пішак · a1 біла тура · e1 білий король · h1 біла тура | a8 чорна тура · c8 чорний слон · d8 чорний ферзь · f8 чорна тура · g8 чорний король · b7 чорний пішак · d7 чорний кінь · e7 чорний слон · f7 чорний пішак · g7 чорний пішак · d6 чорний пішак · e6 чорний пішак · f6 чорний кінь · h6 чорний пішак · a5 чорний пішак · b5 білий пішак · g5 білий кінь · c4 білий пішак · h4 білий пішак · a3 білий пішак · c3 білий кінь · e3 білий пішак · b2 білий слон · c2 білий ферзь · e2 білий слон · f2 білий пішак · g2 білий пішак · a1 біла тура · e1 білий король · h1 біла тура | a8 чорна тура · c8 чорний слон · d8 чорний ферзь · f8 чорна тура · g8 чорний король · b7 чорний пішак · d7 чорний кінь · e7 чорний слон · f7 чорний пішак · g7 чорний пішак · d6 чорний пішак · e6 чорний пішак · f6 чорний кінь · h6 чорний пішак · a5 чорний пішак · b5 білий пішак · g5 білий кінь · c4 білий пішак · h4 білий пішак · a3 білий пішак · c3 білий кінь · e3 білий пішак · b2 білий слон · c2 білий ферзь · e2 білий слон · f2 білий пішак · g2 білий пішак · a1 біла тура · e1 білий король · h1 біла тура | a8 чорна тура · c8 чорний слон · d8 чорний ферзь · f8 чорна тура · g8 чорний король · b7 чорний пішак · d7 чорний кінь · e7 чорний слон · f7 чорний пішак · g7 чорний пішак · d6 чорний пішак · e6 чорний пішак · f6 чорний кінь · h6 чорний пішак · a5 чорний пішак · b5 білий пішак · g5 білий кінь · c4 білий пішак · h4 білий пішак · a3 білий пішак · c3 білий кінь · e3 білий пішак · b2 білий слон · c2 білий ферзь · e2 білий слон · f2 білий пішак · g2 білий пішак · a1 біла тура · e1 білий король · h1 біла тура | 2 |
| 1 | a8 чорна тура · c8 чорний слон · d8 чорний ферзь · f8 чорна тура · g8 чорний король · b7 чорний пішак · d7 чорний кінь · e7 чорний слон · f7 чорний пішак · g7 чорний пішак · d6 чорний пішак · e6 чорний пішак · f6 чорний кінь · h6 чорний пішак · a5 чорний пішак · b5 білий пішак · g5 білий кінь · c4 білий пішак · h4 білий пішак · a3 білий пішак · c3 білий кінь · e3 білий пішак · b2 білий слон · c2 білий ферзь · e2 білий слон · f2 білий пішак · g2 білий пішак · a1 біла тура · e1 білий король · h1 біла тура | a8 чорна тура · c8 чорний слон · d8 чорний ферзь · f8 чорна тура · g8 чорний король · b7 чорний пішак · d7 чорний кінь · e7 чорний слон · f7 чорний пішак · g7 чорний пішак · d6 чорний пішак · e6 чорний пішак · f6 чорний кінь · h6 чорний пішак · a5 чорний пішак · b5 білий пішак · g5 білий кінь · c4 білий пішак · h4 білий пішак · a3 білий пішак · c3 білий кінь · e3 білий пішак · b2 білий слон · c2 білий ферзь · e2 білий слон · f2 білий пішак · g2 білий пішак · a1 біла тура · e1 білий король · h1 біла тура | a8 чорна тура · c8 чорний слон · d8 чорний ферзь · f8 чорна тура · g8 чорний король · b7 чорний пішак · d7 чорний кінь · e7 чорний слон · f7 чорний пішак · g7 чорний пішак · d6 чорний пішак · e6 чорний пішак · f6 чорний кінь · h6 чорний пішак · a5 чорний пішак · b5 білий пішак · g5 білий кінь · c4 білий пішак · h4 білий пішак · a3 білий пішак · c3 білий кінь · e3 білий пішак · b2 білий слон · c2 білий ферзь · e2 білий слон · f2 білий пішак · g2 білий пішак · a1 біла тура · e1 білий король · h1 біла тура | a8 чорна тура · c8 чорний слон · d8 чорний ферзь · f8 чорна тура · g8 чорний король · b7 чорний пішак · d7 чорний кінь · e7 чорний слон · f7 чорний пішак · g7 чорний пішак · d6 чорний пішак · e6 чорний пішак · f6 чорний кінь · h6 чорний пішак · a5 чорний пішак · b5 білий пішак · g5 білий кінь · c4 білий пішак · h4 білий пішак · a3 білий пішак · c3 білий кінь · e3 білий пішак · b2 білий слон · c2 білий ферзь · e2 білий слон · f2 білий пішак · g2 білий пішак · a1 біла тура · e1 білий король · h1 біла тура | a8 чорна тура · c8 чорний слон · d8 чорний ферзь · f8 чорна тура · g8 чорний король · b7 чорний пішак · d7 чорний кінь · e7 чорний слон · f7 чорний пішак · g7 чорний пішак · d6 чорний пішак · e6 чорний пішак · f6 чорний кінь · h6 чорний пішак · a5 чорний пішак · b5 білий пішак · g5 білий кінь · c4 білий пішак · h4 білий пішак · a3 білий пішак · c3 білий кінь · e3 білий пішак · b2 білий слон · c2 білий ферзь · e2 білий слон · f2 білий пішак · g2 білий пішак · a1 біла тура · e1 білий король · h1 біла тура | a8 чорна тура · c8 чорний слон · d8 чорний ферзь · f8 чорна тура · g8 чорний король · b7 чорний пішак · d7 чорний кінь · e7 чорний слон · f7 чорний пішак · g7 чорний пішак · d6 чорний пішак · e6 чорний пішак · f6 чорний кінь · h6 чорний пішак · a5 чорний пішак · b5 білий пішак · g5 білий кінь · c4 білий пішак · h4 білий пішак · a3 білий пішак · c3 білий кінь · e3 білий пішак · b2 білий слон · c2 білий ферзь · e2 білий слон · f2 білий пішак · g2 білий пішак · a1 біла тура · e1 білий король · h1 біла тура | a8 чорна тура · c8 чорний слон · d8 чорний ферзь · f8 чорна тура · g8 чорний король · b7 чорний пішак · d7 чорний кінь · e7 чорний слон · f7 чорний пішак · g7 чорний пішак · d6 чорний пішак · e6 чорний пішак · f6 чорний кінь · h6 чорний пішак · a5 чорний пішак · b5 білий пішак · g5 білий кінь · c4 білий пішак · h4 білий пішак · a3 білий пішак · c3 білий кінь · e3 білий пішак · b2 білий слон · c2 білий ферзь · e2 білий слон · f2 білий пішак · g2 білий пішак · a1 біла тура · e1 білий король · h1 біла тура | a8 чорна тура · c8 чорний слон · d8 чорний ферзь · f8 чорна тура · g8 чорний король · b7 чорний пішак · d7 чорний кінь · e7 чорний слон · f7 чорний пішак · g7 чорний пішак · d6 чорний пішак · e6 чорний пішак · f6 чорний кінь · h6 чорний пішак · a5 чорний пішак · b5 білий пішак · g5 білий кінь · c4 білий пішак · h4 білий пішак · a3 білий пішак · c3 білий кінь · e3 білий пішак · b2 білий слон · c2 білий ферзь · e2 білий слон · f2 білий пішак · g2 білий пішак · a1 біла тура · e1 білий король · h1 біла тура | 1 |
|   | a | b | c | d | e | f | g | h |   |

Цього разу Решевський вирішує чи приймати жертву. Білі тільки що зіграли h2–h4. Якщо чорні заберуть коня, вони повинні будуть віддати власного коня на f6 щоб уникнути мата на h7. Замість цього він просто не звертає уваги на наживку і продовжує розвиток.

### Позиційна жертва
|   | a | b | c | d | e | f | g | h |   |
| 8 | a8 чорна тура · d8 чорний ферзь · f8 чорна тура · g8 чорний король · a7 чорний пішак · b7 чорний слон · e7 чорний слон · f7 чорний пішак · g7 чорний пішак · h7 чорний пішак · b6 чорний пішак · e6 чорний пішак · f6 чорний кінь · d5 чорний пішак · e5 білий пішак · f4 білий пішак · a3 білий пішак · c3 білий кінь · d3 білий пішак · e3 білий слон · f3 білий кінь · b2 білий пішак · g2 білий пішак · h2 білий пішак · a1 біла тура · d1 білий ферзь · f1 біла тура · h1 білий король | a8 чорна тура · d8 чорний ферзь · f8 чорна тура · g8 чорний король · a7 чорний пішак · b7 чорний слон · e7 чорний слон · f7 чорний пішак · g7 чорний пішак · h7 чорний пішак · b6 чорний пішак · e6 чорний пішак · f6 чорний кінь · d5 чорний пішак · e5 білий пішак · f4 білий пішак · a3 білий пішак · c3 білий кінь · d3 білий пішак · e3 білий слон · f3 білий кінь · b2 білий пішак · g2 білий пішак · h2 білий пішак · a1 біла тура · d1 білий ферзь · f1 біла тура · h1 білий король | a8 чорна тура · d8 чорний ферзь · f8 чорна тура · g8 чорний король · a7 чорний пішак · b7 чорний слон · e7 чорний слон · f7 чорний пішак · g7 чорний пішак · h7 чорний пішак · b6 чорний пішак · e6 чорний пішак · f6 чорний кінь · d5 чорний пішак · e5 білий пішак · f4 білий пішак · a3 білий пішак · c3 білий кінь · d3 білий пішак · e3 білий слон · f3 білий кінь · b2 білий пішак · g2 білий пішак · h2 білий пішак · a1 біла тура · d1 білий ферзь · f1 біла тура · h1 білий король | a8 чорна тура · d8 чорний ферзь · f8 чорна тура · g8 чорний король · a7 чорний пішак · b7 чорний слон · e7 чорний слон · f7 чорний пішак · g7 чорний пішак · h7 чорний пішак · b6 чорний пішак · e6 чорний пішак · f6 чорний кінь · d5 чорний пішак · e5 білий пішак · f4 білий пішак · a3 білий пішак · c3 білий кінь · d3 білий пішак · e3 білий слон · f3 білий кінь · b2 білий пішак · g2 білий пішак · h2 білий пішак · a1 біла тура · d1 білий ферзь · f1 біла тура · h1 білий король | a8 чорна тура · d8 чорний ферзь · f8 чорна тура · g8 чорний король · a7 чорний пішак · b7 чорний слон · e7 чорний слон · f7 чорний пішак · g7 чорний пішак · h7 чорний пішак · b6 чорний пішак · e6 чорний пішак · f6 чорний кінь · d5 чорний пішак · e5 білий пішак · f4 білий пішак · a3 білий пішак · c3 білий кінь · d3 білий пішак · e3 білий слон · f3 білий кінь · b2 білий пішак · g2 білий пішак · h2 білий пішак · a1 біла тура · d1 білий ферзь · f1 біла тура · h1 білий король | a8 чорна тура · d8 чорний ферзь · f8 чорна тура · g8 чорний король · a7 чорний пішак · b7 чорний слон · e7 чорний слон · f7 чорний пішак · g7 чорний пішак · h7 чорний пішак · b6 чорний пішак · e6 чорний пішак · f6 чорний кінь · d5 чорний пішак · e5 білий пішак · f4 білий пішак · a3 білий пішак · c3 білий кінь · d3 білий пішак · e3 білий слон · f3 білий кінь · b2 білий пішак · g2 білий пішак · h2 білий пішак · a1 біла тура · d1 білий ферзь · f1 біла тура · h1 білий король | a8 чорна тура · d8 чорний ферзь · f8 чорна тура · g8 чорний король · a7 чорний пішак · b7 чорний слон · e7 чорний слон · f7 чорний пішак · g7 чорний пішак · h7 чорний пішак · b6 чорний пішак · e6 чорний пішак · f6 чорний кінь · d5 чорний пішак · e5 білий пішак · f4 білий пішак · a3 білий пішак · c3 білий кінь · d3 білий пішак · e3 білий слон · f3 білий кінь · b2 білий пішак · g2 білий пішак · h2 білий пішак · a1 біла тура · d1 білий ферзь · f1 біла тура · h1 білий король | a8 чорна тура · d8 чорний ферзь · f8 чорна тура · g8 чорний король · a7 чорний пішак · b7 чорний слон · e7 чорний слон · f7 чорний пішак · g7 чорний пішак · h7 чорний пішак · b6 чорний пішак · e6 чорний пішак · f6 чорний кінь · d5 чорний пішак · e5 білий пішак · f4 білий пішак · a3 білий пішак · c3 білий кінь · d3 білий пішак · e3 білий слон · f3 білий кінь · b2 білий пішак · g2 білий пішак · h2 білий пішак · a1 біла тура · d1 білий ферзь · f1 біла тура · h1 білий король | 8 |
| 7 | a8 чорна тура · d8 чорний ферзь · f8 чорна тура · g8 чорний король · a7 чорний пішак · b7 чорний слон · e7 чорний слон · f7 чорний пішак · g7 чорний пішак · h7 чорний пішак · b6 чорний пішак · e6 чорний пішак · f6 чорний кінь · d5 чорний пішак · e5 білий пішак · f4 білий пішак · a3 білий пішак · c3 білий кінь · d3 білий пішак · e3 білий слон · f3 білий кінь · b2 білий пішак · g2 білий пішак · h2 білий пішак · a1 біла тура · d1 білий ферзь · f1 біла тура · h1 білий король | a8 чорна тура · d8 чорний ферзь · f8 чорна тура · g8 чорний король · a7 чорний пішак · b7 чорний слон · e7 чорний слон · f7 чорний пішак · g7 чорний пішак · h7 чорний пішак · b6 чорний пішак · e6 чорний пішак · f6 чорний кінь · d5 чорний пішак · e5 білий пішак · f4 білий пішак · a3 білий пішак · c3 білий кінь · d3 білий пішак · e3 білий слон · f3 білий кінь · b2 білий пішак · g2 білий пішак · h2 білий пішак · a1 біла тура · d1 білий ферзь · f1 біла тура · h1 білий король | a8 чорна тура · d8 чорний ферзь · f8 чорна тура · g8 чорний король · a7 чорний пішак · b7 чорний слон · e7 чорний слон · f7 чорний пішак · g7 чорний пішак · h7 чорний пішак · b6 чорний пішак · e6 чорний пішак · f6 чорний кінь · d5 чорний пішак · e5 білий пішак · f4 білий пішак · a3 білий пішак · c3 білий кінь · d3 білий пішак · e3 білий слон · f3 білий кінь · b2 білий пішак · g2 білий пішак · h2 білий пішак · a1 біла тура · d1 білий ферзь · f1 біла тура · h1 білий король | a8 чорна тура · d8 чорний ферзь · f8 чорна тура · g8 чорний король · a7 чорний пішак · b7 чорний слон · e7 чорний слон · f7 чорний пішак · g7 чорний пішак · h7 чорний пішак · b6 чорний пішак · e6 чорний пішак · f6 чорний кінь · d5 чорний пішак · e5 білий пішак · f4 білий пішак · a3 білий пішак · c3 білий кінь · d3 білий пішак · e3 білий слон · f3 білий кінь · b2 білий пішак · g2 білий пішак · h2 білий пішак · a1 біла тура · d1 білий ферзь · f1 біла тура · h1 білий король | a8 чорна тура · d8 чорний ферзь · f8 чорна тура · g8 чорний король · a7 чорний пішак · b7 чорний слон · e7 чорний слон · f7 чорний пішак · g7 чорний пішак · h7 чорний пішак · b6 чорний пішак · e6 чорний пішак · f6 чорний кінь · d5 чорний пішак · e5 білий пішак · f4 білий пішак · a3 білий пішак · c3 білий кінь · d3 білий пішак · e3 білий слон · f3 білий кінь · b2 білий пішак · g2 білий пішак · h2 білий пішак · a1 біла тура · d1 білий ферзь · f1 біла тура · h1 білий король | a8 чорна тура · d8 чорний ферзь · f8 чорна тура · g8 чорний король · a7 чорний пішак · b7 чорний слон · e7 чорний слон · f7 чорний пішак · g7 чорний пішак · h7 чорний пішак · b6 чорний пішак · e6 чорний пішак · f6 чорний кінь · d5 чорний пішак · e5 білий пішак · f4 білий пішак · a3 білий пішак · c3 білий кінь · d3 білий пішак · e3 білий слон · f3 білий кінь · b2 білий пішак · g2 білий пішак · h2 білий пішак · a1 біла тура · d1 білий ферзь · f1 біла тура · h1 білий король | a8 чорна тура · d8 чорний ферзь · f8 чорна тура · g8 чорний король · a7 чорний пішак · b7 чорний слон · e7 чорний слон · f7 чорний пішак · g7 чорний пішак · h7 чорний пішак · b6 чорний пішак · e6 чорний пішак · f6 чорний кінь · d5 чорний пішак · e5 білий пішак · f4 білий пішак · a3 білий пішак · c3 білий кінь · d3 білий пішак · e3 білий слон · f3 білий кінь · b2 білий пішак · g2 білий пішак · h2 білий пішак · a1 біла тура · d1 білий ферзь · f1 біла тура · h1 білий король | a8 чорна тура · d8 чорний ферзь · f8 чорна тура · g8 чорний король · a7 чорний пішак · b7 чорний слон · e7 чорний слон · f7 чорний пішак · g7 чорний пішак · h7 чорний пішак · b6 чорний пішак · e6 чорний пішак · f6 чорний кінь · d5 чорний пішак · e5 білий пішак · f4 білий пішак · a3 білий пішак · c3 білий кінь · d3 білий пішак · e3 білий слон · f3 білий кінь · b2 білий пішак · g2 білий пішак · h2 білий пішак · a1 біла тура · d1 білий ферзь · f1 біла тура · h1 білий король | 7 |
| 6 | a8 чорна тура · d8 чорний ферзь · f8 чорна тура · g8 чорний король · a7 чорний пішак · b7 чорний слон · e7 чорний слон · f7 чорний пішак · g7 чорний пішак · h7 чорний пішак · b6 чорний пішак · e6 чорний пішак · f6 чорний кінь · d5 чорний пішак · e5 білий пішак · f4 білий пішак · a3 білий пішак · c3 білий кінь · d3 білий пішак · e3 білий слон · f3 білий кінь · b2 білий пішак · g2 білий пішак · h2 білий пішак · a1 біла тура · d1 білий ферзь · f1 біла тура · h1 білий король | a8 чорна тура · d8 чорний ферзь · f8 чорна тура · g8 чорний король · a7 чорний пішак · b7 чорний слон · e7 чорний слон · f7 чорний пішак · g7 чорний пішак · h7 чорний пішак · b6 чорний пішак · e6 чорний пішак · f6 чорний кінь · d5 чорний пішак · e5 білий пішак · f4 білий пішак · a3 білий пішак · c3 білий кінь · d3 білий пішак · e3 білий слон · f3 білий кінь · b2 білий пішак · g2 білий пішак · h2 білий пішак · a1 біла тура · d1 білий ферзь · f1 біла тура · h1 білий король | a8 чорна тура · d8 чорний ферзь · f8 чорна тура · g8 чорний король · a7 чорний пішак · b7 чорний слон · e7 чорний слон · f7 чорний пішак · g7 чорний пішак · h7 чорний пішак · b6 чорний пішак · e6 чорний пішак · f6 чорний кінь · d5 чорний пішак · e5 білий пішак · f4 білий пішак · a3 білий пішак · c3 білий кінь · d3 білий пішак · e3 білий слон · f3 білий кінь · b2 білий пішак · g2 білий пішак · h2 білий пішак · a1 біла тура · d1 білий ферзь · f1 біла тура · h1 білий король | a8 чорна тура · d8 чорний ферзь · f8 чорна тура · g8 чорний король · a7 чорний пішак · b7 чорний слон · e7 чорний слон · f7 чорний пішак · g7 чорний пішак · h7 чорний пішак · b6 чорний пішак · e6 чорний пішак · f6 чорний кінь · d5 чорний пішак · e5 білий пішак · f4 білий пішак · a3 білий пішак · c3 білий кінь · d3 білий пішак · e3 білий слон · f3 білий кінь · b2 білий пішак · g2 білий пішак · h2 білий пішак · a1 біла тура · d1 білий ферзь · f1 біла тура · h1 білий король | a8 чорна тура · d8 чорний ферзь · f8 чорна тура · g8 чорний король · a7 чорний пішак · b7 чорний слон · e7 чорний слон · f7 чорний пішак · g7 чорний пішак · h7 чорний пішак · b6 чорний пішак · e6 чорний пішак · f6 чорний кінь · d5 чорний пішак · e5 білий пішак · f4 білий пішак · a3 білий пішак · c3 білий кінь · d3 білий пішак · e3 білий слон · f3 білий кінь · b2 білий пішак · g2 білий пішак · h2 білий пішак · a1 біла тура · d1 білий ферзь · f1 біла тура · h1 білий король | a8 чорна тура · d8 чорний ферзь · f8 чорна тура · g8 чорний король · a7 чорний пішак · b7 чорний слон · e7 чорний слон · f7 чорний пішак · g7 чорний пішак · h7 чорний пішак · b6 чорний пішак · e6 чорний пішак · f6 чорний кінь · d5 чорний пішак · e5 білий пішак · f4 білий пішак · a3 білий пішак · c3 білий кінь · d3 білий пішак · e3 білий слон · f3 білий кінь · b2 білий пішак · g2 білий пішак · h2 білий пішак · a1 біла тура · d1 білий ферзь · f1 біла тура · h1 білий король | a8 чорна тура · d8 чорний ферзь · f8 чорна тура · g8 чорний король · a7 чорний пішак · b7 чорний слон · e7 чорний слон · f7 чорний пішак · g7 чорний пішак · h7 чорний пішак · b6 чорний пішак · e6 чорний пішак · f6 чорний кінь · d5 чорний пішак · e5 білий пішак · f4 білий пішак · a3 білий пішак · c3 білий кінь · d3 білий пішак · e3 білий слон · f3 білий кінь · b2 білий пішак · g2 білий пішак · h2 білий пішак · a1 біла тура · d1 білий ферзь · f1 біла тура · h1 білий король | a8 чорна тура · d8 чорний ферзь · f8 чорна тура · g8 чорний король · a7 чорний пішак · b7 чорний слон · e7 чорний слон · f7 чорний пішак · g7 чорний пішак · h7 чорний пішак · b6 чорний пішак · e6 чорний пішак · f6 чорний кінь · d5 чорний пішак · e5 білий пішак · f4 білий пішак · a3 білий пішак · c3 білий кінь · d3 білий пішак · e3 білий слон · f3 білий кінь · b2 білий пішак · g2 білий пішак · h2 білий пішак · a1 біла тура · d1 білий ферзь · f1 біла тура · h1 білий король | 6 |
| 5 | a8 чорна тура · d8 чорний ферзь · f8 чорна тура · g8 чорний король · a7 чорний пішак · b7 чорний слон · e7 чорний слон · f7 чорний пішак · g7 чорний пішак · h7 чорний пішак · b6 чорний пішак · e6 чорний пішак · f6 чорний кінь · d5 чорний пішак · e5 білий пішак · f4 білий пішак · a3 білий пішак · c3 білий кінь · d3 білий пішак · e3 білий слон · f3 білий кінь · b2 білий пішак · g2 білий пішак · h2 білий пішак · a1 біла тура · d1 білий ферзь · f1 біла тура · h1 білий король | a8 чорна тура · d8 чорний ферзь · f8 чорна тура · g8 чорний король · a7 чорний пішак · b7 чорний слон · e7 чорний слон · f7 чорний пішак · g7 чорний пішак · h7 чорний пішак · b6 чорний пішак · e6 чорний пішак · f6 чорний кінь · d5 чорний пішак · e5 білий пішак · f4 білий пішак · a3 білий пішак · c3 білий кінь · d3 білий пішак · e3 білий слон · f3 білий кінь · b2 білий пішак · g2 білий пішак · h2 білий пішак · a1 біла тура · d1 білий ферзь · f1 біла тура · h1 білий король | a8 чорна тура · d8 чорний ферзь · f8 чорна тура · g8 чорний король · a7 чорний пішак · b7 чорний слон · e7 чорний слон · f7 чорний пішак · g7 чорний пішак · h7 чорний пішак · b6 чорний пішак · e6 чорний пішак · f6 чорний кінь · d5 чорний пішак · e5 білий пішак · f4 білий пішак · a3 білий пішак · c3 білий кінь · d3 білий пішак · e3 білий слон · f3 білий кінь · b2 білий пішак · g2 білий пішак · h2 білий пішак · a1 біла тура · d1 білий ферзь · f1 біла тура · h1 білий король | a8 чорна тура · d8 чорний ферзь · f8 чорна тура · g8 чорний король · a7 чорний пішак · b7 чорний слон · e7 чорний слон · f7 чорний пішак · g7 чорний пішак · h7 чорний пішак · b6 чорний пішак · e6 чорний пішак · f6 чорний кінь · d5 чорний пішак · e5 білий пішак · f4 білий пішак · a3 білий пішак · c3 білий кінь · d3 білий пішак · e3 білий слон · f3 білий кінь · b2 білий пішак · g2 білий пішак · h2 білий пішак · a1 біла тура · d1 білий ферзь · f1 біла тура · h1 білий король | a8 чорна тура · d8 чорний ферзь · f8 чорна тура · g8 чорний король · a7 чорний пішак · b7 чорний слон · e7 чорний слон · f7 чорний пішак · g7 чорний пішак · h7 чорний пішак · b6 чорний пішак · e6 чорний пішак · f6 чорний кінь · d5 чорний пішак · e5 білий пішак · f4 білий пішак · a3 білий пішак · c3 білий кінь · d3 білий пішак · e3 білий слон · f3 білий кінь · b2 білий пішак · g2 білий пішак · h2 білий пішак · a1 біла тура · d1 білий ферзь · f1 біла тура · h1 білий король | a8 чорна тура · d8 чорний ферзь · f8 чорна тура · g8 чорний король · a7 чорний пішак · b7 чорний слон · e7 чорний слон · f7 чорний пішак · g7 чорний пішак · h7 чорний пішак · b6 чорний пішак · e6 чорний пішак · f6 чорний кінь · d5 чорний пішак · e5 білий пішак · f4 білий пішак · a3 білий пішак · c3 білий кінь · d3 білий пішак · e3 білий слон · f3 білий кінь · b2 білий пішак · g2 білий пішак · h2 білий пішак · a1 біла тура · d1 білий ферзь · f1 біла тура · h1 білий король | a8 чорна тура · d8 чорний ферзь · f8 чорна тура · g8 чорний король · a7 чорний пішак · b7 чорний слон · e7 чорний слон · f7 чорний пішак · g7 чорний пішак · h7 чорний пішак · b6 чорний пішак · e6 чорний пішак · f6 чорний кінь · d5 чорний пішак · e5 білий пішак · f4 білий пішак · a3 білий пішак · c3 білий кінь · d3 білий пішак · e3 білий слон · f3 білий кінь · b2 білий пішак · g2 білий пішак · h2 білий пішак · a1 біла тура · d1 білий ферзь · f1 біла тура · h1 білий король | a8 чорна тура · d8 чорний ферзь · f8 чорна тура · g8 чорний король · a7 чорний пішак · b7 чорний слон · e7 чорний слон · f7 чорний пішак · g7 чорний пішак · h7 чорний пішак · b6 чорний пішак · e6 чорний пішак · f6 чорний кінь · d5 чорний пішак · e5 білий пішак · f4 білий пішак · a3 білий пішак · c3 білий кінь · d3 білий пішак · e3 білий слон · f3 білий кінь · b2 білий пішак · g2 білий пішак · h2 білий пішак · a1 біла тура · d1 білий ферзь · f1 біла тура · h1 білий король | 5 |
| 4 | a8 чорна тура · d8 чорний ферзь · f8 чорна тура · g8 чорний король · a7 чорний пішак · b7 чорний слон · e7 чорний слон · f7 чорний пішак · g7 чорний пішак · h7 чорний пішак · b6 чорний пішак · e6 чорний пішак · f6 чорний кінь · d5 чорний пішак · e5 білий пішак · f4 білий пішак · a3 білий пішак · c3 білий кінь · d3 білий пішак · e3 білий слон · f3 білий кінь · b2 білий пішак · g2 білий пішак · h2 білий пішак · a1 біла тура · d1 білий ферзь · f1 біла тура · h1 білий король | a8 чорна тура · d8 чорний ферзь · f8 чорна тура · g8 чорний король · a7 чорний пішак · b7 чорний слон · e7 чорний слон · f7 чорний пішак · g7 чорний пішак · h7 чорний пішак · b6 чорний пішак · e6 чорний пішак · f6 чорний кінь · d5 чорний пішак · e5 білий пішак · f4 білий пішак · a3 білий пішак · c3 білий кінь · d3 білий пішак · e3 білий слон · f3 білий кінь · b2 білий пішак · g2 білий пішак · h2 білий пішак · a1 біла тура · d1 білий ферзь · f1 біла тура · h1 білий король | a8 чорна тура · d8 чорний ферзь · f8 чорна тура · g8 чорний король · a7 чорний пішак · b7 чорний слон · e7 чорний слон · f7 чорний пішак · g7 чорний пішак · h7 чорний пішак · b6 чорний пішак · e6 чорний пішак · f6 чорний кінь · d5 чорний пішак · e5 білий пішак · f4 білий пішак · a3 білий пішак · c3 білий кінь · d3 білий пішак · e3 білий слон · f3 білий кінь · b2 білий пішак · g2 білий пішак · h2 білий пішак · a1 біла тура · d1 білий ферзь · f1 біла тура · h1 білий король | a8 чорна тура · d8 чорний ферзь · f8 чорна тура · g8 чорний король · a7 чорний пішак · b7 чорний слон · e7 чорний слон · f7 чорний пішак · g7 чорний пішак · h7 чорний пішак · b6 чорний пішак · e6 чорний пішак · f6 чорний кінь · d5 чорний пішак · e5 білий пішак · f4 білий пішак · a3 білий пішак · c3 білий кінь · d3 білий пішак · e3 білий слон · f3 білий кінь · b2 білий пішак · g2 білий пішак · h2 білий пішак · a1 біла тура · d1 білий ферзь · f1 біла тура · h1 білий король | a8 чорна тура · d8 чорний ферзь · f8 чорна тура · g8 чорний король · a7 чорний пішак · b7 чорний слон · e7 чорний слон · f7 чорний пішак · g7 чорний пішак · h7 чорний пішак · b6 чорний пішак · e6 чорний пішак · f6 чорний кінь · d5 чорний пішак · e5 білий пішак · f4 білий пішак · a3 білий пішак · c3 білий кінь · d3 білий пішак · e3 білий слон · f3 білий кінь · b2 білий пішак · g2 білий пішак · h2 білий пішак · a1 біла тура · d1 білий ферзь · f1 біла тура · h1 білий король | a8 чорна тура · d8 чорний ферзь · f8 чорна тура · g8 чорний король · a7 чорний пішак · b7 чорний слон · e7 чорний слон · f7 чорний пішак · g7 чорний пішак · h7 чорний пішак · b6 чорний пішак · e6 чорний пішак · f6 чорний кінь · d5 чорний пішак · e5 білий пішак · f4 білий пішак · a3 білий пішак · c3 білий кінь · d3 білий пішак · e3 білий слон · f3 білий кінь · b2 білий пішак · g2 білий пішак · h2 білий пішак · a1 біла тура · d1 білий ферзь · f1 біла тура · h1 білий король | a8 чорна тура · d8 чорний ферзь · f8 чорна тура · g8 чорний король · a7 чорний пішак · b7 чорний слон · e7 чорний слон · f7 чорний пішак · g7 чорний пішак · h7 чорний пішак · b6 чорний пішак · e6 чорний пішак · f6 чорний кінь · d5 чорний пішак · e5 білий пішак · f4 білий пішак · a3 білий пішак · c3 білий кінь · d3 білий пішак · e3 білий слон · f3 білий кінь · b2 білий пішак · g2 білий пішак · h2 білий пішак · a1 біла тура · d1 білий ферзь · f1 біла тура · h1 білий король | a8 чорна тура · d8 чорний ферзь · f8 чорна тура · g8 чорний король · a7 чорний пішак · b7 чорний слон · e7 чорний слон · f7 чорний пішак · g7 чорний пішак · h7 чорний пішак · b6 чорний пішак · e6 чорний пішак · f6 чорний кінь · d5 чорний пішак · e5 білий пішак · f4 білий пішак · a3 білий пішак · c3 білий кінь · d3 білий пішак · e3 білий слон · f3 білий кінь · b2 білий пішак · g2 білий пішак · h2 білий пішак · a1 біла тура · d1 білий ферзь · f1 біла тура · h1 білий король | 4 |
| 3 | a8 чорна тура · d8 чорний ферзь · f8 чорна тура · g8 чорний король · a7 чорний пішак · b7 чорний слон · e7 чорний слон · f7 чорний пішак · g7 чорний пішак · h7 чорний пішак · b6 чорний пішак · e6 чорний пішак · f6 чорний кінь · d5 чорний пішак · e5 білий пішак · f4 білий пішак · a3 білий пішак · c3 білий кінь · d3 білий пішак · e3 білий слон · f3 білий кінь · b2 білий пішак · g2 білий пішак · h2 білий пішак · a1 біла тура · d1 білий ферзь · f1 біла тура · h1 білий король | a8 чорна тура · d8 чорний ферзь · f8 чорна тура · g8 чорний король · a7 чорний пішак · b7 чорний слон · e7 чорний слон · f7 чорний пішак · g7 чорний пішак · h7 чорний пішак · b6 чорний пішак · e6 чорний пішак · f6 чорний кінь · d5 чорний пішак · e5 білий пішак · f4 білий пішак · a3 білий пішак · c3 білий кінь · d3 білий пішак · e3 білий слон · f3 білий кінь · b2 білий пішак · g2 білий пішак · h2 білий пішак · a1 біла тура · d1 білий ферзь · f1 біла тура · h1 білий король | a8 чорна тура · d8 чорний ферзь · f8 чорна тура · g8 чорний король · a7 чорний пішак · b7 чорний слон · e7 чорний слон · f7 чорний пішак · g7 чорний пішак · h7 чорний пішак · b6 чорний пішак · e6 чорний пішак · f6 чорний кінь · d5 чорний пішак · e5 білий пішак · f4 білий пішак · a3 білий пішак · c3 білий кінь · d3 білий пішак · e3 білий слон · f3 білий кінь · b2 білий пішак · g2 білий пішак · h2 білий пішак · a1 біла тура · d1 білий ферзь · f1 біла тура · h1 білий король | a8 чорна тура · d8 чорний ферзь · f8 чорна тура · g8 чорний король · a7 чорний пішак · b7 чорний слон · e7 чорний слон · f7 чорний пішак · g7 чорний пішак · h7 чорний пішак · b6 чорний пішак · e6 чорний пішак · f6 чорний кінь · d5 чорний пішак · e5 білий пішак · f4 білий пішак · a3 білий пішак · c3 білий кінь · d3 білий пішак · e3 білий слон · f3 білий кінь · b2 білий пішак · g2 білий пішак · h2 білий пішак · a1 біла тура · d1 білий ферзь · f1 біла тура · h1 білий король | a8 чорна тура · d8 чорний ферзь · f8 чорна тура · g8 чорний король · a7 чорний пішак · b7 чорний слон · e7 чорний слон · f7 чорний пішак · g7 чорний пішак · h7 чорний пішак · b6 чорний пішак · e6 чорний пішак · f6 чорний кінь · d5 чорний пішак · e5 білий пішак · f4 білий пішак · a3 білий пішак · c3 білий кінь · d3 білий пішак · e3 білий слон · f3 білий кінь · b2 білий пішак · g2 білий пішак · h2 білий пішак · a1 біла тура · d1 білий ферзь · f1 біла тура · h1 білий король | a8 чорна тура · d8 чорний ферзь · f8 чорна тура · g8 чорний король · a7 чорний пішак · b7 чорний слон · e7 чорний слон · f7 чорний пішак · g7 чорний пішак · h7 чорний пішак · b6 чорний пішак · e6 чорний пішак · f6 чорний кінь · d5 чорний пішак · e5 білий пішак · f4 білий пішак · a3 білий пішак · c3 білий кінь · d3 білий пішак · e3 білий слон · f3 білий кінь · b2 білий пішак · g2 білий пішак · h2 білий пішак · a1 біла тура · d1 білий ферзь · f1 біла тура · h1 білий король | a8 чорна тура · d8 чорний ферзь · f8 чорна тура · g8 чорний король · a7 чорний пішак · b7 чорний слон · e7 чорний слон · f7 чорний пішак · g7 чорний пішак · h7 чорний пішак · b6 чорний пішак · e6 чорний пішак · f6 чорний кінь · d5 чорний пішак · e5 білий пішак · f4 білий пішак · a3 білий пішак · c3 білий кінь · d3 білий пішак · e3 білий слон · f3 білий кінь · b2 білий пішак · g2 білий пішак · h2 білий пішак · a1 біла тура · d1 білий ферзь · f1 біла тура · h1 білий король | a8 чорна тура · d8 чорний ферзь · f8 чорна тура · g8 чорний король · a7 чорний пішак · b7 чорний слон · e7 чорний слон · f7 чорний пішак · g7 чорний пішак · h7 чорний пішак · b6 чорний пішак · e6 чорний пішак · f6 чорний кінь · d5 чорний пішак · e5 білий пішак · f4 білий пішак · a3 білий пішак · c3 білий кінь · d3 білий пішак · e3 білий слон · f3 білий кінь · b2 білий пішак · g2 білий пішак · h2 білий пішак · a1 біла тура · d1 білий ферзь · f1 біла тура · h1 білий король | 3 |
| 2 | a8 чорна тура · d8 чорний ферзь · f8 чорна тура · g8 чорний король · a7 чорний пішак · b7 чорний слон · e7 чорний слон · f7 чорний пішак · g7 чорний пішак · h7 чорний пішак · b6 чорний пішак · e6 чорний пішак · f6 чорний кінь · d5 чорний пішак · e5 білий пішак · f4 білий пішак · a3 білий пішак · c3 білий кінь · d3 білий пішак · e3 білий слон · f3 білий кінь · b2 білий пішак · g2 білий пішак · h2 білий пішак · a1 біла тура · d1 білий ферзь · f1 біла тура · h1 білий король | a8 чорна тура · d8 чорний ферзь · f8 чорна тура · g8 чорний король · a7 чорний пішак · b7 чорний слон · e7 чорний слон · f7 чорний пішак · g7 чорний пішак · h7 чорний пішак · b6 чорний пішак · e6 чорний пішак · f6 чорний кінь · d5 чорний пішак · e5 білий пішак · f4 білий пішак · a3 білий пішак · c3 білий кінь · d3 білий пішак · e3 білий слон · f3 білий кінь · b2 білий пішак · g2 білий пішак · h2 білий пішак · a1 біла тура · d1 білий ферзь · f1 біла тура · h1 білий король | a8 чорна тура · d8 чорний ферзь · f8 чорна тура · g8 чорний король · a7 чорний пішак · b7 чорний слон · e7 чорний слон · f7 чорний пішак · g7 чорний пішак · h7 чорний пішак · b6 чорний пішак · e6 чорний пішак · f6 чорний кінь · d5 чорний пішак · e5 білий пішак · f4 білий пішак · a3 білий пішак · c3 білий кінь · d3 білий пішак · e3 білий слон · f3 білий кінь · b2 білий пішак · g2 білий пішак · h2 білий пішак · a1 біла тура · d1 білий ферзь · f1 біла тура · h1 білий король | a8 чорна тура · d8 чорний ферзь · f8 чорна тура · g8 чорний король · a7 чорний пішак · b7 чорний слон · e7 чорний слон · f7 чорний пішак · g7 чорний пішак · h7 чорний пішак · b6 чорний пішак · e6 чорний пішак · f6 чорний кінь · d5 чорний пішак · e5 білий пішак · f4 білий пішак · a3 білий пішак · c3 білий кінь · d3 білий пішак · e3 білий слон · f3 білий кінь · b2 білий пішак · g2 білий пішак · h2 білий пішак · a1 біла тура · d1 білий ферзь · f1 біла тура · h1 білий король | a8 чорна тура · d8 чорний ферзь · f8 чорна тура · g8 чорний король · a7 чорний пішак · b7 чорний слон · e7 чорний слон · f7 чорний пішак · g7 чорний пішак · h7 чорний пішак · b6 чорний пішак · e6 чорний пішак · f6 чорний кінь · d5 чорний пішак · e5 білий пішак · f4 білий пішак · a3 білий пішак · c3 білий кінь · d3 білий пішак · e3 білий слон · f3 білий кінь · b2 білий пішак · g2 білий пішак · h2 білий пішак · a1 біла тура · d1 білий ферзь · f1 біла тура · h1 білий король | a8 чорна тура · d8 чорний ферзь · f8 чорна тура · g8 чорний король · a7 чорний пішак · b7 чорний слон · e7 чорний слон · f7 чорний пішак · g7 чорний пішак · h7 чорний пішак · b6 чорний пішак · e6 чорний пішак · f6 чорний кінь · d5 чорний пішак · e5 білий пішак · f4 білий пішак · a3 білий пішак · c3 білий кінь · d3 білий пішак · e3 білий слон · f3 білий кінь · b2 білий пішак · g2 білий пішак · h2 білий пішак · a1 біла тура · d1 білий ферзь · f1 біла тура · h1 білий король | a8 чорна тура · d8 чорний ферзь · f8 чорна тура · g8 чорний король · a7 чорний пішак · b7 чорний слон · e7 чорний слон · f7 чорний пішак · g7 чорний пішак · h7 чорний пішак · b6 чорний пішак · e6 чорний пішак · f6 чорний кінь · d5 чорний пішак · e5 білий пішак · f4 білий пішак · a3 білий пішак · c3 білий кінь · d3 білий пішак · e3 білий слон · f3 білий кінь · b2 білий пішак · g2 білий пішак · h2 білий пішак · a1 біла тура · d1 білий ферзь · f1 біла тура · h1 білий король | a8 чорна тура · d8 чорний ферзь · f8 чорна тура · g8 чорний король · a7 чорний пішак · b7 чорний слон · e7 чорний слон · f7 чорний пішак · g7 чорний пішак · h7 чорний пішак · b6 чорний пішак · e6 чорний пішак · f6 чорний кінь · d5 чорний пішак · e5 білий пішак · f4 білий пішак · a3 білий пішак · c3 білий кінь · d3 білий пішак · e3 білий слон · f3 білий кінь · b2 білий пішак · g2 білий пішак · h2 білий пішак · a1 біла тура · d1 білий ферзь · f1 біла тура · h1 білий король | 2 |
| 1 | a8 чорна тура · d8 чорний ферзь · f8 чорна тура · g8 чорний король · a7 чорний пішак · b7 чорний слон · e7 чорний слон · f7 чорний пішак · g7 чорний пішак · h7 чорний пішак · b6 чорний пішак · e6 чорний пішак · f6 чорний кінь · d5 чорний пішак · e5 білий пішак · f4 білий пішак · a3 білий пішак · c3 білий кінь · d3 білий пішак · e3 білий слон · f3 білий кінь · b2 білий пішак · g2 білий пішак · h2 білий пішак · a1 біла тура · d1 білий ферзь · f1 біла тура · h1 білий король | a8 чорна тура · d8 чорний ферзь · f8 чорна тура · g8 чорний король · a7 чорний пішак · b7 чорний слон · e7 чорний слон · f7 чорний пішак · g7 чорний пішак · h7 чорний пішак · b6 чорний пішак · e6 чорний пішак · f6 чорний кінь · d5 чорний пішак · e5 білий пішак · f4 білий пішак · a3 білий пішак · c3 білий кінь · d3 білий пішак · e3 білий слон · f3 білий кінь · b2 білий пішак · g2 білий пішак · h2 білий пішак · a1 біла тура · d1 білий ферзь · f1 біла тура · h1 білий король | a8 чорна тура · d8 чорний ферзь · f8 чорна тура · g8 чорний король · a7 чорний пішак · b7 чорний слон · e7 чорний слон · f7 чорний пішак · g7 чорний пішак · h7 чорний пішак · b6 чорний пішак · e6 чорний пішак · f6 чорний кінь · d5 чорний пішак · e5 білий пішак · f4 білий пішак · a3 білий пішак · c3 білий кінь · d3 білий пішак · e3 білий слон · f3 білий кінь · b2 білий пішак · g2 білий пішак · h2 білий пішак · a1 біла тура · d1 білий ферзь · f1 біла тура · h1 білий король | a8 чорна тура · d8 чорний ферзь · f8 чорна тура · g8 чорний король · a7 чорний пішак · b7 чорний слон · e7 чорний слон · f7 чорний пішак · g7 чорний пішак · h7 чорний пішак · b6 чорний пішак · e6 чорний пішак · f6 чорний кінь · d5 чорний пішак · e5 білий пішак · f4 білий пішак · a3 білий пішак · c3 білий кінь · d3 білий пішак · e3 білий слон · f3 білий кінь · b2 білий пішак · g2 білий пішак · h2 білий пішак · a1 біла тура · d1 білий ферзь · f1 біла тура · h1 білий король | a8 чорна тура · d8 чорний ферзь · f8 чорна тура · g8 чорний король · a7 чорний пішак · b7 чорний слон · e7 чорний слон · f7 чорний пішак · g7 чорний пішак · h7 чорний пішак · b6 чорний пішак · e6 чорний пішак · f6 чорний кінь · d5 чорний пішак · e5 білий пішак · f4 білий пішак · a3 білий пішак · c3 білий кінь · d3 білий пішак · e3 білий слон · f3 білий кінь · b2 білий пішак · g2 білий пішак · h2 білий пішак · a1 біла тура · d1 білий ферзь · f1 біла тура · h1 білий король | a8 чорна тура · d8 чорний ферзь · f8 чорна тура · g8 чорний король · a7 чорний пішак · b7 чорний слон · e7 чорний слон · f7 чорний пішак · g7 чорний пішак · h7 чорний пішак · b6 чорний пішак · e6 чорний пішак · f6 чорний кінь · d5 чорний пішак · e5 білий пішак · f4 білий пішак · a3 білий пішак · c3 білий кінь · d3 білий пішак · e3 білий слон · f3 білий кінь · b2 білий пішак · g2 білий пішак · h2 білий пішак · a1 біла тура · d1 білий ферзь · f1 біла тура · h1 білий король | a8 чорна тура · d8 чорний ферзь · f8 чорна тура · g8 чорний король · a7 чорний пішак · b7 чорний слон · e7 чорний слон · f7 чорний пішак · g7 чорний пішак · h7 чорний пішак · b6 чорний пішак · e6 чорний пішак · f6 чорний кінь · d5 чорний пішак · e5 білий пішак · f4 білий пішак · a3 білий пішак · c3 білий кінь · d3 білий пішак · e3 білий слон · f3 білий кінь · b2 білий пішак · g2 білий пішак · h2 білий пішак · a1 біла тура · d1 білий ферзь · f1 біла тура · h1 білий король | a8 чорна тура · d8 чорний ферзь · f8 чорна тура · g8 чорний король · a7 чорний пішак · b7 чорний слон · e7 чорний слон · f7 чорний пішак · g7 чорний пішак · h7 чорний пішак · b6 чорний пішак · e6 чорний пішак · f6 чорний кінь · d5 чорний пішак · e5 білий пішак · f4 білий пішак · a3 білий пішак · c3 білий кінь · d3 білий пішак · e3 білий слон · f3 білий кінь · b2 білий пішак · g2 білий пішак · h2 білий пішак · a1 біла тура · d1 білий ферзь · f1 біла тура · h1 білий король | 1 |
|   | a | b | c | d | e | f | g | h |   |

В цій грі чорні зіграли 14... d4! 15. Nxd4 Nd5. В обмін на пожертвуваного пішака, чорні заволоділи напіввідкритою лінією, діагоналлю, an форпостом на d5 і залишили білих з відсталим пішаком на d3. Гра зрештою закінчилась внічию.

### Жертва щоб поставити мат
|   | a | b | c | d | e | f | g | h |   |
| 8 | a8 чорна тура · c8 чорний слон · d8 чорний ферзь · e8 чорний король · f8 чорний слон · g8 чорний кінь · h8 чорна тура · d7 чорний кінь · e7 чорний пішак · g7 чорний пішак · h7 чорний пішак · c6 чорний пішак · f6 чорний пішак · b5 чорний пішак · d5 чорний пішак · f5 білий слон · a4 чорний пішак · d4 білий пішак · f4 білий слон · h4 білий пішак · c3 білий кінь · d3 білий ферзь · e3 білий пішак · f3 білий кінь · a2 білий пішак · b2 білий пішак · c2 білий пішак · f2 білий пішак · g2 білий пішак · c1 білий король · d1 біла тура · h1 біла тура | a8 чорна тура · c8 чорний слон · d8 чорний ферзь · e8 чорний король · f8 чорний слон · g8 чорний кінь · h8 чорна тура · d7 чорний кінь · e7 чорний пішак · g7 чорний пішак · h7 чорний пішак · c6 чорний пішак · f6 чорний пішак · b5 чорний пішак · d5 чорний пішак · f5 білий слон · a4 чорний пішак · d4 білий пішак · f4 білий слон · h4 білий пішак · c3 білий кінь · d3 білий ферзь · e3 білий пішак · f3 білий кінь · a2 білий пішак · b2 білий пішак · c2 білий пішак · f2 білий пішак · g2 білий пішак · c1 білий король · d1 біла тура · h1 біла тура | a8 чорна тура · c8 чорний слон · d8 чорний ферзь · e8 чорний король · f8 чорний слон · g8 чорний кінь · h8 чорна тура · d7 чорний кінь · e7 чорний пішак · g7 чорний пішак · h7 чорний пішак · c6 чорний пішак · f6 чорний пішак · b5 чорний пішак · d5 чорний пішак · f5 білий слон · a4 чорний пішак · d4 білий пішак · f4 білий слон · h4 білий пішак · c3 білий кінь · d3 білий ферзь · e3 білий пішак · f3 білий кінь · a2 білий пішак · b2 білий пішак · c2 білий пішак · f2 білий пішак · g2 білий пішак · c1 білий король · d1 біла тура · h1 біла тура | a8 чорна тура · c8 чорний слон · d8 чорний ферзь · e8 чорний король · f8 чорний слон · g8 чорний кінь · h8 чорна тура · d7 чорний кінь · e7 чорний пішак · g7 чорний пішак · h7 чорний пішак · c6 чорний пішак · f6 чорний пішак · b5 чорний пішак · d5 чорний пішак · f5 білий слон · a4 чорний пішак · d4 білий пішак · f4 білий слон · h4 білий пішак · c3 білий кінь · d3 білий ферзь · e3 білий пішак · f3 білий кінь · a2 білий пішак · b2 білий пішак · c2 білий пішак · f2 білий пішак · g2 білий пішак · c1 білий король · d1 біла тура · h1 біла тура | a8 чорна тура · c8 чорний слон · d8 чорний ферзь · e8 чорний король · f8 чорний слон · g8 чорний кінь · h8 чорна тура · d7 чорний кінь · e7 чорний пішак · g7 чорний пішак · h7 чорний пішак · c6 чорний пішак · f6 чорний пішак · b5 чорний пішак · d5 чорний пішак · f5 білий слон · a4 чорний пішак · d4 білий пішак · f4 білий слон · h4 білий пішак · c3 білий кінь · d3 білий ферзь · e3 білий пішак · f3 білий кінь · a2 білий пішак · b2 білий пішак · c2 білий пішак · f2 білий пішак · g2 білий пішак · c1 білий король · d1 біла тура · h1 біла тура | a8 чорна тура · c8 чорний слон · d8 чорний ферзь · e8 чорний король · f8 чорний слон · g8 чорний кінь · h8 чорна тура · d7 чорний кінь · e7 чорний пішак · g7 чорний пішак · h7 чорний пішак · c6 чорний пішак · f6 чорний пішак · b5 чорний пішак · d5 чорний пішак · f5 білий слон · a4 чорний пішак · d4 білий пішак · f4 білий слон · h4 білий пішак · c3 білий кінь · d3 білий ферзь · e3 білий пішак · f3 білий кінь · a2 білий пішак · b2 білий пішак · c2 білий пішак · f2 білий пішак · g2 білий пішак · c1 білий король · d1 біла тура · h1 біла тура | a8 чорна тура · c8 чорний слон · d8 чорний ферзь · e8 чорний король · f8 чорний слон · g8 чорний кінь · h8 чорна тура · d7 чорний кінь · e7 чорний пішак · g7 чорний пішак · h7 чорний пішак · c6 чорний пішак · f6 чорний пішак · b5 чорний пішак · d5 чорний пішак · f5 білий слон · a4 чорний пішак · d4 білий пішак · f4 білий слон · h4 білий пішак · c3 білий кінь · d3 білий ферзь · e3 білий пішак · f3 білий кінь · a2 білий пішак · b2 білий пішак · c2 білий пішак · f2 білий пішак · g2 білий пішак · c1 білий король · d1 біла тура · h1 біла тура | a8 чорна тура · c8 чорний слон · d8 чорний ферзь · e8 чорний король · f8 чорний слон · g8 чорний кінь · h8 чорна тура · d7 чорний кінь · e7 чорний пішак · g7 чорний пішак · h7 чорний пішак · c6 чорний пішак · f6 чорний пішак · b5 чорний пішак · d5 чорний пішак · f5 білий слон · a4 чорний пішак · d4 білий пішак · f4 білий слон · h4 білий пішак · c3 білий кінь · d3 білий ферзь · e3 білий пішак · f3 білий кінь · a2 білий пішак · b2 білий пішак · c2 білий пішак · f2 білий пішак · g2 білий пішак · c1 білий король · d1 біла тура · h1 біла тура | 8 |
| 7 | a8 чорна тура · c8 чорний слон · d8 чорний ферзь · e8 чорний король · f8 чорний слон · g8 чорний кінь · h8 чорна тура · d7 чорний кінь · e7 чорний пішак · g7 чорний пішак · h7 чорний пішак · c6 чорний пішак · f6 чорний пішак · b5 чорний пішак · d5 чорний пішак · f5 білий слон · a4 чорний пішак · d4 білий пішак · f4 білий слон · h4 білий пішак · c3 білий кінь · d3 білий ферзь · e3 білий пішак · f3 білий кінь · a2 білий пішак · b2 білий пішак · c2 білий пішак · f2 білий пішак · g2 білий пішак · c1 білий король · d1 біла тура · h1 біла тура | a8 чорна тура · c8 чорний слон · d8 чорний ферзь · e8 чорний король · f8 чорний слон · g8 чорний кінь · h8 чорна тура · d7 чорний кінь · e7 чорний пішак · g7 чорний пішак · h7 чорний пішак · c6 чорний пішак · f6 чорний пішак · b5 чорний пішак · d5 чорний пішак · f5 білий слон · a4 чорний пішак · d4 білий пішак · f4 білий слон · h4 білий пішак · c3 білий кінь · d3 білий ферзь · e3 білий пішак · f3 білий кінь · a2 білий пішак · b2 білий пішак · c2 білий пішак · f2 білий пішак · g2 білий пішак · c1 білий король · d1 біла тура · h1 біла тура | a8 чорна тура · c8 чорний слон · d8 чорний ферзь · e8 чорний король · f8 чорний слон · g8 чорний кінь · h8 чорна тура · d7 чорний кінь · e7 чорний пішак · g7 чорний пішак · h7 чорний пішак · c6 чорний пішак · f6 чорний пішак · b5 чорний пішак · d5 чорний пішак · f5 білий слон · a4 чорний пішак · d4 білий пішак · f4 білий слон · h4 білий пішак · c3 білий кінь · d3 білий ферзь · e3 білий пішак · f3 білий кінь · a2 білий пішак · b2 білий пішак · c2 білий пішак · f2 білий пішак · g2 білий пішак · c1 білий король · d1 біла тура · h1 біла тура | a8 чорна тура · c8 чорний слон · d8 чорний ферзь · e8 чорний король · f8 чорний слон · g8 чорний кінь · h8 чорна тура · d7 чорний кінь · e7 чорний пішак · g7 чорний пішак · h7 чорний пішак · c6 чорний пішак · f6 чорний пішак · b5 чорний пішак · d5 чорний пішак · f5 білий слон · a4 чорний пішак · d4 білий пішак · f4 білий слон · h4 білий пішак · c3 білий кінь · d3 білий ферзь · e3 білий пішак · f3 білий кінь · a2 білий пішак · b2 білий пішак · c2 білий пішак · f2 білий пішак · g2 білий пішак · c1 білий король · d1 біла тура · h1 біла тура | a8 чорна тура · c8 чорний слон · d8 чорний ферзь · e8 чорний король · f8 чорний слон · g8 чорний кінь · h8 чорна тура · d7 чорний кінь · e7 чорний пішак · g7 чорний пішак · h7 чорний пішак · c6 чорний пішак · f6 чорний пішак · b5 чорний пішак · d5 чорний пішак · f5 білий слон · a4 чорний пішак · d4 білий пішак · f4 білий слон · h4 білий пішак · c3 білий кінь · d3 білий ферзь · e3 білий пішак · f3 білий кінь · a2 білий пішак · b2 білий пішак · c2 білий пішак · f2 білий пішак · g2 білий пішак · c1 білий король · d1 біла тура · h1 біла тура | a8 чорна тура · c8 чорний слон · d8 чорний ферзь · e8 чорний король · f8 чорний слон · g8 чорний кінь · h8 чорна тура · d7 чорний кінь · e7 чорний пішак · g7 чорний пішак · h7 чорний пішак · c6 чорний пішак · f6 чорний пішак · b5 чорний пішак · d5 чорний пішак · f5 білий слон · a4 чорний пішак · d4 білий пішак · f4 білий слон · h4 білий пішак · c3 білий кінь · d3 білий ферзь · e3 білий пішак · f3 білий кінь · a2 білий пішак · b2 білий пішак · c2 білий пішак · f2 білий пішак · g2 білий пішак · c1 білий король · d1 біла тура · h1 біла тура | a8 чорна тура · c8 чорний слон · d8 чорний ферзь · e8 чорний король · f8 чорний слон · g8 чорний кінь · h8 чорна тура · d7 чорний кінь · e7 чорний пішак · g7 чорний пішак · h7 чорний пішак · c6 чорний пішак · f6 чорний пішак · b5 чорний пішак · d5 чорний пішак · f5 білий слон · a4 чорний пішак · d4 білий пішак · f4 білий слон · h4 білий пішак · c3 білий кінь · d3 білий ферзь · e3 білий пішак · f3 білий кінь · a2 білий пішак · b2 білий пішак · c2 білий пішак · f2 білий пішак · g2 білий пішак · c1 білий король · d1 біла тура · h1 біла тура | a8 чорна тура · c8 чорний слон · d8 чорний ферзь · e8 чорний король · f8 чорний слон · g8 чорний кінь · h8 чорна тура · d7 чорний кінь · e7 чорний пішак · g7 чорний пішак · h7 чорний пішак · c6 чорний пішак · f6 чорний пішак · b5 чорний пішак · d5 чорний пішак · f5 білий слон · a4 чорний пішак · d4 білий пішак · f4 білий слон · h4 білий пішак · c3 білий кінь · d3 білий ферзь · e3 білий пішак · f3 білий кінь · a2 білий пішак · b2 білий пішак · c2 білий пішак · f2 білий пішак · g2 білий пішак · c1 білий король · d1 біла тура · h1 біла тура | 7 |
| 6 | a8 чорна тура · c8 чорний слон · d8 чорний ферзь · e8 чорний король · f8 чорний слон · g8 чорний кінь · h8 чорна тура · d7 чорний кінь · e7 чорний пішак · g7 чорний пішак · h7 чорний пішак · c6 чорний пішак · f6 чорний пішак · b5 чорний пішак · d5 чорний пішак · f5 білий слон · a4 чорний пішак · d4 білий пішак · f4 білий слон · h4 білий пішак · c3 білий кінь · d3 білий ферзь · e3 білий пішак · f3 білий кінь · a2 білий пішак · b2 білий пішак · c2 білий пішак · f2 білий пішак · g2 білий пішак · c1 білий король · d1 біла тура · h1 біла тура | a8 чорна тура · c8 чорний слон · d8 чорний ферзь · e8 чорний король · f8 чорний слон · g8 чорний кінь · h8 чорна тура · d7 чорний кінь · e7 чорний пішак · g7 чорний пішак · h7 чорний пішак · c6 чорний пішак · f6 чорний пішак · b5 чорний пішак · d5 чорний пішак · f5 білий слон · a4 чорний пішак · d4 білий пішак · f4 білий слон · h4 білий пішак · c3 білий кінь · d3 білий ферзь · e3 білий пішак · f3 білий кінь · a2 білий пішак · b2 білий пішак · c2 білий пішак · f2 білий пішак · g2 білий пішак · c1 білий король · d1 біла тура · h1 біла тура | a8 чорна тура · c8 чорний слон · d8 чорний ферзь · e8 чорний король · f8 чорний слон · g8 чорний кінь · h8 чорна тура · d7 чорний кінь · e7 чорний пішак · g7 чорний пішак · h7 чорний пішак · c6 чорний пішак · f6 чорний пішак · b5 чорний пішак · d5 чорний пішак · f5 білий слон · a4 чорний пішак · d4 білий пішак · f4 білий слон · h4 білий пішак · c3 білий кінь · d3 білий ферзь · e3 білий пішак · f3 білий кінь · a2 білий пішак · b2 білий пішак · c2 білий пішак · f2 білий пішак · g2 білий пішак · c1 білий король · d1 біла тура · h1 біла тура | a8 чорна тура · c8 чорний слон · d8 чорний ферзь · e8 чорний король · f8 чорний слон · g8 чорний кінь · h8 чорна тура · d7 чорний кінь · e7 чорний пішак · g7 чорний пішак · h7 чорний пішак · c6 чорний пішак · f6 чорний пішак · b5 чорний пішак · d5 чорний пішак · f5 білий слон · a4 чорний пішак · d4 білий пішак · f4 білий слон · h4 білий пішак · c3 білий кінь · d3 білий ферзь · e3 білий пішак · f3 білий кінь · a2 білий пішак · b2 білий пішак · c2 білий пішак · f2 білий пішак · g2 білий пішак · c1 білий король · d1 біла тура · h1 біла тура | a8 чорна тура · c8 чорний слон · d8 чорний ферзь · e8 чорний король · f8 чорний слон · g8 чорний кінь · h8 чорна тура · d7 чорний кінь · e7 чорний пішак · g7 чорний пішак · h7 чорний пішак · c6 чорний пішак · f6 чорний пішак · b5 чорний пішак · d5 чорний пішак · f5 білий слон · a4 чорний пішак · d4 білий пішак · f4 білий слон · h4 білий пішак · c3 білий кінь · d3 білий ферзь · e3 білий пішак · f3 білий кінь · a2 білий пішак · b2 білий пішак · c2 білий пішак · f2 білий пішак · g2 білий пішак · c1 білий король · d1 біла тура · h1 біла тура | a8 чорна тура · c8 чорний слон · d8 чорний ферзь · e8 чорний король · f8 чорний слон · g8 чорний кінь · h8 чорна тура · d7 чорний кінь · e7 чорний пішак · g7 чорний пішак · h7 чорний пішак · c6 чорний пішак · f6 чорний пішак · b5 чорний пішак · d5 чорний пішак · f5 білий слон · a4 чорний пішак · d4 білий пішак · f4 білий слон · h4 білий пішак · c3 білий кінь · d3 білий ферзь · e3 білий пішак · f3 білий кінь · a2 білий пішак · b2 білий пішак · c2 білий пішак · f2 білий пішак · g2 білий пішак · c1 білий король · d1 біла тура · h1 біла тура | a8 чорна тура · c8 чорний слон · d8 чорний ферзь · e8 чорний король · f8 чорний слон · g8 чорний кінь · h8 чорна тура · d7 чорний кінь · e7 чорний пішак · g7 чорний пішак · h7 чорний пішак · c6 чорний пішак · f6 чорний пішак · b5 чорний пішак · d5 чорний пішак · f5 білий слон · a4 чорний пішак · d4 білий пішак · f4 білий слон · h4 білий пішак · c3 білий кінь · d3 білий ферзь · e3 білий пішак · f3 білий кінь · a2 білий пішак · b2 білий пішак · c2 білий пішак · f2 білий пішак · g2 білий пішак · c1 білий король · d1 біла тура · h1 біла тура | a8 чорна тура · c8 чорний слон · d8 чорний ферзь · e8 чорний король · f8 чорний слон · g8 чорний кінь · h8 чорна тура · d7 чорний кінь · e7 чорний пішак · g7 чорний пішак · h7 чорний пішак · c6 чорний пішак · f6 чорний пішак · b5 чорний пішак · d5 чорний пішак · f5 білий слон · a4 чорний пішак · d4 білий пішак · f4 білий слон · h4 білий пішак · c3 білий кінь · d3 білий ферзь · e3 білий пішак · f3 білий кінь · a2 білий пішак · b2 білий пішак · c2 білий пішак · f2 білий пішак · g2 білий пішак · c1 білий король · d1 біла тура · h1 біла тура | 6 |
| 5 | a8 чорна тура · c8 чорний слон · d8 чорний ферзь · e8 чорний король · f8 чорний слон · g8 чорний кінь · h8 чорна тура · d7 чорний кінь · e7 чорний пішак · g7 чорний пішак · h7 чорний пішак · c6 чорний пішак · f6 чорний пішак · b5 чорний пішак · d5 чорний пішак · f5 білий слон · a4 чорний пішак · d4 білий пішак · f4 білий слон · h4 білий пішак · c3 білий кінь · d3 білий ферзь · e3 білий пішак · f3 білий кінь · a2 білий пішак · b2 білий пішак · c2 білий пішак · f2 білий пішак · g2 білий пішак · c1 білий король · d1 біла тура · h1 біла тура | a8 чорна тура · c8 чорний слон · d8 чорний ферзь · e8 чорний король · f8 чорний слон · g8 чорний кінь · h8 чорна тура · d7 чорний кінь · e7 чорний пішак · g7 чорний пішак · h7 чорний пішак · c6 чорний пішак · f6 чорний пішак · b5 чорний пішак · d5 чорний пішак · f5 білий слон · a4 чорний пішак · d4 білий пішак · f4 білий слон · h4 білий пішак · c3 білий кінь · d3 білий ферзь · e3 білий пішак · f3 білий кінь · a2 білий пішак · b2 білий пішак · c2 білий пішак · f2 білий пішак · g2 білий пішак · c1 білий король · d1 біла тура · h1 біла тура | a8 чорна тура · c8 чорний слон · d8 чорний ферзь · e8 чорний король · f8 чорний слон · g8 чорний кінь · h8 чорна тура · d7 чорний кінь · e7 чорний пішак · g7 чорний пішак · h7 чорний пішак · c6 чорний пішак · f6 чорний пішак · b5 чорний пішак · d5 чорний пішак · f5 білий слон · a4 чорний пішак · d4 білий пішак · f4 білий слон · h4 білий пішак · c3 білий кінь · d3 білий ферзь · e3 білий пішак · f3 білий кінь · a2 білий пішак · b2 білий пішак · c2 білий пішак · f2 білий пішак · g2 білий пішак · c1 білий король · d1 біла тура · h1 біла тура | a8 чорна тура · c8 чорний слон · d8 чорний ферзь · e8 чорний король · f8 чорний слон · g8 чорний кінь · h8 чорна тура · d7 чорний кінь · e7 чорний пішак · g7 чорний пішак · h7 чорний пішак · c6 чорний пішак · f6 чорний пішак · b5 чорний пішак · d5 чорний пішак · f5 білий слон · a4 чорний пішак · d4 білий пішак · f4 білий слон · h4 білий пішак · c3 білий кінь · d3 білий ферзь · e3 білий пішак · f3 білий кінь · a2 білий пішак · b2 білий пішак · c2 білий пішак · f2 білий пішак · g2 білий пішак · c1 білий король · d1 біла тура · h1 біла тура | a8 чорна тура · c8 чорний слон · d8 чорний ферзь · e8 чорний король · f8 чорний слон · g8 чорний кінь · h8 чорна тура · d7 чорний кінь · e7 чорний пішак · g7 чорний пішак · h7 чорний пішак · c6 чорний пішак · f6 чорний пішак · b5 чорний пішак · d5 чорний пішак · f5 білий слон · a4 чорний пішак · d4 білий пішак · f4 білий слон · h4 білий пішак · c3 білий кінь · d3 білий ферзь · e3 білий пішак · f3 білий кінь · a2 білий пішак · b2 білий пішак · c2 білий пішак · f2 білий пішак · g2 білий пішак · c1 білий король · d1 біла тура · h1 біла тура | a8 чорна тура · c8 чорний слон · d8 чорний ферзь · e8 чорний король · f8 чорний слон · g8 чорний кінь · h8 чорна тура · d7 чорний кінь · e7 чорний пішак · g7 чорний пішак · h7 чорний пішак · c6 чорний пішак · f6 чорний пішак · b5 чорний пішак · d5 чорний пішак · f5 білий слон · a4 чорний пішак · d4 білий пішак · f4 білий слон · h4 білий пішак · c3 білий кінь · d3 білий ферзь · e3 білий пішак · f3 білий кінь · a2 білий пішак · b2 білий пішак · c2 білий пішак · f2 білий пішак · g2 білий пішак · c1 білий король · d1 біла тура · h1 біла тура | a8 чорна тура · c8 чорний слон · d8 чорний ферзь · e8 чорний король · f8 чорний слон · g8 чорний кінь · h8 чорна тура · d7 чорний кінь · e7 чорний пішак · g7 чорний пішак · h7 чорний пішак · c6 чорний пішак · f6 чорний пішак · b5 чорний пішак · d5 чорний пішак · f5 білий слон · a4 чорний пішак · d4 білий пішак · f4 білий слон · h4 білий пішак · c3 білий кінь · d3 білий ферзь · e3 білий пішак · f3 білий кінь · a2 білий пішак · b2 білий пішак · c2 білий пішак · f2 білий пішак · g2 білий пішак · c1 білий король · d1 біла тура · h1 біла тура | a8 чорна тура · c8 чорний слон · d8 чорний ферзь · e8 чорний король · f8 чорний слон · g8 чорний кінь · h8 чорна тура · d7 чорний кінь · e7 чорний пішак · g7 чорний пішак · h7 чорний пішак · c6 чорний пішак · f6 чорний пішак · b5 чорний пішак · d5 чорний пішак · f5 білий слон · a4 чорний пішак · d4 білий пішак · f4 білий слон · h4 білий пішак · c3 білий кінь · d3 білий ферзь · e3 білий пішак · f3 білий кінь · a2 білий пішак · b2 білий пішак · c2 білий пішак · f2 білий пішак · g2 білий пішак · c1 білий король · d1 біла тура · h1 біла тура | 5 |
| 4 | a8 чорна тура · c8 чорний слон · d8 чорний ферзь · e8 чорний король · f8 чорний слон · g8 чорний кінь · h8 чорна тура · d7 чорний кінь · e7 чорний пішак · g7 чорний пішак · h7 чорний пішак · c6 чорний пішак · f6 чорний пішак · b5 чорний пішак · d5 чорний пішак · f5 білий слон · a4 чорний пішак · d4 білий пішак · f4 білий слон · h4 білий пішак · c3 білий кінь · d3 білий ферзь · e3 білий пішак · f3 білий кінь · a2 білий пішак · b2 білий пішак · c2 білий пішак · f2 білий пішак · g2 білий пішак · c1 білий король · d1 біла тура · h1 біла тура | a8 чорна тура · c8 чорний слон · d8 чорний ферзь · e8 чорний король · f8 чорний слон · g8 чорний кінь · h8 чорна тура · d7 чорний кінь · e7 чорний пішак · g7 чорний пішак · h7 чорний пішак · c6 чорний пішак · f6 чорний пішак · b5 чорний пішак · d5 чорний пішак · f5 білий слон · a4 чорний пішак · d4 білий пішак · f4 білий слон · h4 білий пішак · c3 білий кінь · d3 білий ферзь · e3 білий пішак · f3 білий кінь · a2 білий пішак · b2 білий пішак · c2 білий пішак · f2 білий пішак · g2 білий пішак · c1 білий король · d1 біла тура · h1 біла тура | a8 чорна тура · c8 чорний слон · d8 чорний ферзь · e8 чорний король · f8 чорний слон · g8 чорний кінь · h8 чорна тура · d7 чорний кінь · e7 чорний пішак · g7 чорний пішак · h7 чорний пішак · c6 чорний пішак · f6 чорний пішак · b5 чорний пішак · d5 чорний пішак · f5 білий слон · a4 чорний пішак · d4 білий пішак · f4 білий слон · h4 білий пішак · c3 білий кінь · d3 білий ферзь · e3 білий пішак · f3 білий кінь · a2 білий пішак · b2 білий пішак · c2 білий пішак · f2 білий пішак · g2 білий пішак · c1 білий король · d1 біла тура · h1 біла тура | a8 чорна тура · c8 чорний слон · d8 чорний ферзь · e8 чорний король · f8 чорний слон · g8 чорний кінь · h8 чорна тура · d7 чорний кінь · e7 чорний пішак · g7 чорний пішак · h7 чорний пішак · c6 чорний пішак · f6 чорний пішак · b5 чорний пішак · d5 чорний пішак · f5 білий слон · a4 чорний пішак · d4 білий пішак · f4 білий слон · h4 білий пішак · c3 білий кінь · d3 білий ферзь · e3 білий пішак · f3 білий кінь · a2 білий пішак · b2 білий пішак · c2 білий пішак · f2 білий пішак · g2 білий пішак · c1 білий король · d1 біла тура · h1 біла тура | a8 чорна тура · c8 чорний слон · d8 чорний ферзь · e8 чорний король · f8 чорний слон · g8 чорний кінь · h8 чорна тура · d7 чорний кінь · e7 чорний пішак · g7 чорний пішак · h7 чорний пішак · c6 чорний пішак · f6 чорний пішак · b5 чорний пішак · d5 чорний пішак · f5 білий слон · a4 чорний пішак · d4 білий пішак · f4 білий слон · h4 білий пішак · c3 білий кінь · d3 білий ферзь · e3 білий пішак · f3 білий кінь · a2 білий пішак · b2 білий пішак · c2 білий пішак · f2 білий пішак · g2 білий пішак · c1 білий король · d1 біла тура · h1 біла тура | a8 чорна тура · c8 чорний слон · d8 чорний ферзь · e8 чорний король · f8 чорний слон · g8 чорний кінь · h8 чорна тура · d7 чорний кінь · e7 чорний пішак · g7 чорний пішак · h7 чорний пішак · c6 чорний пішак · f6 чорний пішак · b5 чорний пішак · d5 чорний пішак · f5 білий слон · a4 чорний пішак · d4 білий пішак · f4 білий слон · h4 білий пішак · c3 білий кінь · d3 білий ферзь · e3 білий пішак · f3 білий кінь · a2 білий пішак · b2 білий пішак · c2 білий пішак · f2 білий пішак · g2 білий пішак · c1 білий король · d1 біла тура · h1 біла тура | a8 чорна тура · c8 чорний слон · d8 чорний ферзь · e8 чорний король · f8 чорний слон · g8 чорний кінь · h8 чорна тура · d7 чорний кінь · e7 чорний пішак · g7 чорний пішак · h7 чорний пішак · c6 чорний пішак · f6 чорний пішак · b5 чорний пішак · d5 чорний пішак · f5 білий слон · a4 чорний пішак · d4 білий пішак · f4 білий слон · h4 білий пішак · c3 білий кінь · d3 білий ферзь · e3 білий пішак · f3 білий кінь · a2 білий пішак · b2 білий пішак · c2 білий пішак · f2 білий пішак · g2 білий пішак · c1 білий король · d1 біла тура · h1 біла тура | a8 чорна тура · c8 чорний слон · d8 чорний ферзь · e8 чорний король · f8 чорний слон · g8 чорний кінь · h8 чорна тура · d7 чорний кінь · e7 чорний пішак · g7 чорний пішак · h7 чорний пішак · c6 чорний пішак · f6 чорний пішак · b5 чорний пішак · d5 чорний пішак · f5 білий слон · a4 чорний пішак · d4 білий пішак · f4 білий слон · h4 білий пішак · c3 білий кінь · d3 білий ферзь · e3 білий пішак · f3 білий кінь · a2 білий пішак · b2 білий пішак · c2 білий пішак · f2 білий пішак · g2 білий пішак · c1 білий король · d1 біла тура · h1 біла тура | 4 |
| 3 | a8 чорна тура · c8 чорний слон · d8 чорний ферзь · e8 чорний король · f8 чорний слон · g8 чорний кінь · h8 чорна тура · d7 чорний кінь · e7 чорний пішак · g7 чорний пішак · h7 чорний пішак · c6 чорний пішак · f6 чорний пішак · b5 чорний пішак · d5 чорний пішак · f5 білий слон · a4 чорний пішак · d4 білий пішак · f4 білий слон · h4 білий пішак · c3 білий кінь · d3 білий ферзь · e3 білий пішак · f3 білий кінь · a2 білий пішак · b2 білий пішак · c2 білий пішак · f2 білий пішак · g2 білий пішак · c1 білий король · d1 біла тура · h1 біла тура | a8 чорна тура · c8 чорний слон · d8 чорний ферзь · e8 чорний король · f8 чорний слон · g8 чорний кінь · h8 чорна тура · d7 чорний кінь · e7 чорний пішак · g7 чорний пішак · h7 чорний пішак · c6 чорний пішак · f6 чорний пішак · b5 чорний пішак · d5 чорний пішак · f5 білий слон · a4 чорний пішак · d4 білий пішак · f4 білий слон · h4 білий пішак · c3 білий кінь · d3 білий ферзь · e3 білий пішак · f3 білий кінь · a2 білий пішак · b2 білий пішак · c2 білий пішак · f2 білий пішак · g2 білий пішак · c1 білий король · d1 біла тура · h1 біла тура | a8 чорна тура · c8 чорний слон · d8 чорний ферзь · e8 чорний король · f8 чорний слон · g8 чорний кінь · h8 чорна тура · d7 чорний кінь · e7 чорний пішак · g7 чорний пішак · h7 чорний пішак · c6 чорний пішак · f6 чорний пішак · b5 чорний пішак · d5 чорний пішак · f5 білий слон · a4 чорний пішак · d4 білий пішак · f4 білий слон · h4 білий пішак · c3 білий кінь · d3 білий ферзь · e3 білий пішак · f3 білий кінь · a2 білий пішак · b2 білий пішак · c2 білий пішак · f2 білий пішак · g2 білий пішак · c1 білий король · d1 біла тура · h1 біла тура | a8 чорна тура · c8 чорний слон · d8 чорний ферзь · e8 чорний король · f8 чорний слон · g8 чорний кінь · h8 чорна тура · d7 чорний кінь · e7 чорний пішак · g7 чорний пішак · h7 чорний пішак · c6 чорний пішак · f6 чорний пішак · b5 чорний пішак · d5 чорний пішак · f5 білий слон · a4 чорний пішак · d4 білий пішак · f4 білий слон · h4 білий пішак · c3 білий кінь · d3 білий ферзь · e3 білий пішак · f3 білий кінь · a2 білий пішак · b2 білий пішак · c2 білий пішак · f2 білий пішак · g2 білий пішак · c1 білий король · d1 біла тура · h1 біла тура | a8 чорна тура · c8 чорний слон · d8 чорний ферзь · e8 чорний король · f8 чорний слон · g8 чорний кінь · h8 чорна тура · d7 чорний кінь · e7 чорний пішак · g7 чорний пішак · h7 чорний пішак · c6 чорний пішак · f6 чорний пішак · b5 чорний пішак · d5 чорний пішак · f5 білий слон · a4 чорний пішак · d4 білий пішак · f4 білий слон · h4 білий пішак · c3 білий кінь · d3 білий ферзь · e3 білий пішак · f3 білий кінь · a2 білий пішак · b2 білий пішак · c2 білий пішак · f2 білий пішак · g2 білий пішак · c1 білий король · d1 біла тура · h1 біла тура | a8 чорна тура · c8 чорний слон · d8 чорний ферзь · e8 чорний король · f8 чорний слон · g8 чорний кінь · h8 чорна тура · d7 чорний кінь · e7 чорний пішак · g7 чорний пішак · h7 чорний пішак · c6 чорний пішак · f6 чорний пішак · b5 чорний пішак · d5 чорний пішак · f5 білий слон · a4 чорний пішак · d4 білий пішак · f4 білий слон · h4 білий пішак · c3 білий кінь · d3 білий ферзь · e3 білий пішак · f3 білий кінь · a2 білий пішак · b2 білий пішак · c2 білий пішак · f2 білий пішак · g2 білий пішак · c1 білий король · d1 біла тура · h1 біла тура | a8 чорна тура · c8 чорний слон · d8 чорний ферзь · e8 чорний король · f8 чорний слон · g8 чорний кінь · h8 чорна тура · d7 чорний кінь · e7 чорний пішак · g7 чорний пішак · h7 чорний пішак · c6 чорний пішак · f6 чорний пішак · b5 чорний пішак · d5 чорний пішак · f5 білий слон · a4 чорний пішак · d4 білий пішак · f4 білий слон · h4 білий пішак · c3 білий кінь · d3 білий ферзь · e3 білий пішак · f3 білий кінь · a2 білий пішак · b2 білий пішак · c2 білий пішак · f2 білий пішак · g2 білий пішак · c1 білий король · d1 біла тура · h1 біла тура | a8 чорна тура · c8 чорний слон · d8 чорний ферзь · e8 чорний король · f8 чорний слон · g8 чорний кінь · h8 чорна тура · d7 чорний кінь · e7 чорний пішак · g7 чорний пішак · h7 чорний пішак · c6 чорний пішак · f6 чорний пішак · b5 чорний пішак · d5 чорний пішак · f5 білий слон · a4 чорний пішак · d4 білий пішак · f4 білий слон · h4 білий пішак · c3 білий кінь · d3 білий ферзь · e3 білий пішак · f3 білий кінь · a2 білий пішак · b2 білий пішак · c2 білий пішак · f2 білий пішак · g2 білий пішак · c1 білий король · d1 біла тура · h1 біла тура | 3 |
| 2 | a8 чорна тура · c8 чорний слон · d8 чорний ферзь · e8 чорний король · f8 чорний слон · g8 чорний кінь · h8 чорна тура · d7 чорний кінь · e7 чорний пішак · g7 чорний пішак · h7 чорний пішак · c6 чорний пішак · f6 чорний пішак · b5 чорний пішак · d5 чорний пішак · f5 білий слон · a4 чорний пішак · d4 білий пішак · f4 білий слон · h4 білий пішак · c3 білий кінь · d3 білий ферзь · e3 білий пішак · f3 білий кінь · a2 білий пішак · b2 білий пішак · c2 білий пішак · f2 білий пішак · g2 білий пішак · c1 білий король · d1 біла тура · h1 біла тура | a8 чорна тура · c8 чорний слон · d8 чорний ферзь · e8 чорний король · f8 чорний слон · g8 чорний кінь · h8 чорна тура · d7 чорний кінь · e7 чорний пішак · g7 чорний пішак · h7 чорний пішак · c6 чорний пішак · f6 чорний пішак · b5 чорний пішак · d5 чорний пішак · f5 білий слон · a4 чорний пішак · d4 білий пішак · f4 білий слон · h4 білий пішак · c3 білий кінь · d3 білий ферзь · e3 білий пішак · f3 білий кінь · a2 білий пішак · b2 білий пішак · c2 білий пішак · f2 білий пішак · g2 білий пішак · c1 білий король · d1 біла тура · h1 біла тура | a8 чорна тура · c8 чорний слон · d8 чорний ферзь · e8 чорний король · f8 чорний слон · g8 чорний кінь · h8 чорна тура · d7 чорний кінь · e7 чорний пішак · g7 чорний пішак · h7 чорний пішак · c6 чорний пішак · f6 чорний пішак · b5 чорний пішак · d5 чорний пішак · f5 білий слон · a4 чорний пішак · d4 білий пішак · f4 білий слон · h4 білий пішак · c3 білий кінь · d3 білий ферзь · e3 білий пішак · f3 білий кінь · a2 білий пішак · b2 білий пішак · c2 білий пішак · f2 білий пішак · g2 білий пішак · c1 білий король · d1 біла тура · h1 біла тура | a8 чорна тура · c8 чорний слон · d8 чорний ферзь · e8 чорний король · f8 чорний слон · g8 чорний кінь · h8 чорна тура · d7 чорний кінь · e7 чорний пішак · g7 чорний пішак · h7 чорний пішак · c6 чорний пішак · f6 чорний пішак · b5 чорний пішак · d5 чорний пішак · f5 білий слон · a4 чорний пішак · d4 білий пішак · f4 білий слон · h4 білий пішак · c3 білий кінь · d3 білий ферзь · e3 білий пішак · f3 білий кінь · a2 білий пішак · b2 білий пішак · c2 білий пішак · f2 білий пішак · g2 білий пішак · c1 білий король · d1 біла тура · h1 біла тура | a8 чорна тура · c8 чорний слон · d8 чорний ферзь · e8 чорний король · f8 чорний слон · g8 чорний кінь · h8 чорна тура · d7 чорний кінь · e7 чорний пішак · g7 чорний пішак · h7 чорний пішак · c6 чорний пішак · f6 чорний пішак · b5 чорний пішак · d5 чорний пішак · f5 білий слон · a4 чорний пішак · d4 білий пішак · f4 білий слон · h4 білий пішак · c3 білий кінь · d3 білий ферзь · e3 білий пішак · f3 білий кінь · a2 білий пішак · b2 білий пішак · c2 білий пішак · f2 білий пішак · g2 білий пішак · c1 білий король · d1 біла тура · h1 біла тура | a8 чорна тура · c8 чорний слон · d8 чорний ферзь · e8 чорний король · f8 чорний слон · g8 чорний кінь · h8 чорна тура · d7 чорний кінь · e7 чорний пішак · g7 чорний пішак · h7 чорний пішак · c6 чорний пішак · f6 чорний пішак · b5 чорний пішак · d5 чорний пішак · f5 білий слон · a4 чорний пішак · d4 білий пішак · f4 білий слон · h4 білий пішак · c3 білий кінь · d3 білий ферзь · e3 білий пішак · f3 білий кінь · a2 білий пішак · b2 білий пішак · c2 білий пішак · f2 білий пішак · g2 білий пішак · c1 білий король · d1 біла тура · h1 біла тура | a8 чорна тура · c8 чорний слон · d8 чорний ферзь · e8 чорний король · f8 чорний слон · g8 чорний кінь · h8 чорна тура · d7 чорний кінь · e7 чорний пішак · g7 чорний пішак · h7 чорний пішак · c6 чорний пішак · f6 чорний пішак · b5 чорний пішак · d5 чорний пішак · f5 білий слон · a4 чорний пішак · d4 білий пішак · f4 білий слон · h4 білий пішак · c3 білий кінь · d3 білий ферзь · e3 білий пішак · f3 білий кінь · a2 білий пішак · b2 білий пішак · c2 білий пішак · f2 білий пішак · g2 білий пішак · c1 білий король · d1 біла тура · h1 біла тура | a8 чорна тура · c8 чорний слон · d8 чорний ферзь · e8 чорний король · f8 чорний слон · g8 чорний кінь · h8 чорна тура · d7 чорний кінь · e7 чорний пішак · g7 чорний пішак · h7 чорний пішак · c6 чорний пішак · f6 чорний пішак · b5 чорний пішак · d5 чорний пішак · f5 білий слон · a4 чорний пішак · d4 білий пішак · f4 білий слон · h4 білий пішак · c3 білий кінь · d3 білий ферзь · e3 білий пішак · f3 білий кінь · a2 білий пішак · b2 білий пішак · c2 білий пішак · f2 білий пішак · g2 білий пішак · c1 білий король · d1 біла тура · h1 біла тура | 2 |
| 1 | a8 чорна тура · c8 чорний слон · d8 чорний ферзь · e8 чорний король · f8 чорний слон · g8 чорний кінь · h8 чорна тура · d7 чорний кінь · e7 чорний пішак · g7 чорний пішак · h7 чорний пішак · c6 чорний пішак · f6 чорний пішак · b5 чорний пішак · d5 чорний пішак · f5 білий слон · a4 чорний пішак · d4 білий пішак · f4 білий слон · h4 білий пішак · c3 білий кінь · d3 білий ферзь · e3 білий пішак · f3 білий кінь · a2 білий пішак · b2 білий пішак · c2 білий пішак · f2 білий пішак · g2 білий пішак · c1 білий король · d1 біла тура · h1 біла тура | a8 чорна тура · c8 чорний слон · d8 чорний ферзь · e8 чорний король · f8 чорний слон · g8 чорний кінь · h8 чорна тура · d7 чорний кінь · e7 чорний пішак · g7 чорний пішак · h7 чорний пішак · c6 чорний пішак · f6 чорний пішак · b5 чорний пішак · d5 чорний пішак · f5 білий слон · a4 чорний пішак · d4 білий пішак · f4 білий слон · h4 білий пішак · c3 білий кінь · d3 білий ферзь · e3 білий пішак · f3 білий кінь · a2 білий пішак · b2 білий пішак · c2 білий пішак · f2 білий пішак · g2 білий пішак · c1 білий король · d1 біла тура · h1 біла тура | a8 чорна тура · c8 чорний слон · d8 чорний ферзь · e8 чорний король · f8 чорний слон · g8 чорний кінь · h8 чорна тура · d7 чорний кінь · e7 чорний пішак · g7 чорний пішак · h7 чорний пішак · c6 чорний пішак · f6 чорний пішак · b5 чорний пішак · d5 чорний пішак · f5 білий слон · a4 чорний пішак · d4 білий пішак · f4 білий слон · h4 білий пішак · c3 білий кінь · d3 білий ферзь · e3 білий пішак · f3 білий кінь · a2 білий пішак · b2 білий пішак · c2 білий пішак · f2 білий пішак · g2 білий пішак · c1 білий король · d1 біла тура · h1 біла тура | a8 чорна тура · c8 чорний слон · d8 чорний ферзь · e8 чорний король · f8 чорний слон · g8 чорний кінь · h8 чорна тура · d7 чорний кінь · e7 чорний пішак · g7 чорний пішак · h7 чорний пішак · c6 чорний пішак · f6 чорний пішак · b5 чорний пішак · d5 чорний пішак · f5 білий слон · a4 чорний пішак · d4 білий пішак · f4 білий слон · h4 білий пішак · c3 білий кінь · d3 білий ферзь · e3 білий пішак · f3 білий кінь · a2 білий пішак · b2 білий пішак · c2 білий пішак · f2 білий пішак · g2 білий пішак · c1 білий король · d1 біла тура · h1 біла тура | a8 чорна тура · c8 чорний слон · d8 чорний ферзь · e8 чорний король · f8 чорний слон · g8 чорний кінь · h8 чорна тура · d7 чорний кінь · e7 чорний пішак · g7 чорний пішак · h7 чорний пішак · c6 чорний пішак · f6 чорний пішак · b5 чорний пішак · d5 чорний пішак · f5 білий слон · a4 чорний пішак · d4 білий пішак · f4 білий слон · h4 білий пішак · c3 білий кінь · d3 білий ферзь · e3 білий пішак · f3 білий кінь · a2 білий пішак · b2 білий пішак · c2 білий пішак · f2 білий пішак · g2 білий пішак · c1 білий король · d1 біла тура · h1 біла тура | a8 чорна тура · c8 чорний слон · d8 чорний ферзь · e8 чорний король · f8 чорний слон · g8 чорний кінь · h8 чорна тура · d7 чорний кінь · e7 чорний пішак · g7 чорний пішак · h7 чорний пішак · c6 чорний пішак · f6 чорний пішак · b5 чорний пішак · d5 чорний пішак · f5 білий слон · a4 чорний пішак · d4 білий пішак · f4 білий слон · h4 білий пішак · c3 білий кінь · d3 білий ферзь · e3 білий пішак · f3 білий кінь · a2 білий пішак · b2 білий пішак · c2 білий пішак · f2 білий пішак · g2 білий пішак · c1 білий король · d1 біла тура · h1 біла тура | a8 чорна тура · c8 чорний слон · d8 чорний ферзь · e8 чорний король · f8 чорний слон · g8 чорний кінь · h8 чорна тура · d7 чорний кінь · e7 чорний пішак · g7 чорний пішак · h7 чорний пішак · c6 чорний пішак · f6 чорний пішак · b5 чорний пішак · d5 чорний пішак · f5 білий слон · a4 чорний пішак · d4 білий пішак · f4 білий слон · h4 білий пішак · c3 білий кінь · d3 білий ферзь · e3 білий пішак · f3 білий кінь · a2 білий пішак · b2 білий пішак · c2 білий пішак · f2 білий пішак · g2 білий пішак · c1 білий король · d1 біла тура · h1 біла тура | a8 чорна тура · c8 чорний слон · d8 чорний ферзь · e8 чорний король · f8 чорний слон · g8 чорний кінь · h8 чорна тура · d7 чорний кінь · e7 чорний пішак · g7 чорний пішак · h7 чорний пішак · c6 чорний пішак · f6 чорний пішак · b5 чорний пішак · d5 чорний пішак · f5 білий слон · a4 чорний пішак · d4 білий пішак · f4 білий слон · h4 білий пішак · c3 білий кінь · d3 білий ферзь · e3 білий пішак · f3 білий кінь · a2 білий пішак · b2 білий пішак · c2 білий пішак · f2 білий пішак · g2 білий пішак · c1 білий король · d1 біла тура · h1 біла тура | 1 |
|   | a | b | c | d | e | f | g | h |   |

На даній діаграмі показано форсовану жертву слона.  Білі можуть форсувати мат у два ходи наступним чином: 1. Bg6+ hxg6 2. Qxg6#

### Жертва ферзя веде до спертого мата
|   | a | b | c | d | e | f | g | h |   |
| 8 | a8 чорна тура · f8 чорна тура · g8 чорний король · a7 чорний пішак · b6 чорний ферзь · e6 чорний слон · h6 чорний пішак · d5 чорний пішак · f5 чорний пішак · g5 чорний пішак · c4 білий пішак · f4 чорний пішак · h3 чорний кінь · a2 білий пішак · b2 білий пішак · c2 білий ферзь · d2 білий кінь · g2 білий пішак · h2 білий пішак · a1 біла тура · c1 білий слон · f1 біла тура · h1 білий король | a8 чорна тура · f8 чорна тура · g8 чорний король · a7 чорний пішак · b6 чорний ферзь · e6 чорний слон · h6 чорний пішак · d5 чорний пішак · f5 чорний пішак · g5 чорний пішак · c4 білий пішак · f4 чорний пішак · h3 чорний кінь · a2 білий пішак · b2 білий пішак · c2 білий ферзь · d2 білий кінь · g2 білий пішак · h2 білий пішак · a1 біла тура · c1 білий слон · f1 біла тура · h1 білий король | a8 чорна тура · f8 чорна тура · g8 чорний король · a7 чорний пішак · b6 чорний ферзь · e6 чорний слон · h6 чорний пішак · d5 чорний пішак · f5 чорний пішак · g5 чорний пішак · c4 білий пішак · f4 чорний пішак · h3 чорний кінь · a2 білий пішак · b2 білий пішак · c2 білий ферзь · d2 білий кінь · g2 білий пішак · h2 білий пішак · a1 біла тура · c1 білий слон · f1 біла тура · h1 білий король | a8 чорна тура · f8 чорна тура · g8 чорний король · a7 чорний пішак · b6 чорний ферзь · e6 чорний слон · h6 чорний пішак · d5 чорний пішак · f5 чорний пішак · g5 чорний пішак · c4 білий пішак · f4 чорний пішак · h3 чорний кінь · a2 білий пішак · b2 білий пішак · c2 білий ферзь · d2 білий кінь · g2 білий пішак · h2 білий пішак · a1 біла тура · c1 білий слон · f1 біла тура · h1 білий король | a8 чорна тура · f8 чорна тура · g8 чорний король · a7 чорний пішак · b6 чорний ферзь · e6 чорний слон · h6 чорний пішак · d5 чорний пішак · f5 чорний пішак · g5 чорний пішак · c4 білий пішак · f4 чорний пішак · h3 чорний кінь · a2 білий пішак · b2 білий пішак · c2 білий ферзь · d2 білий кінь · g2 білий пішак · h2 білий пішак · a1 біла тура · c1 білий слон · f1 біла тура · h1 білий король | a8 чорна тура · f8 чорна тура · g8 чорний король · a7 чорний пішак · b6 чорний ферзь · e6 чорний слон · h6 чорний пішак · d5 чорний пішак · f5 чорний пішак · g5 чорний пішак · c4 білий пішак · f4 чорний пішак · h3 чорний кінь · a2 білий пішак · b2 білий пішак · c2 білий ферзь · d2 білий кінь · g2 білий пішак · h2 білий пішак · a1 біла тура · c1 білий слон · f1 біла тура · h1 білий король | a8 чорна тура · f8 чорна тура · g8 чорний король · a7 чорний пішак · b6 чорний ферзь · e6 чорний слон · h6 чорний пішак · d5 чорний пішак · f5 чорний пішак · g5 чорний пішак · c4 білий пішак · f4 чорний пішак · h3 чорний кінь · a2 білий пішак · b2 білий пішак · c2 білий ферзь · d2 білий кінь · g2 білий пішак · h2 білий пішак · a1 біла тура · c1 білий слон · f1 біла тура · h1 білий король | a8 чорна тура · f8 чорна тура · g8 чорний король · a7 чорний пішак · b6 чорний ферзь · e6 чорний слон · h6 чорний пішак · d5 чорний пішак · f5 чорний пішак · g5 чорний пішак · c4 білий пішак · f4 чорний пішак · h3 чорний кінь · a2 білий пішак · b2 білий пішак · c2 білий ферзь · d2 білий кінь · g2 білий пішак · h2 білий пішак · a1 біла тура · c1 білий слон · f1 біла тура · h1 білий король | 8 |
| 7 | a8 чорна тура · f8 чорна тура · g8 чорний король · a7 чорний пішак · b6 чорний ферзь · e6 чорний слон · h6 чорний пішак · d5 чорний пішак · f5 чорний пішак · g5 чорний пішак · c4 білий пішак · f4 чорний пішак · h3 чорний кінь · a2 білий пішак · b2 білий пішак · c2 білий ферзь · d2 білий кінь · g2 білий пішак · h2 білий пішак · a1 біла тура · c1 білий слон · f1 біла тура · h1 білий король | a8 чорна тура · f8 чорна тура · g8 чорний король · a7 чорний пішак · b6 чорний ферзь · e6 чорний слон · h6 чорний пішак · d5 чорний пішак · f5 чорний пішак · g5 чорний пішак · c4 білий пішак · f4 чорний пішак · h3 чорний кінь · a2 білий пішак · b2 білий пішак · c2 білий ферзь · d2 білий кінь · g2 білий пішак · h2 білий пішак · a1 біла тура · c1 білий слон · f1 біла тура · h1 білий король | a8 чорна тура · f8 чорна тура · g8 чорний король · a7 чорний пішак · b6 чорний ферзь · e6 чорний слон · h6 чорний пішак · d5 чорний пішак · f5 чорний пішак · g5 чорний пішак · c4 білий пішак · f4 чорний пішак · h3 чорний кінь · a2 білий пішак · b2 білий пішак · c2 білий ферзь · d2 білий кінь · g2 білий пішак · h2 білий пішак · a1 біла тура · c1 білий слон · f1 біла тура · h1 білий король | a8 чорна тура · f8 чорна тура · g8 чорний король · a7 чорний пішак · b6 чорний ферзь · e6 чорний слон · h6 чорний пішак · d5 чорний пішак · f5 чорний пішак · g5 чорний пішак · c4 білий пішак · f4 чорний пішак · h3 чорний кінь · a2 білий пішак · b2 білий пішак · c2 білий ферзь · d2 білий кінь · g2 білий пішак · h2 білий пішак · a1 біла тура · c1 білий слон · f1 біла тура · h1 білий король | a8 чорна тура · f8 чорна тура · g8 чорний король · a7 чорний пішак · b6 чорний ферзь · e6 чорний слон · h6 чорний пішак · d5 чорний пішак · f5 чорний пішак · g5 чорний пішак · c4 білий пішак · f4 чорний пішак · h3 чорний кінь · a2 білий пішак · b2 білий пішак · c2 білий ферзь · d2 білий кінь · g2 білий пішак · h2 білий пішак · a1 біла тура · c1 білий слон · f1 біла тура · h1 білий король | a8 чорна тура · f8 чорна тура · g8 чорний король · a7 чорний пішак · b6 чорний ферзь · e6 чорний слон · h6 чорний пішак · d5 чорний пішак · f5 чорний пішак · g5 чорний пішак · c4 білий пішак · f4 чорний пішак · h3 чорний кінь · a2 білий пішак · b2 білий пішак · c2 білий ферзь · d2 білий кінь · g2 білий пішак · h2 білий пішак · a1 біла тура · c1 білий слон · f1 біла тура · h1 білий король | a8 чорна тура · f8 чорна тура · g8 чорний король · a7 чорний пішак · b6 чорний ферзь · e6 чорний слон · h6 чорний пішак · d5 чорний пішак · f5 чорний пішак · g5 чорний пішак · c4 білий пішак · f4 чорний пішак · h3 чорний кінь · a2 білий пішак · b2 білий пішак · c2 білий ферзь · d2 білий кінь · g2 білий пішак · h2 білий пішак · a1 біла тура · c1 білий слон · f1 біла тура · h1 білий король | a8 чорна тура · f8 чорна тура · g8 чорний король · a7 чорний пішак · b6 чорний ферзь · e6 чорний слон · h6 чорний пішак · d5 чорний пішак · f5 чорний пішак · g5 чорний пішак · c4 білий пішак · f4 чорний пішак · h3 чорний кінь · a2 білий пішак · b2 білий пішак · c2 білий ферзь · d2 білий кінь · g2 білий пішак · h2 білий пішак · a1 біла тура · c1 білий слон · f1 біла тура · h1 білий король | 7 |
| 6 | a8 чорна тура · f8 чорна тура · g8 чорний король · a7 чорний пішак · b6 чорний ферзь · e6 чорний слон · h6 чорний пішак · d5 чорний пішак · f5 чорний пішак · g5 чорний пішак · c4 білий пішак · f4 чорний пішак · h3 чорний кінь · a2 білий пішак · b2 білий пішак · c2 білий ферзь · d2 білий кінь · g2 білий пішак · h2 білий пішак · a1 біла тура · c1 білий слон · f1 біла тура · h1 білий король | a8 чорна тура · f8 чорна тура · g8 чорний король · a7 чорний пішак · b6 чорний ферзь · e6 чорний слон · h6 чорний пішак · d5 чорний пішак · f5 чорний пішак · g5 чорний пішак · c4 білий пішак · f4 чорний пішак · h3 чорний кінь · a2 білий пішак · b2 білий пішак · c2 білий ферзь · d2 білий кінь · g2 білий пішак · h2 білий пішак · a1 біла тура · c1 білий слон · f1 біла тура · h1 білий король | a8 чорна тура · f8 чорна тура · g8 чорний король · a7 чорний пішак · b6 чорний ферзь · e6 чорний слон · h6 чорний пішак · d5 чорний пішак · f5 чорний пішак · g5 чорний пішак · c4 білий пішак · f4 чорний пішак · h3 чорний кінь · a2 білий пішак · b2 білий пішак · c2 білий ферзь · d2 білий кінь · g2 білий пішак · h2 білий пішак · a1 біла тура · c1 білий слон · f1 біла тура · h1 білий король | a8 чорна тура · f8 чорна тура · g8 чорний король · a7 чорний пішак · b6 чорний ферзь · e6 чорний слон · h6 чорний пішак · d5 чорний пішак · f5 чорний пішак · g5 чорний пішак · c4 білий пішак · f4 чорний пішак · h3 чорний кінь · a2 білий пішак · b2 білий пішак · c2 білий ферзь · d2 білий кінь · g2 білий пішак · h2 білий пішак · a1 біла тура · c1 білий слон · f1 біла тура · h1 білий король | a8 чорна тура · f8 чорна тура · g8 чорний король · a7 чорний пішак · b6 чорний ферзь · e6 чорний слон · h6 чорний пішак · d5 чорний пішак · f5 чорний пішак · g5 чорний пішак · c4 білий пішак · f4 чорний пішак · h3 чорний кінь · a2 білий пішак · b2 білий пішак · c2 білий ферзь · d2 білий кінь · g2 білий пішак · h2 білий пішак · a1 біла тура · c1 білий слон · f1 біла тура · h1 білий король | a8 чорна тура · f8 чорна тура · g8 чорний король · a7 чорний пішак · b6 чорний ферзь · e6 чорний слон · h6 чорний пішак · d5 чорний пішак · f5 чорний пішак · g5 чорний пішак · c4 білий пішак · f4 чорний пішак · h3 чорний кінь · a2 білий пішак · b2 білий пішак · c2 білий ферзь · d2 білий кінь · g2 білий пішак · h2 білий пішак · a1 біла тура · c1 білий слон · f1 біла тура · h1 білий король | a8 чорна тура · f8 чорна тура · g8 чорний король · a7 чорний пішак · b6 чорний ферзь · e6 чорний слон · h6 чорний пішак · d5 чорний пішак · f5 чорний пішак · g5 чорний пішак · c4 білий пішак · f4 чорний пішак · h3 чорний кінь · a2 білий пішак · b2 білий пішак · c2 білий ферзь · d2 білий кінь · g2 білий пішак · h2 білий пішак · a1 біла тура · c1 білий слон · f1 біла тура · h1 білий король | a8 чорна тура · f8 чорна тура · g8 чорний король · a7 чорний пішак · b6 чорний ферзь · e6 чорний слон · h6 чорний пішак · d5 чорний пішак · f5 чорний пішак · g5 чорний пішак · c4 білий пішак · f4 чорний пішак · h3 чорний кінь · a2 білий пішак · b2 білий пішак · c2 білий ферзь · d2 білий кінь · g2 білий пішак · h2 білий пішак · a1 біла тура · c1 білий слон · f1 біла тура · h1 білий король | 6 |
| 5 | a8 чорна тура · f8 чорна тура · g8 чорний король · a7 чорний пішак · b6 чорний ферзь · e6 чорний слон · h6 чорний пішак · d5 чорний пішак · f5 чорний пішак · g5 чорний пішак · c4 білий пішак · f4 чорний пішак · h3 чорний кінь · a2 білий пішак · b2 білий пішак · c2 білий ферзь · d2 білий кінь · g2 білий пішак · h2 білий пішак · a1 біла тура · c1 білий слон · f1 біла тура · h1 білий король | a8 чорна тура · f8 чорна тура · g8 чорний король · a7 чорний пішак · b6 чорний ферзь · e6 чорний слон · h6 чорний пішак · d5 чорний пішак · f5 чорний пішак · g5 чорний пішак · c4 білий пішак · f4 чорний пішак · h3 чорний кінь · a2 білий пішак · b2 білий пішак · c2 білий ферзь · d2 білий кінь · g2 білий пішак · h2 білий пішак · a1 біла тура · c1 білий слон · f1 біла тура · h1 білий король | a8 чорна тура · f8 чорна тура · g8 чорний король · a7 чорний пішак · b6 чорний ферзь · e6 чорний слон · h6 чорний пішак · d5 чорний пішак · f5 чорний пішак · g5 чорний пішак · c4 білий пішак · f4 чорний пішак · h3 чорний кінь · a2 білий пішак · b2 білий пішак · c2 білий ферзь · d2 білий кінь · g2 білий пішак · h2 білий пішак · a1 біла тура · c1 білий слон · f1 біла тура · h1 білий король | a8 чорна тура · f8 чорна тура · g8 чорний король · a7 чорний пішак · b6 чорний ферзь · e6 чорний слон · h6 чорний пішак · d5 чорний пішак · f5 чорний пішак · g5 чорний пішак · c4 білий пішак · f4 чорний пішак · h3 чорний кінь · a2 білий пішак · b2 білий пішак · c2 білий ферзь · d2 білий кінь · g2 білий пішак · h2 білий пішак · a1 біла тура · c1 білий слон · f1 біла тура · h1 білий король | a8 чорна тура · f8 чорна тура · g8 чорний король · a7 чорний пішак · b6 чорний ферзь · e6 чорний слон · h6 чорний пішак · d5 чорний пішак · f5 чорний пішак · g5 чорний пішак · c4 білий пішак · f4 чорний пішак · h3 чорний кінь · a2 білий пішак · b2 білий пішак · c2 білий ферзь · d2 білий кінь · g2 білий пішак · h2 білий пішак · a1 біла тура · c1 білий слон · f1 біла тура · h1 білий король | a8 чорна тура · f8 чорна тура · g8 чорний король · a7 чорний пішак · b6 чорний ферзь · e6 чорний слон · h6 чорний пішак · d5 чорний пішак · f5 чорний пішак · g5 чорний пішак · c4 білий пішак · f4 чорний пішак · h3 чорний кінь · a2 білий пішак · b2 білий пішак · c2 білий ферзь · d2 білий кінь · g2 білий пішак · h2 білий пішак · a1 біла тура · c1 білий слон · f1 біла тура · h1 білий король | a8 чорна тура · f8 чорна тура · g8 чорний король · a7 чорний пішак · b6 чорний ферзь · e6 чорний слон · h6 чорний пішак · d5 чорний пішак · f5 чорний пішак · g5 чорний пішак · c4 білий пішак · f4 чорний пішак · h3 чорний кінь · a2 білий пішак · b2 білий пішак · c2 білий ферзь · d2 білий кінь · g2 білий пішак · h2 білий пішак · a1 біла тура · c1 білий слон · f1 біла тура · h1 білий король | a8 чорна тура · f8 чорна тура · g8 чорний король · a7 чорний пішак · b6 чорний ферзь · e6 чорний слон · h6 чорний пішак · d5 чорний пішак · f5 чорний пішак · g5 чорний пішак · c4 білий пішак · f4 чорний пішак · h3 чорний кінь · a2 білий пішак · b2 білий пішак · c2 білий ферзь · d2 білий кінь · g2 білий пішак · h2 білий пішак · a1 біла тура · c1 білий слон · f1 біла тура · h1 білий король | 5 |
| 4 | a8 чорна тура · f8 чорна тура · g8 чорний король · a7 чорний пішак · b6 чорний ферзь · e6 чорний слон · h6 чорний пішак · d5 чорний пішак · f5 чорний пішак · g5 чорний пішак · c4 білий пішак · f4 чорний пішак · h3 чорний кінь · a2 білий пішак · b2 білий пішак · c2 білий ферзь · d2 білий кінь · g2 білий пішак · h2 білий пішак · a1 біла тура · c1 білий слон · f1 біла тура · h1 білий король | a8 чорна тура · f8 чорна тура · g8 чорний король · a7 чорний пішак · b6 чорний ферзь · e6 чорний слон · h6 чорний пішак · d5 чорний пішак · f5 чорний пішак · g5 чорний пішак · c4 білий пішак · f4 чорний пішак · h3 чорний кінь · a2 білий пішак · b2 білий пішак · c2 білий ферзь · d2 білий кінь · g2 білий пішак · h2 білий пішак · a1 біла тура · c1 білий слон · f1 біла тура · h1 білий король | a8 чорна тура · f8 чорна тура · g8 чорний король · a7 чорний пішак · b6 чорний ферзь · e6 чорний слон · h6 чорний пішак · d5 чорний пішак · f5 чорний пішак · g5 чорний пішак · c4 білий пішак · f4 чорний пішак · h3 чорний кінь · a2 білий пішак · b2 білий пішак · c2 білий ферзь · d2 білий кінь · g2 білий пішак · h2 білий пішак · a1 біла тура · c1 білий слон · f1 біла тура · h1 білий король | a8 чорна тура · f8 чорна тура · g8 чорний король · a7 чорний пішак · b6 чорний ферзь · e6 чорний слон · h6 чорний пішак · d5 чорний пішак · f5 чорний пішак · g5 чорний пішак · c4 білий пішак · f4 чорний пішак · h3 чорний кінь · a2 білий пішак · b2 білий пішак · c2 білий ферзь · d2 білий кінь · g2 білий пішак · h2 білий пішак · a1 біла тура · c1 білий слон · f1 біла тура · h1 білий король | a8 чорна тура · f8 чорна тура · g8 чорний король · a7 чорний пішак · b6 чорний ферзь · e6 чорний слон · h6 чорний пішак · d5 чорний пішак · f5 чорний пішак · g5 чорний пішак · c4 білий пішак · f4 чорний пішак · h3 чорний кінь · a2 білий пішак · b2 білий пішак · c2 білий ферзь · d2 білий кінь · g2 білий пішак · h2 білий пішак · a1 біла тура · c1 білий слон · f1 біла тура · h1 білий король | a8 чорна тура · f8 чорна тура · g8 чорний король · a7 чорний пішак · b6 чорний ферзь · e6 чорний слон · h6 чорний пішак · d5 чорний пішак · f5 чорний пішак · g5 чорний пішак · c4 білий пішак · f4 чорний пішак · h3 чорний кінь · a2 білий пішак · b2 білий пішак · c2 білий ферзь · d2 білий кінь · g2 білий пішак · h2 білий пішак · a1 біла тура · c1 білий слон · f1 біла тура · h1 білий король | a8 чорна тура · f8 чорна тура · g8 чорний король · a7 чорний пішак · b6 чорний ферзь · e6 чорний слон · h6 чорний пішак · d5 чорний пішак · f5 чорний пішак · g5 чорний пішак · c4 білий пішак · f4 чорний пішак · h3 чорний кінь · a2 білий пішак · b2 білий пішак · c2 білий ферзь · d2 білий кінь · g2 білий пішак · h2 білий пішак · a1 біла тура · c1 білий слон · f1 біла тура · h1 білий король | a8 чорна тура · f8 чорна тура · g8 чорний король · a7 чорний пішак · b6 чорний ферзь · e6 чорний слон · h6 чорний пішак · d5 чорний пішак · f5 чорний пішак · g5 чорний пішак · c4 білий пішак · f4 чорний пішак · h3 чорний кінь · a2 білий пішак · b2 білий пішак · c2 білий ферзь · d2 білий кінь · g2 білий пішак · h2 білий пішак · a1 біла тура · c1 білий слон · f1 біла тура · h1 білий король | 4 |
| 3 | a8 чорна тура · f8 чорна тура · g8 чорний король · a7 чорний пішак · b6 чорний ферзь · e6 чорний слон · h6 чорний пішак · d5 чорний пішак · f5 чорний пішак · g5 чорний пішак · c4 білий пішак · f4 чорний пішак · h3 чорний кінь · a2 білий пішак · b2 білий пішак · c2 білий ферзь · d2 білий кінь · g2 білий пішак · h2 білий пішак · a1 біла тура · c1 білий слон · f1 біла тура · h1 білий король | a8 чорна тура · f8 чорна тура · g8 чорний король · a7 чорний пішак · b6 чорний ферзь · e6 чорний слон · h6 чорний пішак · d5 чорний пішак · f5 чорний пішак · g5 чорний пішак · c4 білий пішак · f4 чорний пішак · h3 чорний кінь · a2 білий пішак · b2 білий пішак · c2 білий ферзь · d2 білий кінь · g2 білий пішак · h2 білий пішак · a1 біла тура · c1 білий слон · f1 біла тура · h1 білий король | a8 чорна тура · f8 чорна тура · g8 чорний король · a7 чорний пішак · b6 чорний ферзь · e6 чорний слон · h6 чорний пішак · d5 чорний пішак · f5 чорний пішак · g5 чорний пішак · c4 білий пішак · f4 чорний пішак · h3 чорний кінь · a2 білий пішак · b2 білий пішак · c2 білий ферзь · d2 білий кінь · g2 білий пішак · h2 білий пішак · a1 біла тура · c1 білий слон · f1 біла тура · h1 білий король | a8 чорна тура · f8 чорна тура · g8 чорний король · a7 чорний пішак · b6 чорний ферзь · e6 чорний слон · h6 чорний пішак · d5 чорний пішак · f5 чорний пішак · g5 чорний пішак · c4 білий пішак · f4 чорний пішак · h3 чорний кінь · a2 білий пішак · b2 білий пішак · c2 білий ферзь · d2 білий кінь · g2 білий пішак · h2 білий пішак · a1 біла тура · c1 білий слон · f1 біла тура · h1 білий король | a8 чорна тура · f8 чорна тура · g8 чорний король · a7 чорний пішак · b6 чорний ферзь · e6 чорний слон · h6 чорний пішак · d5 чорний пішак · f5 чорний пішак · g5 чорний пішак · c4 білий пішак · f4 чорний пішак · h3 чорний кінь · a2 білий пішак · b2 білий пішак · c2 білий ферзь · d2 білий кінь · g2 білий пішак · h2 білий пішак · a1 біла тура · c1 білий слон · f1 біла тура · h1 білий король | a8 чорна тура · f8 чорна тура · g8 чорний король · a7 чорний пішак · b6 чорний ферзь · e6 чорний слон · h6 чорний пішак · d5 чорний пішак · f5 чорний пішак · g5 чорний пішак · c4 білий пішак · f4 чорний пішак · h3 чорний кінь · a2 білий пішак · b2 білий пішак · c2 білий ферзь · d2 білий кінь · g2 білий пішак · h2 білий пішак · a1 біла тура · c1 білий слон · f1 біла тура · h1 білий король | a8 чорна тура · f8 чорна тура · g8 чорний король · a7 чорний пішак · b6 чорний ферзь · e6 чорний слон · h6 чорний пішак · d5 чорний пішак · f5 чорний пішак · g5 чорний пішак · c4 білий пішак · f4 чорний пішак · h3 чорний кінь · a2 білий пішак · b2 білий пішак · c2 білий ферзь · d2 білий кінь · g2 білий пішак · h2 білий пішак · a1 біла тура · c1 білий слон · f1 біла тура · h1 білий король | a8 чорна тура · f8 чорна тура · g8 чорний король · a7 чорний пішак · b6 чорний ферзь · e6 чорний слон · h6 чорний пішак · d5 чорний пішак · f5 чорний пішак · g5 чорний пішак · c4 білий пішак · f4 чорний пішак · h3 чорний кінь · a2 білий пішак · b2 білий пішак · c2 білий ферзь · d2 білий кінь · g2 білий пішак · h2 білий пішак · a1 біла тура · c1 білий слон · f1 біла тура · h1 білий король | 3 |
| 2 | a8 чорна тура · f8 чорна тура · g8 чорний король · a7 чорний пішак · b6 чорний ферзь · e6 чорний слон · h6 чорний пішак · d5 чорний пішак · f5 чорний пішак · g5 чорний пішак · c4 білий пішак · f4 чорний пішак · h3 чорний кінь · a2 білий пішак · b2 білий пішак · c2 білий ферзь · d2 білий кінь · g2 білий пішак · h2 білий пішак · a1 біла тура · c1 білий слон · f1 біла тура · h1 білий король | a8 чорна тура · f8 чорна тура · g8 чорний король · a7 чорний пішак · b6 чорний ферзь · e6 чорний слон · h6 чорний пішак · d5 чорний пішак · f5 чорний пішак · g5 чорний пішак · c4 білий пішак · f4 чорний пішак · h3 чорний кінь · a2 білий пішак · b2 білий пішак · c2 білий ферзь · d2 білий кінь · g2 білий пішак · h2 білий пішак · a1 біла тура · c1 білий слон · f1 біла тура · h1 білий король | a8 чорна тура · f8 чорна тура · g8 чорний король · a7 чорний пішак · b6 чорний ферзь · e6 чорний слон · h6 чорний пішак · d5 чорний пішак · f5 чорний пішак · g5 чорний пішак · c4 білий пішак · f4 чорний пішак · h3 чорний кінь · a2 білий пішак · b2 білий пішак · c2 білий ферзь · d2 білий кінь · g2 білий пішак · h2 білий пішак · a1 біла тура · c1 білий слон · f1 біла тура · h1 білий король | a8 чорна тура · f8 чорна тура · g8 чорний король · a7 чорний пішак · b6 чорний ферзь · e6 чорний слон · h6 чорний пішак · d5 чорний пішак · f5 чорний пішак · g5 чорний пішак · c4 білий пішак · f4 чорний пішак · h3 чорний кінь · a2 білий пішак · b2 білий пішак · c2 білий ферзь · d2 білий кінь · g2 білий пішак · h2 білий пішак · a1 біла тура · c1 білий слон · f1 біла тура · h1 білий король | a8 чорна тура · f8 чорна тура · g8 чорний король · a7 чорний пішак · b6 чорний ферзь · e6 чорний слон · h6 чорний пішак · d5 чорний пішак · f5 чорний пішак · g5 чорний пішак · c4 білий пішак · f4 чорний пішак · h3 чорний кінь · a2 білий пішак · b2 білий пішак · c2 білий ферзь · d2 білий кінь · g2 білий пішак · h2 білий пішак · a1 біла тура · c1 білий слон · f1 біла тура · h1 білий король | a8 чорна тура · f8 чорна тура · g8 чорний король · a7 чорний пішак · b6 чорний ферзь · e6 чорний слон · h6 чорний пішак · d5 чорний пішак · f5 чорний пішак · g5 чорний пішак · c4 білий пішак · f4 чорний пішак · h3 чорний кінь · a2 білий пішак · b2 білий пішак · c2 білий ферзь · d2 білий кінь · g2 білий пішак · h2 білий пішак · a1 біла тура · c1 білий слон · f1 біла тура · h1 білий король | a8 чорна тура · f8 чорна тура · g8 чорний король · a7 чорний пішак · b6 чорний ферзь · e6 чорний слон · h6 чорний пішак · d5 чорний пішак · f5 чорний пішак · g5 чорний пішак · c4 білий пішак · f4 чорний пішак · h3 чорний кінь · a2 білий пішак · b2 білий пішак · c2 білий ферзь · d2 білий кінь · g2 білий пішак · h2 білий пішак · a1 біла тура · c1 білий слон · f1 біла тура · h1 білий король | a8 чорна тура · f8 чорна тура · g8 чорний король · a7 чорний пішак · b6 чорний ферзь · e6 чорний слон · h6 чорний пішак · d5 чорний пішак · f5 чорний пішак · g5 чорний пішак · c4 білий пішак · f4 чорний пішак · h3 чорний кінь · a2 білий пішак · b2 білий пішак · c2 білий ферзь · d2 білий кінь · g2 білий пішак · h2 білий пішак · a1 біла тура · c1 білий слон · f1 біла тура · h1 білий король | 2 |
| 1 | a8 чорна тура · f8 чорна тура · g8 чорний король · a7 чорний пішак · b6 чорний ферзь · e6 чорний слон · h6 чорний пішак · d5 чорний пішак · f5 чорний пішак · g5 чорний пішак · c4 білий пішак · f4 чорний пішак · h3 чорний кінь · a2 білий пішак · b2 білий пішак · c2 білий ферзь · d2 білий кінь · g2 білий пішак · h2 білий пішак · a1 біла тура · c1 білий слон · f1 біла тура · h1 білий король | a8 чорна тура · f8 чорна тура · g8 чорний король · a7 чорний пішак · b6 чорний ферзь · e6 чорний слон · h6 чорний пішак · d5 чорний пішак · f5 чорний пішак · g5 чорний пішак · c4 білий пішак · f4 чорний пішак · h3 чорний кінь · a2 білий пішак · b2 білий пішак · c2 білий ферзь · d2 білий кінь · g2 білий пішак · h2 білий пішак · a1 біла тура · c1 білий слон · f1 біла тура · h1 білий король | a8 чорна тура · f8 чорна тура · g8 чорний король · a7 чорний пішак · b6 чорний ферзь · e6 чорний слон · h6 чорний пішак · d5 чорний пішак · f5 чорний пішак · g5 чорний пішак · c4 білий пішак · f4 чорний пішак · h3 чорний кінь · a2 білий пішак · b2 білий пішак · c2 білий ферзь · d2 білий кінь · g2 білий пішак · h2 білий пішак · a1 біла тура · c1 білий слон · f1 біла тура · h1 білий король | a8 чорна тура · f8 чорна тура · g8 чорний король · a7 чорний пішак · b6 чорний ферзь · e6 чорний слон · h6 чорний пішак · d5 чорний пішак · f5 чорний пішак · g5 чорний пішак · c4 білий пішак · f4 чорний пішак · h3 чорний кінь · a2 білий пішак · b2 білий пішак · c2 білий ферзь · d2 білий кінь · g2 білий пішак · h2 білий пішак · a1 біла тура · c1 білий слон · f1 біла тура · h1 білий король | a8 чорна тура · f8 чорна тура · g8 чорний король · a7 чорний пішак · b6 чорний ферзь · e6 чорний слон · h6 чорний пішак · d5 чорний пішак · f5 чорний пішак · g5 чорний пішак · c4 білий пішак · f4 чорний пішак · h3 чорний кінь · a2 білий пішак · b2 білий пішак · c2 білий ферзь · d2 білий кінь · g2 білий пішак · h2 білий пішак · a1 біла тура · c1 білий слон · f1 біла тура · h1 білий король | a8 чорна тура · f8 чорна тура · g8 чорний король · a7 чорний пішак · b6 чорний ферзь · e6 чорний слон · h6 чорний пішак · d5 чорний пішак · f5 чорний пішак · g5 чорний пішак · c4 білий пішак · f4 чорний пішак · h3 чорний кінь · a2 білий пішак · b2 білий пішак · c2 білий ферзь · d2 білий кінь · g2 білий пішак · h2 білий пішак · a1 біла тура · c1 білий слон · f1 біла тура · h1 білий король | a8 чорна тура · f8 чорна тура · g8 чорний король · a7 чорний пішак · b6 чорний ферзь · e6 чорний слон · h6 чорний пішак · d5 чорний пішак · f5 чорний пішак · g5 чорний пішак · c4 білий пішак · f4 чорний пішак · h3 чорний кінь · a2 білий пішак · b2 білий пішак · c2 білий ферзь · d2 білий кінь · g2 білий пішак · h2 білий пішак · a1 біла тура · c1 білий слон · f1 біла тура · h1 білий король | a8 чорна тура · f8 чорна тура · g8 чорний король · a7 чорний пішак · b6 чорний ферзь · e6 чорний слон · h6 чорний пішак · d5 чорний пішак · f5 чорний пішак · g5 чорний пішак · c4 білий пішак · f4 чорний пішак · h3 чорний кінь · a2 білий пішак · b2 білий пішак · c2 білий ферзь · d2 білий кінь · g2 білий пішак · h2 білий пішак · a1 біла тура · c1 білий слон · f1 біла тура · h1 білий король | 1 |
|   | a | b | c | d | e | f | g | h |   |

В цій позиції чорні ходять 22. ... Qg1+. Блокуюча жертва ферзя.  Цей хід примушує білу туру бити чорного ферзя 23. Rxg1. Тепер тура не захищає вертикаль f і блокує короля від будь-якого ходу. Кінь чорних ставить спертий мат 23. ... Nf2# .

## Notes
1. ↑  Horowitz, Al (28 грудня 1967). Chess:; A 23-Move Bind Winds Up With Brilliant Queen Sacrifice. The New York Times. The New York Times. Процитовано 7 березня 2011.
2. ↑  Rudolf Spielman, "The Art of Sacrifice in Chess", 1995, Dover, ISBN 0-486-28449-2
3. ↑  Така класифікація була представлена Олафом Лахлумом в серії статей вNorsk Sjakkblad, no. 2 2006 [Архівовано 24 липня 2011 у Wayback Machine.] (p. 44), no. 3 2006 [Архівовано 24 липня 2011 у Wayback Machine.] (p. 44), no. 4 2006 [Архівовано 24 липня 2011 у Wayback Machine.] (p. 44), no. 5 2006 [Архівовано 24 липня 2011 у Wayback Machine.] (p. 35), and no. 6 2006 [Архівовано 24 липня 2011 у Wayback Machine.] (p. 31) (норв.)
4. ↑  Levon Aronian vs Peter Svidler (2006). ChessGames.com. Архів оригіналу за 12 вересня 2017. Процитовано 8 серпня 2010.
5. ↑  The Hook & Ladder Trick [Архівовано 23 серпня 2007 у Wayback Machine.] Chess Life Dana Mackenzie
6. ↑  Evans vs. Reshevsky, USA 1963. Архів оригіналу за 15 вересня 2017. Процитовано 23 серпня 2014.
7. ↑  Stalemate! [Архівовано 2 травня 2012 у Wayback Machine.] Jack O’Keefe, Michigan Chess Association.
8. ↑  Najdorf vs. Reshevsky, 1952. Архів оригіналу за 26 серпня 2014. Процитовано 23 серпня 2014.
9. ↑  Spassky vs. Tal, 1971. Архів оригіналу за 24 вересня 2015. Процитовано 23 серпня 2014.
10. ↑  chessgames.com. с. James McConnell vs. Paul Morphy, New Orleans 1849. Архів оригіналу за 8 червня 2012. Процитовано 1 лютого 2012.